# Cluj-Napoca
Pour les articles homonymes, voir Claudiopolis.
Cluj-Napoca (prononcé : /ˈkluːʒ naˈpɔka/ ; en hongrois : Kolozsvár, prononcé : /ˈkoloʒvaːr/) est une ville transylvaine du nord-ouest de la Roumanie fondée en 1213, située dans la vallée du Someșul Mic, à 440 km au nord-ouest de Bucarest. C’est en 1974, dans le cadre de la politique protochroniste de Nicolae Ceaușescu, que la ville a reçu par décret son second nom de Napoca, qui est celui du camp romain antique situé sous l’actuel centre-ville, provenant de la tribu dace locale des Napaei. Cependant, les Roumains continuent d’appeler la ville par son nom initial de Cluj ; les Hongrois l'appellent Kolozsvár, les Allemands Klausenburg, en yiddish son nom est קלויזנבורג, et en latin Claudiopolis.
La ville a été par périodes capitale de la principauté de Transylvanie ; c’est actuellement le chef-lieu du județ du même nom et de la région de développement Nord-Ouest. Deuxième ville du pays par la population après Bucarest (la municipalité intra-muros comptait 287.000 habitants en 2021), elle est le principal pôle économique du Nord-Ouest. La ville se distingue par un secteur secondaire très diversifié et un secteur tertiaire essentiellement tourné vers les TIC, les activités financières, l’éducation et la recherche. La ville et sa région vivent aussi du tourisme grâce à son patrimoine architectural et aux Carpates occidentales roumaines qui l’entourent.
Cluj est non seulement l’un des plus importants centres culturels du pays avec de nombreuses institutions (théâtres, bibliothèques, festivals, concerts…) qui jouent un rôle de premier plan au niveau national, mais aussi, compte tenu de ses deux grandes communautés de langue roumaine et hongroise, une ville profondément biculturelle et le plus important centre culturel de la communauté hongroise de Roumanie. Un Clujien sur quatre est de souche hongroise et, dans cette communauté de 50 000 personnes en 2011, les deux tiers sont de confession protestante, avec des calvinistes, des unitariens et des luthériens. La communauté réformée de la ville est la plus importante du pays du fait que ces formes du christianisme, apparues au XVIe siècle, ont été l’objet d’un édit de tolérance de la principauté de Transylvanie en 1568, devenant alors religions officielles à égalité avec le catholicisme.
Cluj est aussi le plus ancien (1581) et le deuxième plus important centre universitaire du pays, mais le premier en Transylvanie. Les universités et les écoles de la ville assurent une formation de haut niveau dans les trois langues historiques de la Transylvanie (roumain, hongrois et allemand), ainsi qu’en français et en anglais. Cela fait que le nombre d’étudiants étrangers, tant européens qu’extra-communautaires, ne cesse d’augmenter.

## Géographie
D’une forme relativement allongée sur l’axe est-ouest sur les deux rives de la rivière Someșul Mic (le « Petit Someș »), la ville de Cluj occupe une surface de 179,5 km2. Elle est aussi traversée par plusieurs affluents de cette rivière et elle englobe plusieurs petits lacs.

### Situation géographique

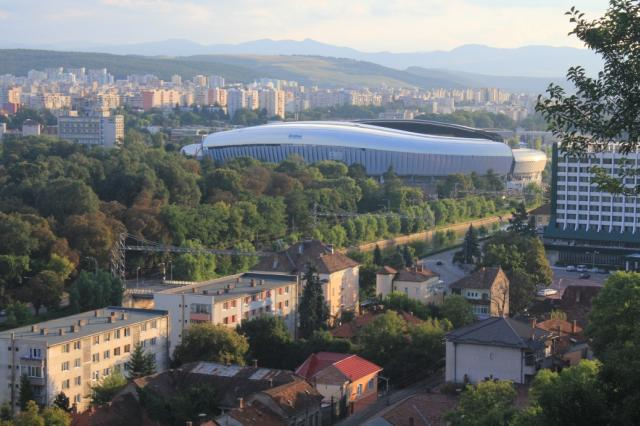
Vue sur le sud-ouest de la ville. Le Stade Cluj Arena et le quartier Mănăștur. À l’arrière-plan on distingue le contour des Monts Apuseni.

Cluj est située au cœur de la Transylvanie, en pleine zone tempérée, à huit degrés au sud du centre géographique du continent européen.
Du point de vue du relief, la ville se trouve sur le versant oriental des monts Apucènes, à l’ouest du plateau transylvain.

### Topographie
Occupant notamment la plaine alluviale du Petit Someș, Cluj s’étend aussi sur les pentes des chaînes collinaires qui la délimitent au nord et au sud. Ainsi, le Sud de la ville occupe-t-il une bonne partie du versant nord de la longue colline de Feleac (qui atteint 825 mètres au sommet Măgura Sălicei), alors qu’au sud-ouest elle s’étend sur une partie de la moins imposante colline de Făget. Le Nord de la ville occupe les versants sud de plusieurs collines, telles que Dealul Hoiei (506 m), Dealul Gârbăului (570 m), Dealul Lombului (684 m), Dealul Melcului (617 m), Dealul Techintău (633 m)… Cluj englobe aussi plusieurs autres collines de plus faible altitude.
La plupart des collines entourant la ville sont boisées. On y trouve deux réserves botaniques, Fânațele Clujului et Valea Morii qui abritent des espèces végétales rares telles que la Calypso bulbosa ou bien des variétés d’Iris, de polygales… La faune qui vit dans ces forêts compte des espèces rares, comme la variété locale de Vipera ursinii rakosiensis dans la réserve de Fânațele Clujului. On y trouve le blaireau, le sanglier, le renard, des cervidés et, un peu plus loin, dans les Monts Apuseni, l’ours brun et le loup commun (la nuit, parfois confondu avec les chiens errants du côté des conteneurs des restaurants : les écologues craignent les croisements génétiques).

### Climat

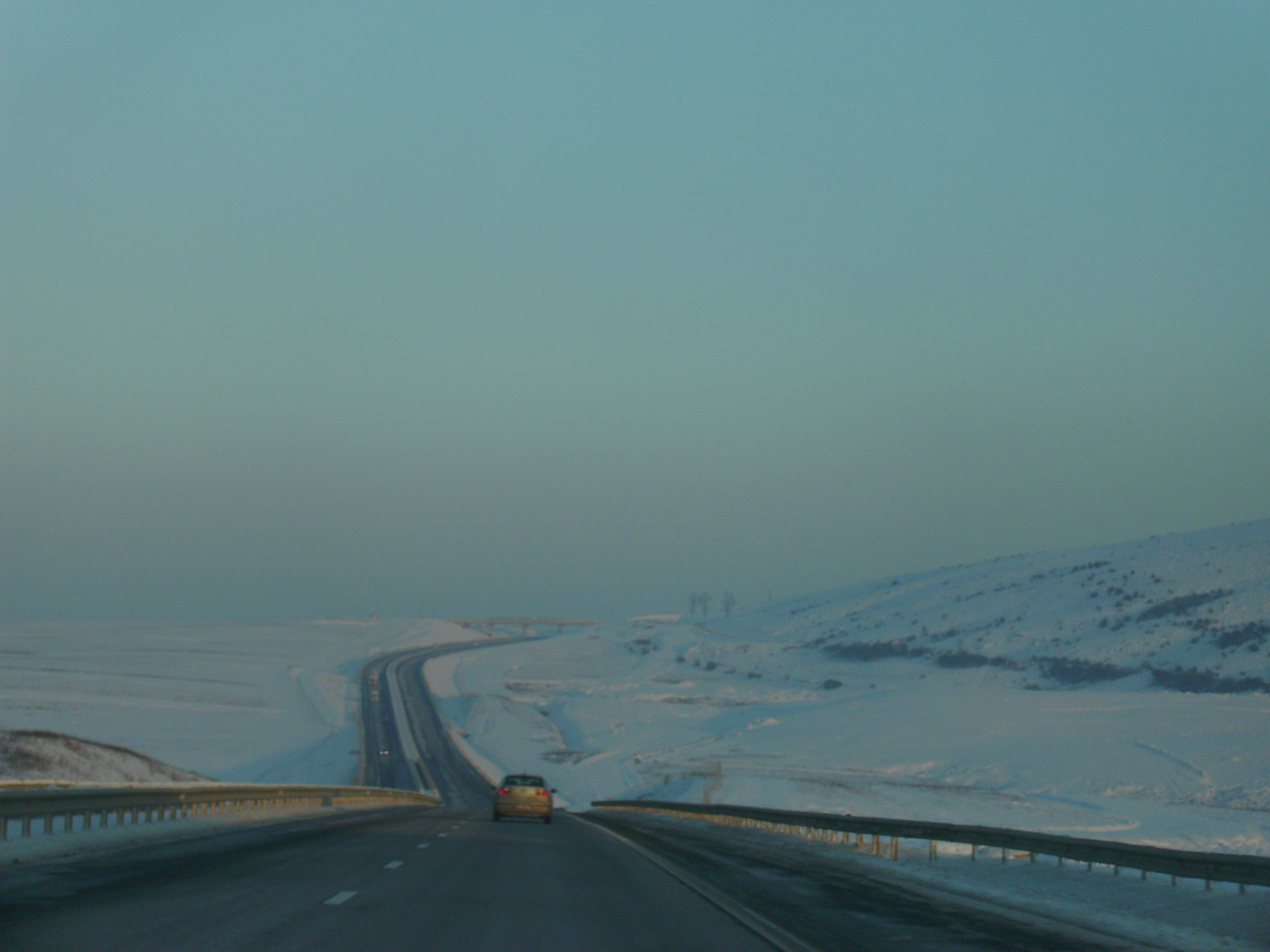
L’hiver à Cluj est assez rigoureux. Photo prise sur l’A3 à proximité de Cluj en décembre 2009.

Le climat de Cluj est de type tempéré continental, caractérisé par des hivers rigoureux et des étés chauds. Le passage de l’hiver au printemps se fait normalement au cours de la deuxième moitié du mois de mars, alors que le passage de l’automne à l’hiver se fait au cours du mois de novembre.
La température moyenne annuelle est d’environ 8 °C, avec une moyenne de −3 °C au mois de janvier et de 19 °C au mois de juillet. Des températures record ont été enregistrées en janvier 1963 (−34,5 °C) et en août 1952 (38,5 °C). La moyenne des précipitations annuelles est d’environ 663 mm, juin est le mois le plus pluvieux (99 mm), alors que février est le mois le plus sec (26 mm).
Au XXIe siècle, on a observé des hivers de plus en plus doux, avec des températures qui descendent rarement sous les −15 °C et avec de moins en moins de neige. En revanche, les étés sont de plus en plus chauds et le nombre de jours avec des températures supérieures aux 30 °C ne cesse de croître.

## Histoire

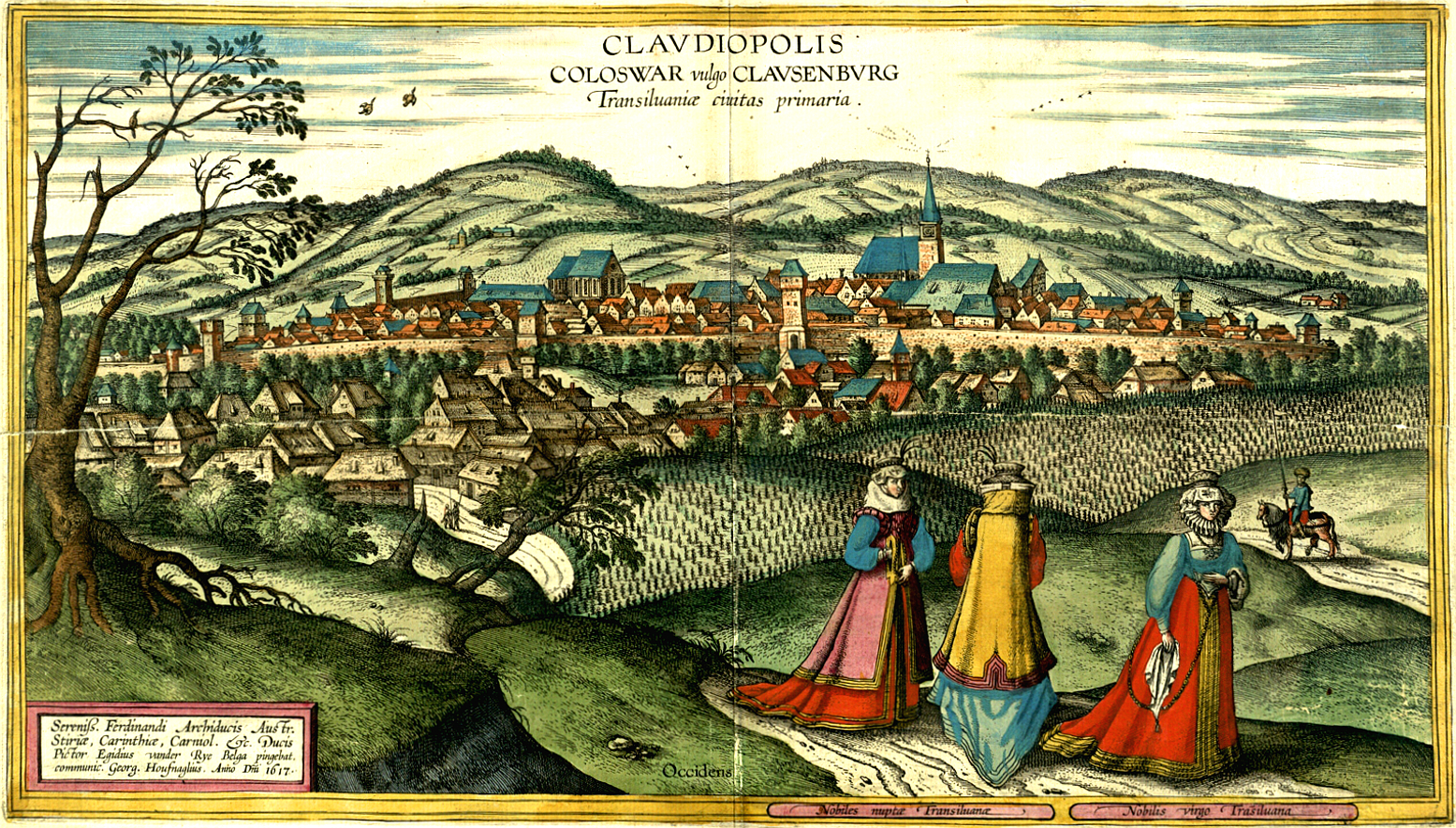
Clavdiopolis, Coloswar vulgo Clavsenbvrg, Transiluaniæ ciuitas primaria. Kolozsvár en 1617. Image réalisée par Georg Houfnagel d'après un dessin de Egidius van der Rye.

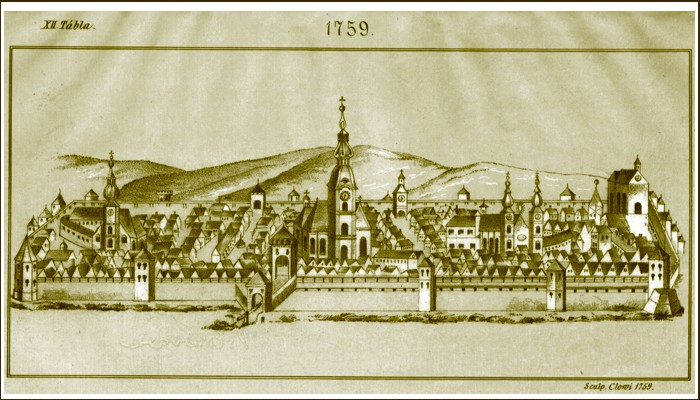
Kolozsvár en 1759 (estampe de János Szakál). On remarque le clocher baroque de Biserica Sfântul Mihail, construit et détruit au XVIIIe siècle.

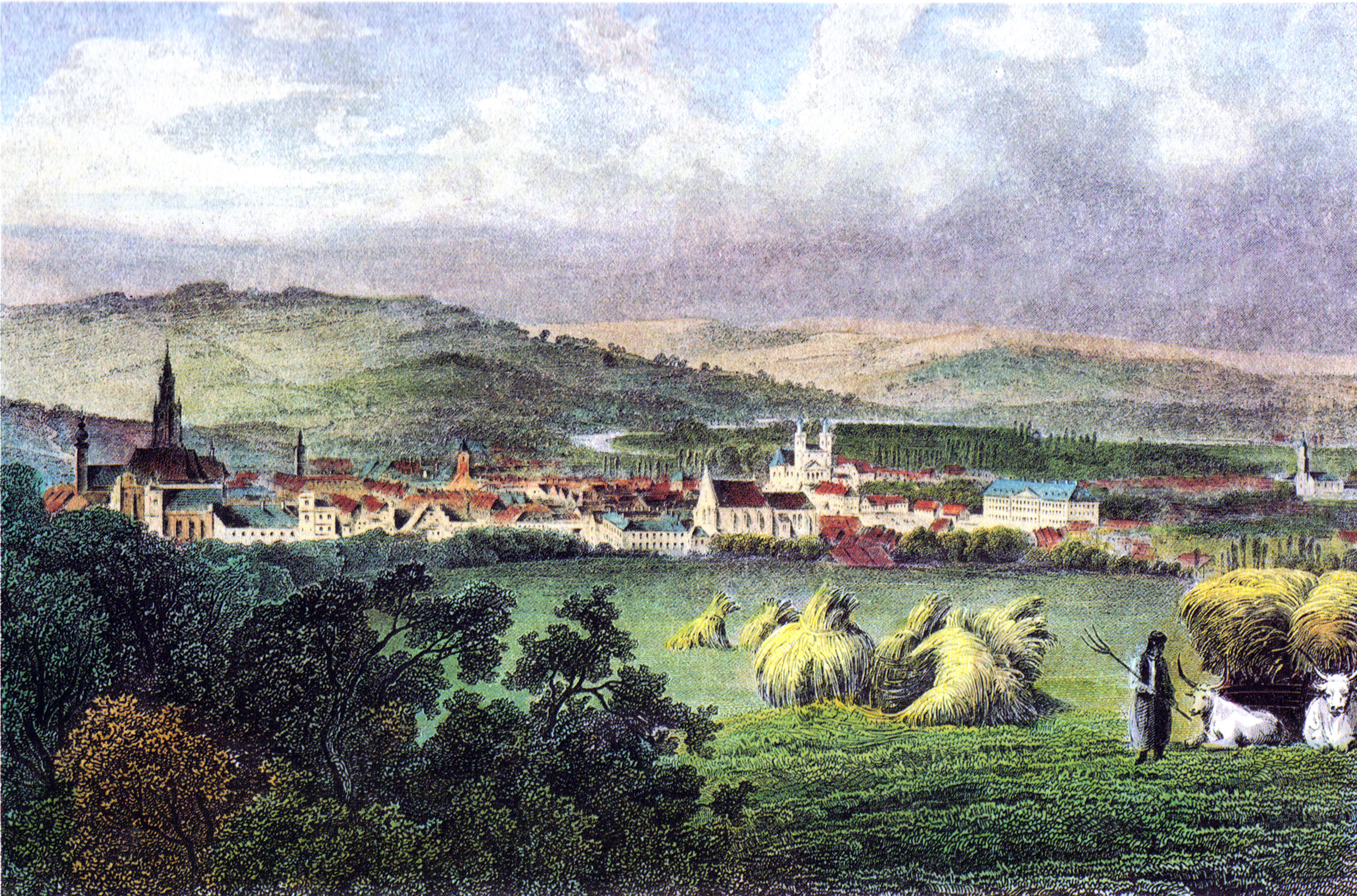
Panorama de Klausenburg, nom de la ville en allemand, en 1840, gravure de K. Gunkel et J.M. Kolb, d'après la peinture de L. Rohbock. Deutschland und die Welt

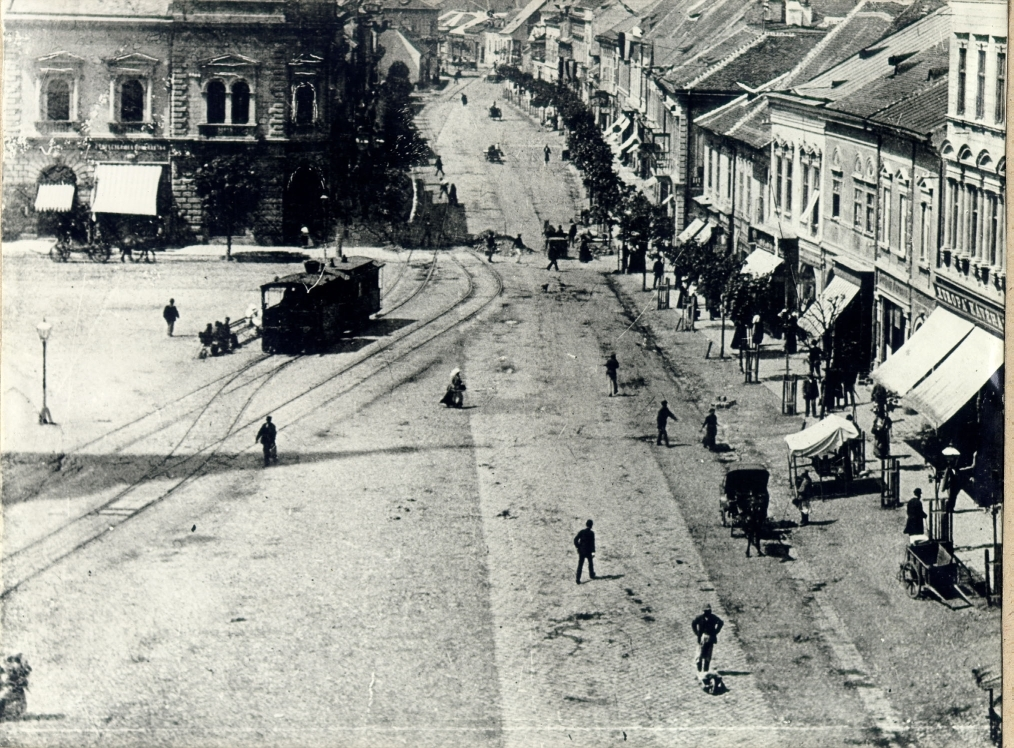
Vue sur le coin nord-ouest de la Piața Unirii (« Place de l'Union ») en 1902, alors nommée Főtér (« Place Principale »). On peut observer l'ombre de la flèche de l'Église Saint-Michel (Szent Mihály-templom).

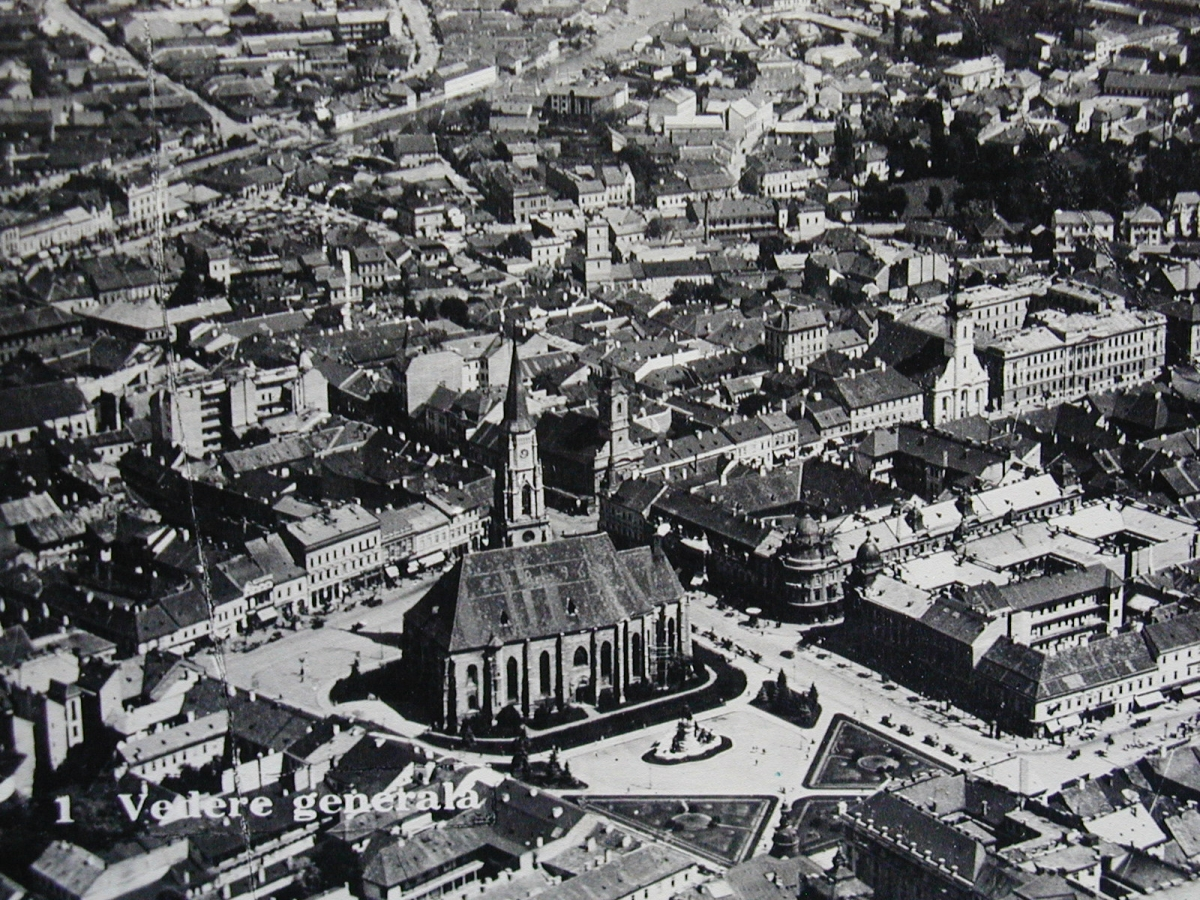
Vue aérienne depuis le sud-ouest du centre-ville (1930).

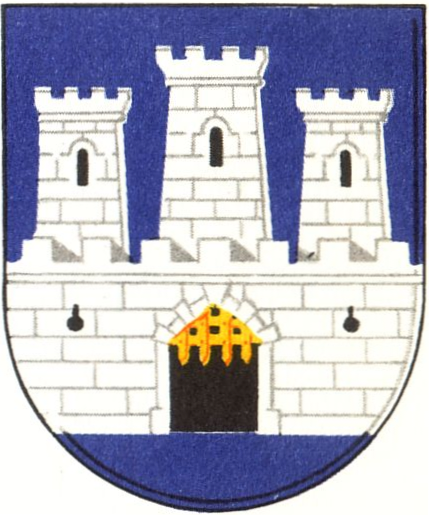
Armoiries hongroises de Kolozsvár de 1476 à 1919.

Cluj s’élève sur l’emplacement d’un habitat très ancien et possède un patrimoine historique très riche.
Des Celtes venus de l’ouest, Scordices et Galates s’installent au IIIe siècle avant notre ère au milieu des Daces, peuple Thrace septentrional. On ne sait pas si « Napoca », nom antique de la ville, est celtique ou dace, mais il a été rapproché au grec νάπη / nápē : « boisé ».
La cité prospère grâce à la proximité des mines d’or et de sel des monts Apuseni, et à ses relations commerciales entretenues avec les colonies grecques de la mer Noire, en Scythie Mineure. Plus tard, les Romains en font une de leurs colonies. Quant au nom « Cluj », il peut provenir soit du latin clausa – clusa, également à l’origine des mots « clos » et « cluse », soit du slave kluč ou du germanique Klause – Kluse désignant, dans le contexte géographique local, un col de montagne. 
En 271 de notre ère, les Romains se retirent face à la pression des royaumes germaniques (Gépides) et des confédérations de cavaliers turcophones (Huns, Avars) qui se succèdent, pendant que des Daces (les Carpiens, qui ont laissé leur nom aux Carpates), des Alains (les Iasses) et surtout des Slaves (des Slavons) se mêlent aux populations locales à dominante thrace latinisée. La ville de Napoca disparaît, et la culture de Dridu qui lui succède, témoigne d’une vie surtout rurale. Après une période d’appartenance au premier Empire bulgare (dont les populations sont surtout slavonnes et valaques, mais aussi iasses, onoghoures et petchénègues), ce sont les tribus des Magyars qui, à partir de 895, s’installent dans le pays.
La première mention médiévale de Cluj date de 1167 sous le nom de Castrum Clus, petite localité fortifiée. Faute de statistiques ethniques à l’époque, impossible de savoir si ses habitants étaient plutôt magyars, valaques, germaniques, ou les trois. En 1241, la ville est ravagée par les Mongols et la plupart des habitants sont tués ou emmenés en esclavage. Des colons allemands commencent à s’y établir aux environs de 1270. Au début du XIVe siècle la ville (dont le nom change en Claudiopolis ou Klausenburg en allemand, en hongrois Kolozsvár, en roumain Cluș ou Cluj) acquiert le statut de « ville royale » et reçoit quelques franchises, dont le pouvoir de choisir son curé et le droit d’ériger une église ; c’est l’époque où commence la construction de l'Église Saint-Michel.
En 1405, Sigismond Ier du Saint-Empire accorde à la ville le statut de « ville royale libre », ce qui entraîne un fort développement urbain : la ville a le droit d’ériger des remparts (dont l’on peut encore voir quelques fragments), ses commerçants sont exemptés de certains droits de douane et ses artisans peuvent envoyer leurs produits de Constantinople à Prague et de Venise à Kiev. Simultanément, la noblesse roumaine transylvaine, poussée par l’édit de Turda du roi Louis Ier de Hongrie (1366), s’intègre progressivement dans la noblesse hongroise. Cluj est un important centre d’assimilation, comme en témoigne Matthias Corvin qui y naquit, et qui, une fois sur le trône de Hongrie, n’oublia pas d’élargir les franchises de sa ville natale.
En 1437, sous l’influence des Hussites, Cluj prend pourtant parti contre la noblesse et pour la révolte de Bobâlna, conduite par Antal Budai Nagy (en). La bourgeoisie urbaine clujaine et la petite noblesse reprochent à l’Église catholique, dont le prestige est entamé par le Grand Schisme d'Occident (1378-1417) sa corruption, ses richesses (elle possède 12 % du territoire transylvain) et ses privilèges (elle perçoit la dîme y compris sur les terres des hussites et des joupanats roumains orthodoxes). La révolte est déclenchée par la décision de l’évêché catholique de Gyulafehérvar/Alba Iulia d’employer des hommes d’armes pour collecter des dîmes impayées. Vainqueurs à Bobâlna en juin 1437, les insurgés obtiennent d’importantes concessions, mais la grande noblesse catholique, avec l’aide du voïvode transylvain Jean Ier Zapolya, engage des armées de mercenaires et Cluj est prise d’assaut en 1438. Les chefs de la révolte sont mis à mort, et les Roumains, qui formaient jusqu’alors l’un des états (« nations ») du voïvodat transylvain (Universitas valachorum) perdent leurs droits. L’entrée des villes, dont Kolozsvár / Cluj, leur est désormais interdite sauf pour y livrer des matériaux ou des denrées, et ils sont ravalés au rang de serfs dans le nouveau statut de la Principauté, désormais appelé « Union des trois nations » (allemande, magyare et sicule), dont ils sont exclus.
Après la conquête de la Hongrie par l’Empire ottoman en 1526, la principauté de Transylvanie doit payer tribut aux sultans turcs mais s’agrandit d’une partie de la Hongrie. C’est pourquoi les historiens hongrois modernes l’appellent « royaume de Hongrie orientale ». Au milieu du XVIe siècle, la population hongroise de la ville adopte l’unitarisme protestant, ce qui entraîne l’assimilation de la population unitarienne allemande. Gáspár Heltai, un saxon magyarisé, y fonde la première typographie, une manufacture de papier, des bains publics et une brasserie. La ville a sa première école de médecine en 1565, et sa première université, fondée par Étienne Báthory, en 1581. La famille Báthory contribue beaucoup au développement économique et démographique de la ville qui, à l’époque, ne peut se comparer en Transylvanie qu’à Brașov. Même si la capitale politique de la principauté est Gyulafehérvár / Alba Iulia, Kolozsvár / Cluj est le principal centre culturel et économique, ainsi que l’un des centres religieux protestants et catholiques de Transylvanie.
En 1699, par le traité de Karlowitz, la principauté de Transylvanie intègre la monarchie des Habsbourg. Elle rend au royaume de Hongrie les territoires qu’elle avait administré depuis 1526, tout en gardant, sur son territoire d’avant 1526, son statut de principauté autonome gouvernée par la noblesse hongroise, tant protestante que catholique. Les Habsbourg se méfiant des nobles hongrois surtout protestants, en 1704 le général autrichien De Bussy-Rabutin (de la famille française de Roger de Bussy-Rabutin) commence à détruire les remparts de Cluj pour que cette ville à majorité protestante ne représente pas un éventuel danger pour le pouvoir des Habsbourg catholiques. En 1711 Vienne commence à nommer elle-même les gouverneurs du grand-duché de Transylvanie, au lieu de confier cette fonction aux nobles locaux. En 1715, l’armée impériale commence la construction d’une forteresse de style Vauban sur la colline de la Citadelle surmontant la ville.
De 1790 à 1848 et de 1861 à 1867 Kolozsvár / Clausenbourg / Cluj est la capitale de la Transylvanie, ce qui entraîne la modernisation de la ville ainsi que l’accroissement du nombre de ses habitants roumains, à nouveau autorisés par les Habsbourg à résider en ville, et venus depuis les campagnes environnantes pour y travailler et commercer. Cluj compte aussi à cette époque d’importantes communautés juives ashkénazes et arméniennes, qui représentent 19 % de la population totale en 1910.
Les habitants de Kolozsvár prennent part à la révolution de 1848, du côté hongrois ou roumain, mais dans les deux cas contre les Habsbourg. En rétorsion, ceux-ci transfèrent la capitale de la Transylvanie à Hermannstadt/Sibiu, ville à majorité allemande, réputée plus favorable à l’empire d'Autriche. Lors de la constitution de l’Autriche-Hongrie en 1867, Kolozsvár / Cluj et toute la Transylvanie sont inclus dans le royaume de Hongrie. En termes économiques et démographiques, Kolozsvár / Cluj est à un moment la deuxième ville du royaume après Budapest.
La deuxième moitié du XIXe siècle connaît de grands changements d’urbanisme (les remparts sont démolis afin d’ériger des grands ensembles architecturaux comme les hôpitaux de la strada Clinicilor (« rue des cliniques », en hongrois Alsószén utca : « rue basse des charbonniers ») ou d'autres bâtiments du centre-ville. Sur les plans politique et démographique, l’essor d’une classe moyenne roumaine et le mémorandum du groupe des autonomistes roumains commencent à inquiéter les autres communautés de la ville, devant faire face à cette concurrence et à ces revendications. L’ambiance se tend et les autorités hongroises sévissent dans la première partie du XXe siècle.
À l’issue de la Première guerre mondiale, l’Autriche-Hongrie étant vaincue, la République démocratique hongroise se disloque à peine proclamée. Les Roumains du sud-est de cet éphémère État, ceux de Cluj inclus, font sécession le 1er décembre 1918 et demandent leur rattachement à la Roumanie. C’est aussi à Cluj / Kolozsvár que se tient, du 17 au 22 décembre 1918, l’assemblée générale des Hongrois transylvains, qui invite quelques députés roumains et allemands pour réaffirmer leur commune loyauté à la République démocratique hongroise, dirigée par le comte Mihály Károlyi.
À Noël 1918, les armées roumaines et françaises, conformément à la convention d’armistice entre la Hongrie et les Alliés du 13 novembre 1918, arrivent à Cluj sans combats : une administration mixte hungaro-roumaine se met en place sous l’égide de Gyula Peidl et du roi Ferdinand Ier de Roumanie, présidée par les ministres hongrois Oskar Jász et roumain Alexandru Averescu. Les Hongrois sont au désespoir, les Roumains exultent, les autres se demandent quel sera leur avenir : une partie de la noblesse hongroise offre même la couronne hongroise à Ferdinand Ier de Roumanie, préférant une union personnelle entre la Hongrie et la Roumanie dans leurs frontières de 1914, plutôt qu’un rattachement pur et simple à la Roumanie des territoires austro-hongrois à majorité roumanophone, tel qu’il sera consacré en 1920 par le traité de Trianon.
À partir de 1919, Cluj, devenue une ville roumaine, s’ouvre massivement à la population roumaine des campagnes et montagnes environnantes, mais reste à majorité hongroise. Elle est soumise aux régimes dictatoriaux carliste roumain, fasciste hongrois et communiste roumain de février 1938 à décembre 1989. Ce n’est qu’au bout d’un demi-siècle d’exode rural continu que les Roumains devinrent plus nombreux que les Hongrois en ville, dans la décennie 1970. Le centre ancien reste jusqu’à nos jours à majorité hongroise, et ce sont les quartiers d’habitations collectives périphériques qui abritent l’actuelle majorité roumaine de Cluj.
L’été 1940, lors du deuxième arbitrage de Vienne qui rend Cluj à la Hongrie, c’est au tour des Hongrois d’exulter et des Roumains de s’affoler, pas très longtemps car ils sont aussitôt expulsés, tandis que des Hongrois venus de la Transylvanie méridionale restée roumaine, viennent les remplacer. En étroite collaboration avec les nazis, les autorités hongroises alors dirigées par le régent Miklós Horthy, enferment 18 000 Juifs de la ville et des environs dans le ghetto de Kolozsvár, mais refusent de les livrer à l’Allemagne nazie. En revanche, le dirigeant pro-nazi Ferenc Szálasi qui succède à Horthy n’a pas les mêmes scrupules et, le 25 mai 1944, commence à expulser les Juifs de la ville, qui sont pour la plupart assassinés à Auschwitz ; seules les difficultés techniques empêcheront qu'ils soient tous déportés. Parmi ceux qui ont survécu aux camps nazis, on trouve Elie Wiesel, écrivain et prix Nobel de la paix en 1986.
Prise par les Soviétiques et les Roumains en septembre 1944, Cluj est ensuite occupée par les soviétiques de 1945 à 1952, et officiellement rendue à la Roumanie devenue communiste au traité de Paris de 1947. Décidé, pour marquer le coup d'envoi de son « national-communisme », à promouvoir le protochronisme, le dictateur communiste Nicolae Ceaușescu ajoute en 1974 la dénomination antique de Napoca au nom de Cluj. Les émigrés hongrois en Occident dénoncent cette politique, contribuant au discrédit du régime Ceaușescu. En conséquence, une certaine tension nationaliste se fait jour en 1990, après la chute de la dictature. Par la suite, Cluj a pendant plus d’une décennie un maire, Gheorghe Funar, représentant les partis nationalistes du pays.
L’épisode Funar passé en 2004, le développement actuel rassemble les Clujiens par-delà origines et différences et les tensions se sont apaisées. Un bon nombre de familles sont d’ailleurs mixtes et bilingues.

## Patrimoine

### Patrimoine architectural
L’architecture actuelle de la ville témoigne du fait que Cluj a toujours été une ville vivante. Depuis le Xe siècle on n'a jamais cessé de la construire et de la démolir pour la reconstruire. La plupart des bâtiments anciens ou des bâtiments qui ne correspondaient pas aux exigences esthétiques et utilitaires des nouvelles époques ont été démolis afin de faire place à des nouveaux édifices selon les nouveaux goûts et les nouvelles normes. Ce processus se reflète dans le nombre de bâtiments construits dans un style ou un autre. Ainsi, les bâtiments en style gothique construits avant le XVIe siècle ont été préservés jusqu'aujourd'hui exclusivement à cause de leur forte valeur symbolique. C’est le cas de quelques églises ou bien de la maison de Matthias Corvin et c'est aussi la raison du nombre réduit d'édifices gothiques qu'on peut voir de nos jours. Les bâtiments gothiques du centre-ville ont été démolis pour faire place aux édifices baroques et rococo du XVIIIe siècle qu'on voit autour de la place de l'Union (en roumain : Piața Unirii et en hongrois : Főtér), alors que d'autres bâtiments moins imposants ou les murs de la deuxième enceinte ont été démantelés afin de pouvoir ériger les complexes architecturaux en style néogothique, sécession ou éclectique de la place Avram Iancu (en roumain : Piața Avram Iancu et en hongrois : Bocskai tér) ou de la place Mihai Viteazul (en roumain : Piața Mihai Viteazul et en hongrois : Széchenyi tér).
Au cours des siècles des nombreux bâtiments ont été rénovés à différentes époques dans les styles spécifiques à l'époque de la rénovation.

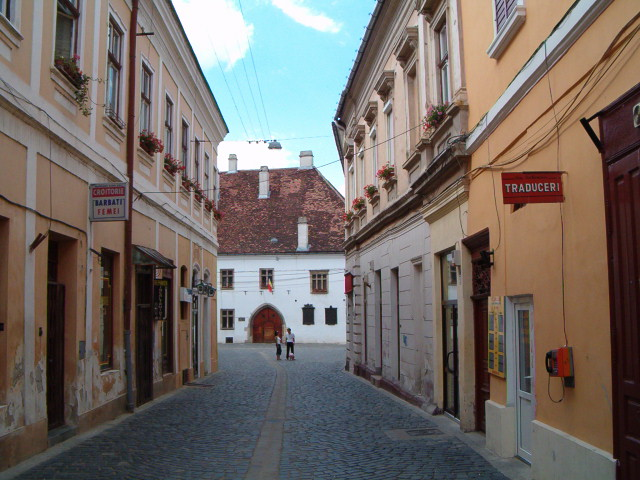
La rue Matthias Corvin, roi de Hongrie, né à Kolozsvár. Au fond se trouve la maison de Matthias Corvin (XVe siècle) où, selon la tradition, le roi est né. À présent, elle est le siège des Beaux-Arts.
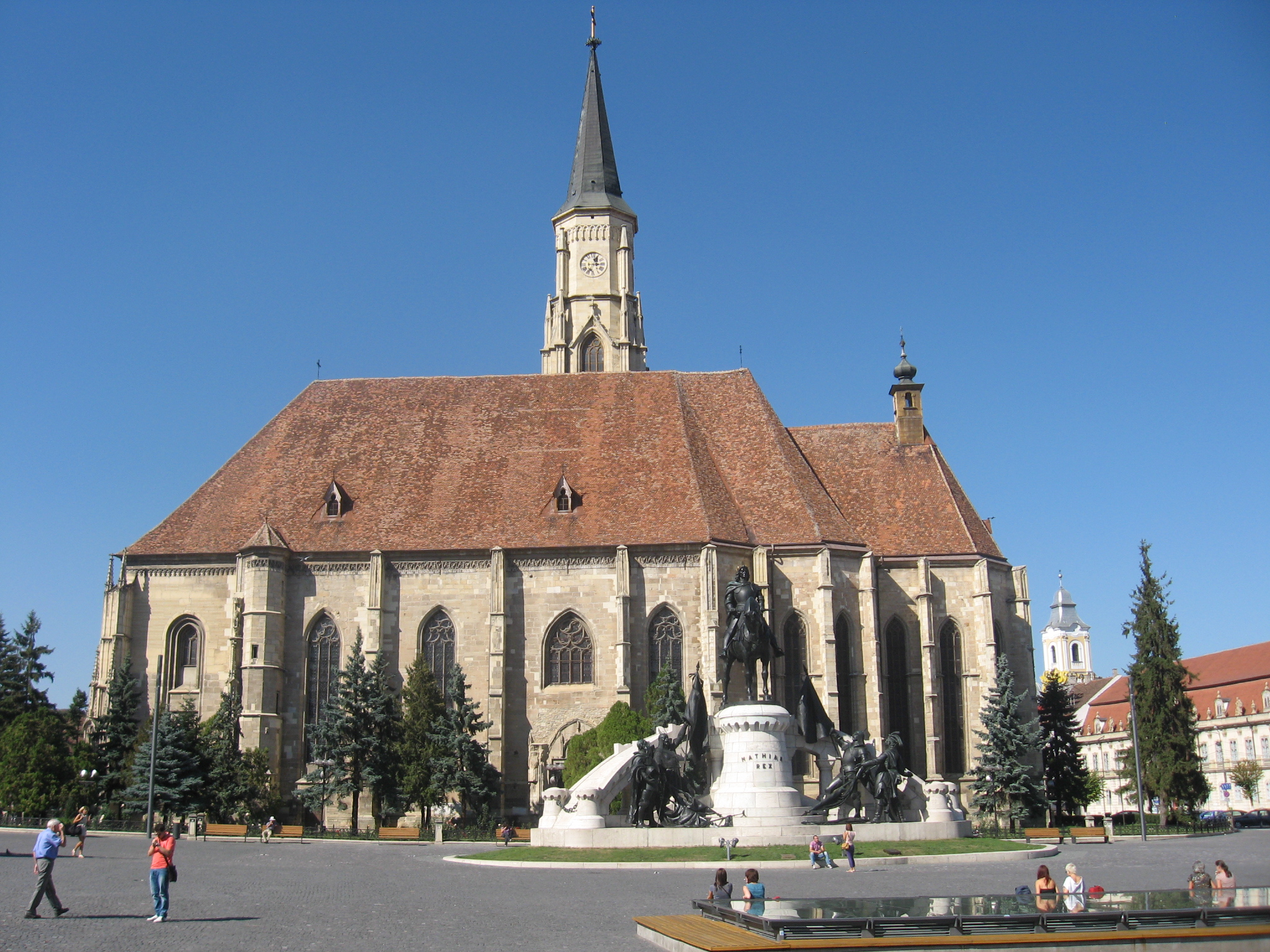
Place de l'Union avec l'église Saint-Michel et le groupe statuaire du roi Matthias Corvin réalisé par János Fadrusz au début du XXe siècle.
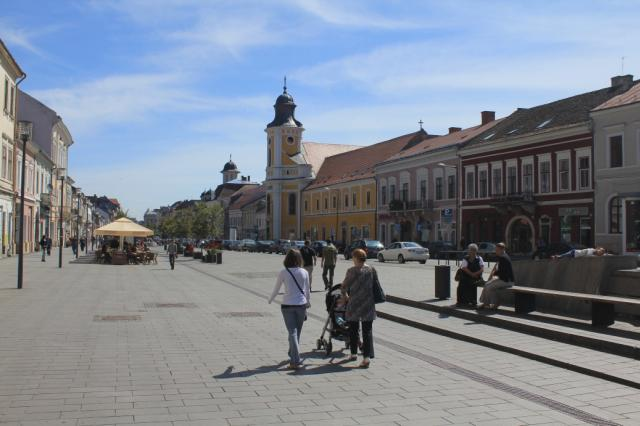
Rue piétonne de Bulevardul Eroilor (Deák Ferenc utca).
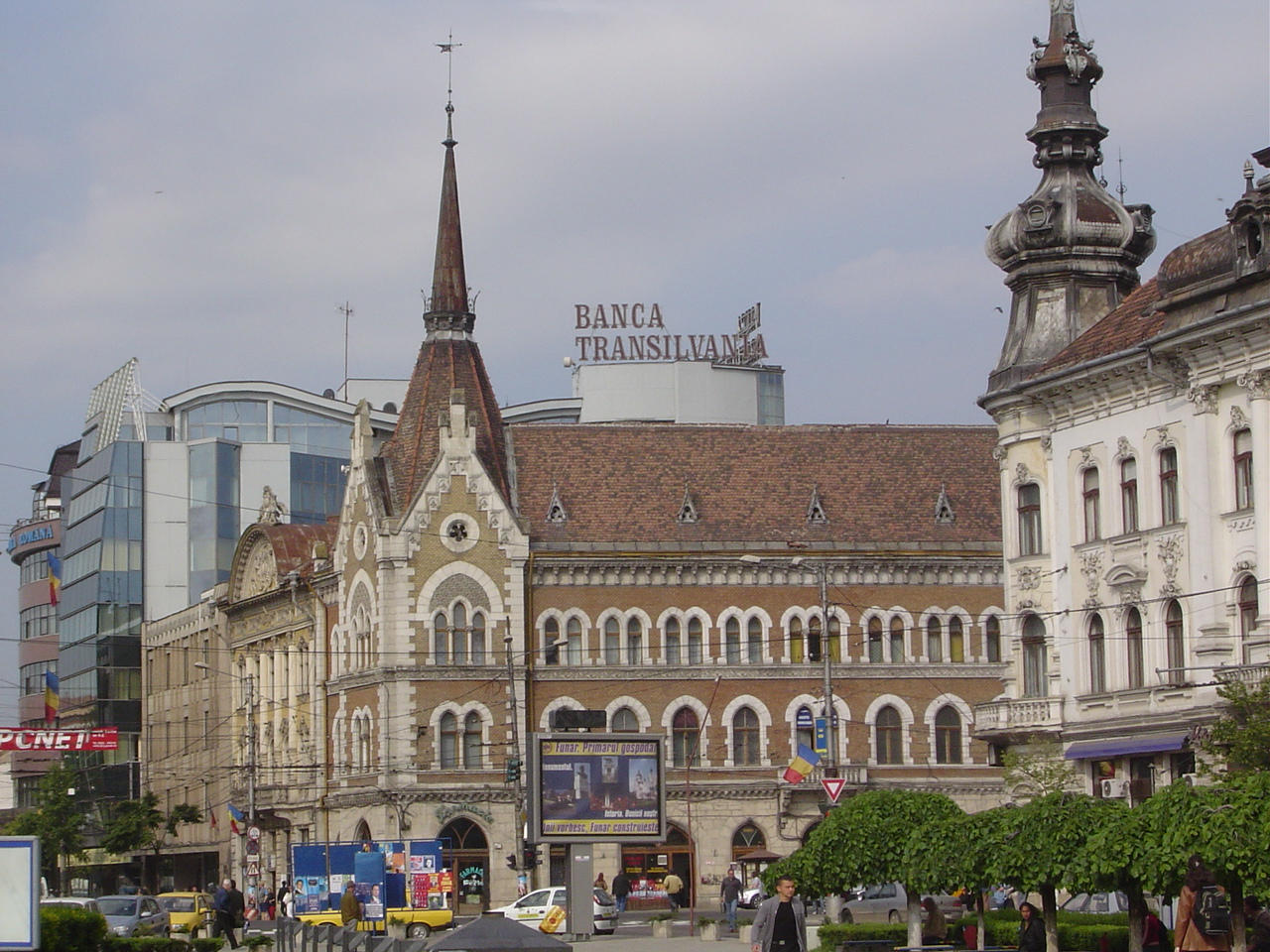
Le palais Széki, XIXe siècle.
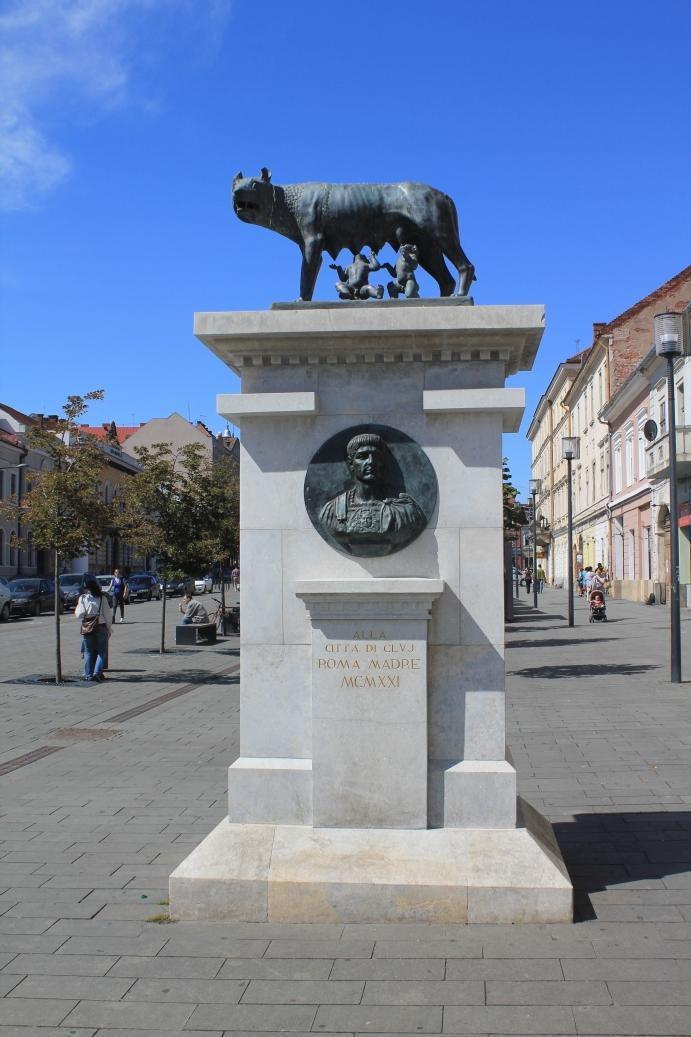
La Louve capitoline, une donation de la ville de Rome.
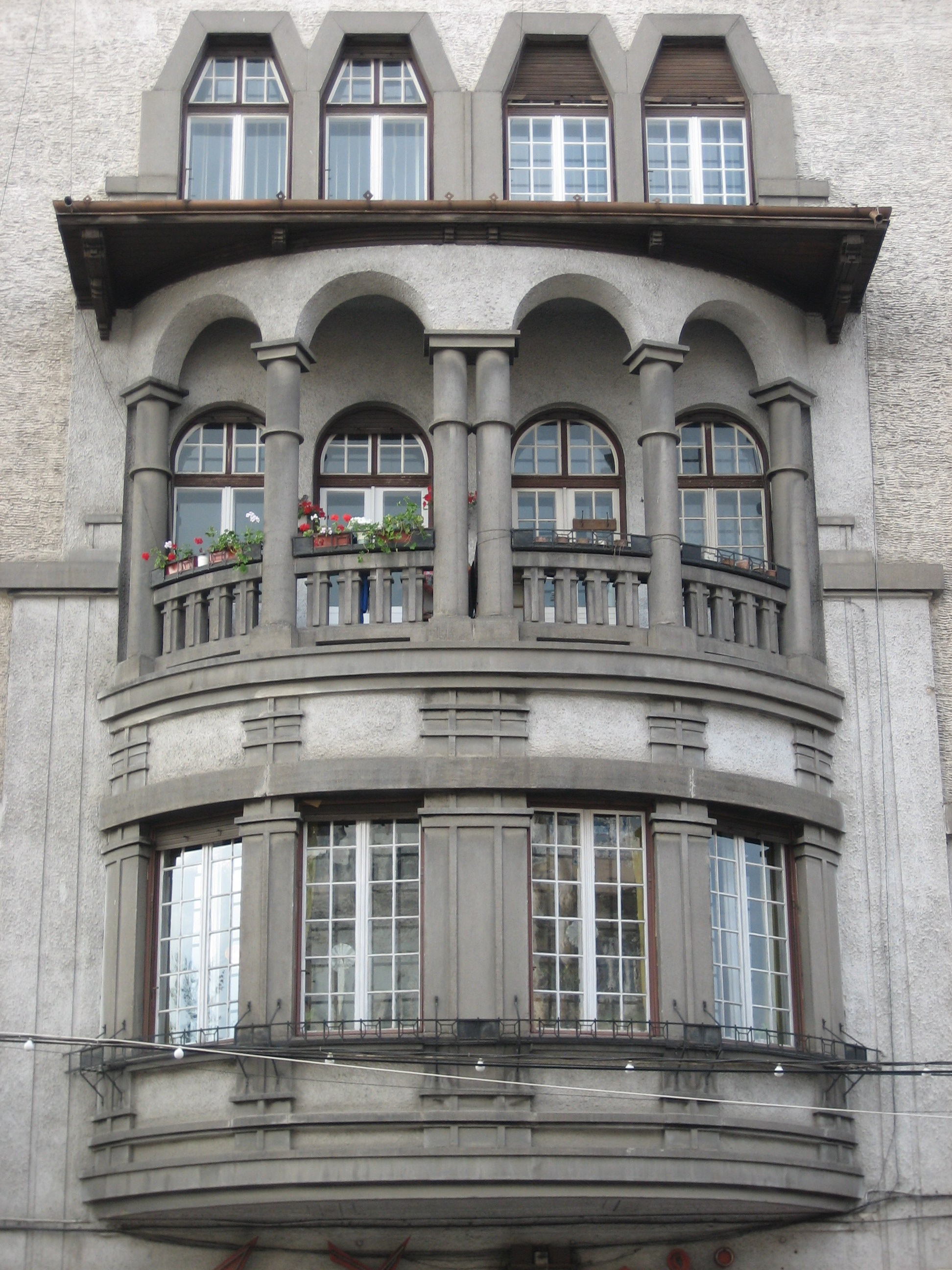
Architecture typique de Cluj-Napoca
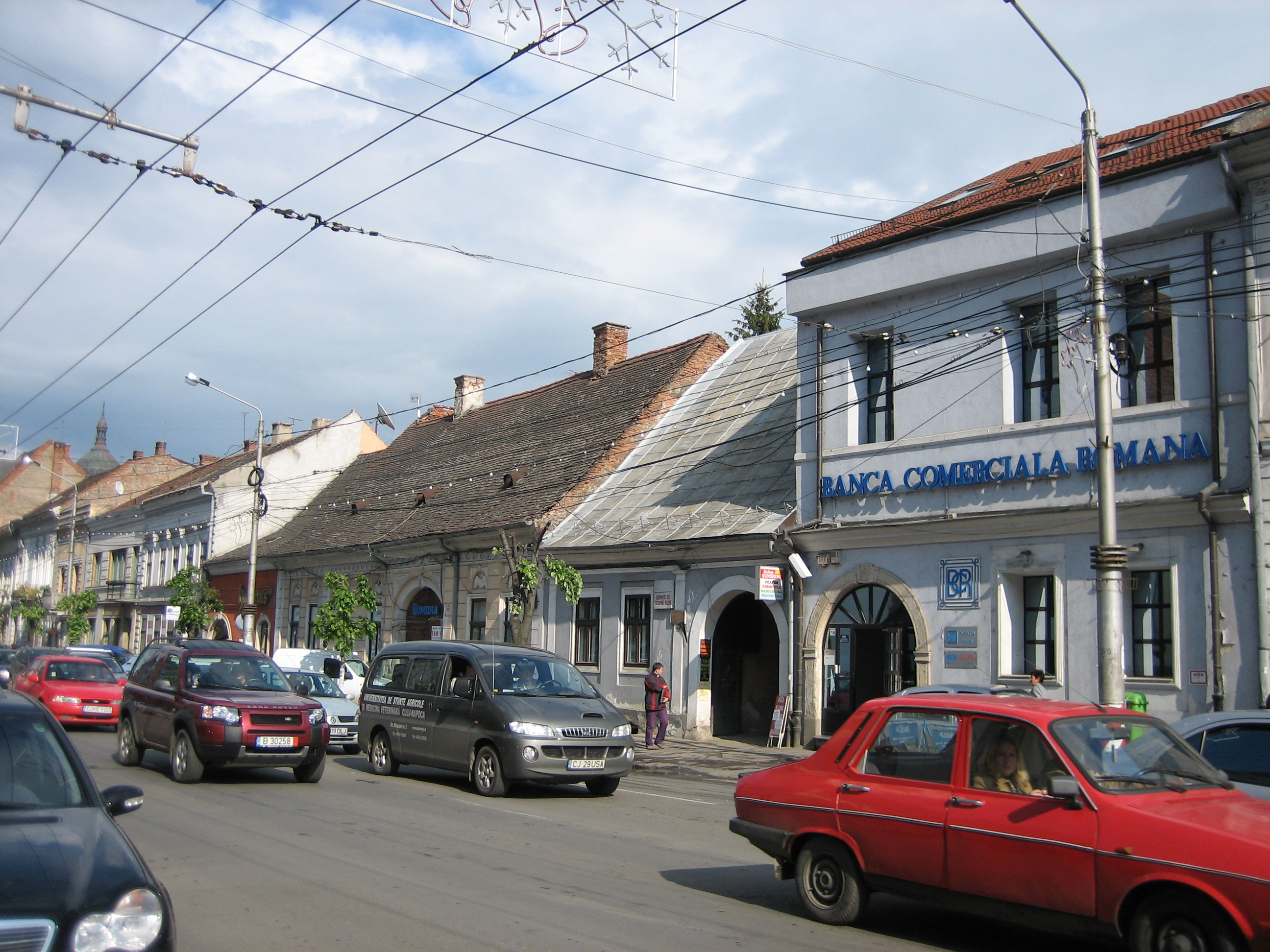
Banca Comercială Română
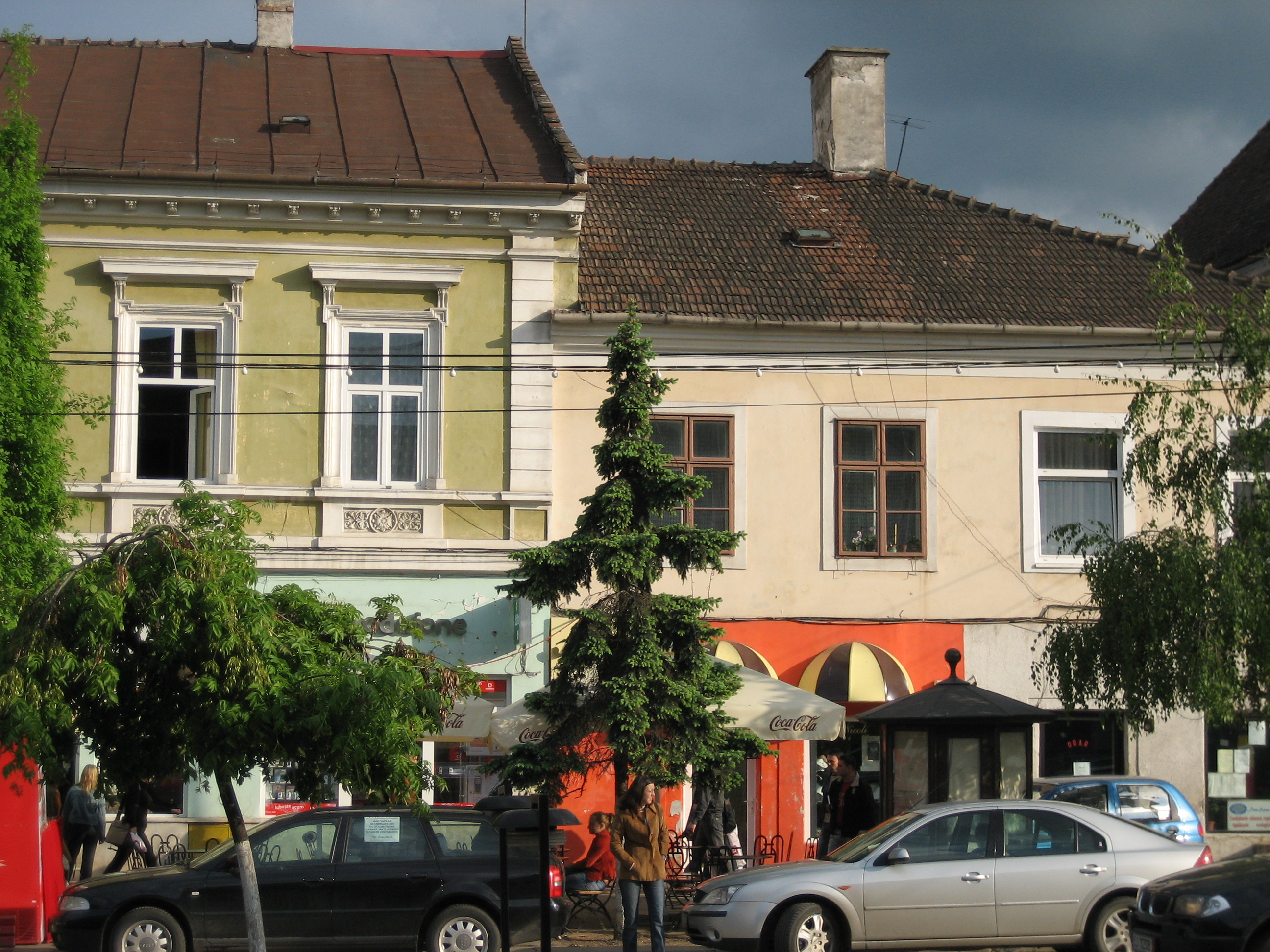
Bulevardul Eroilor
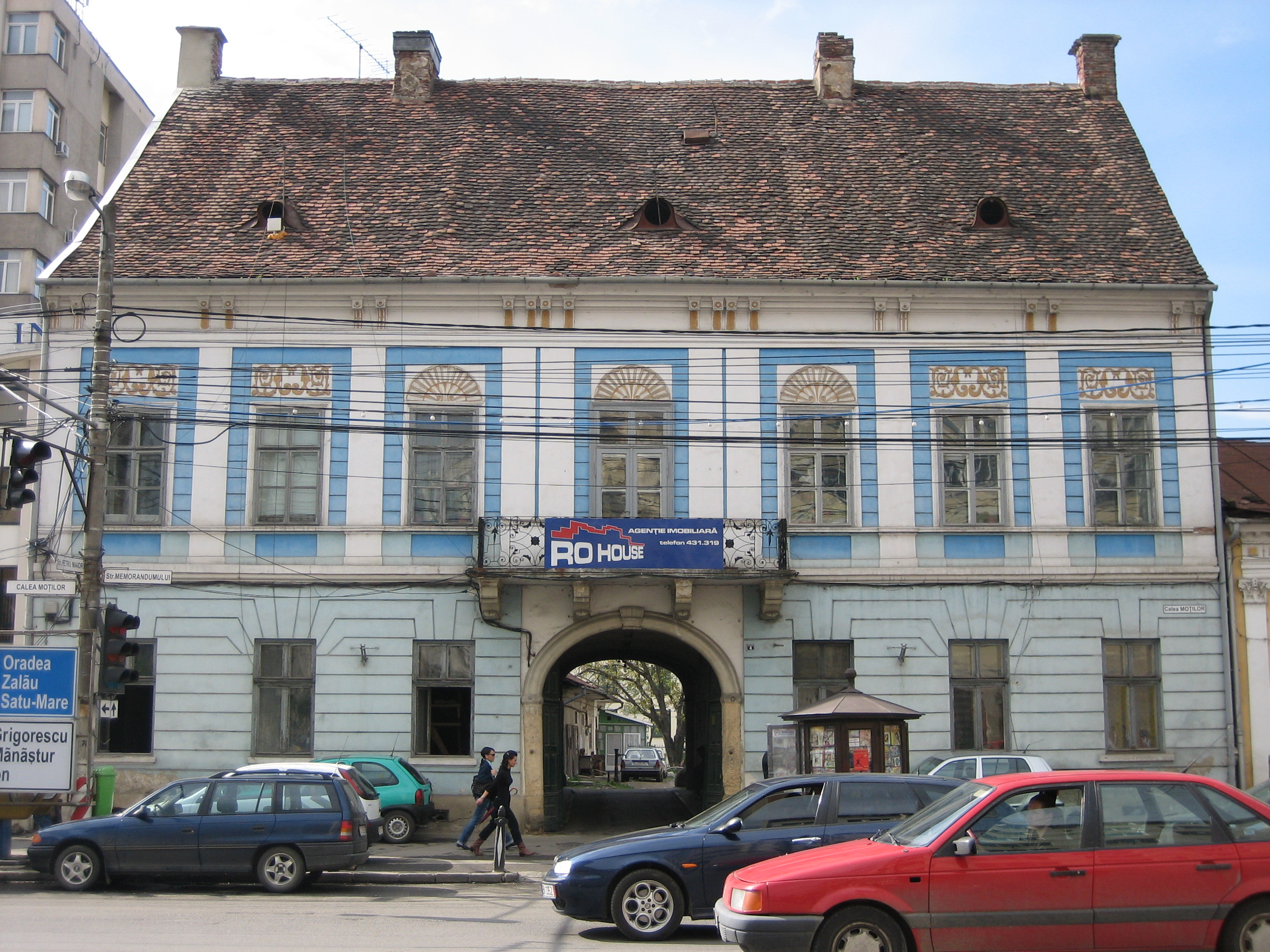
Calea Moţilor 4
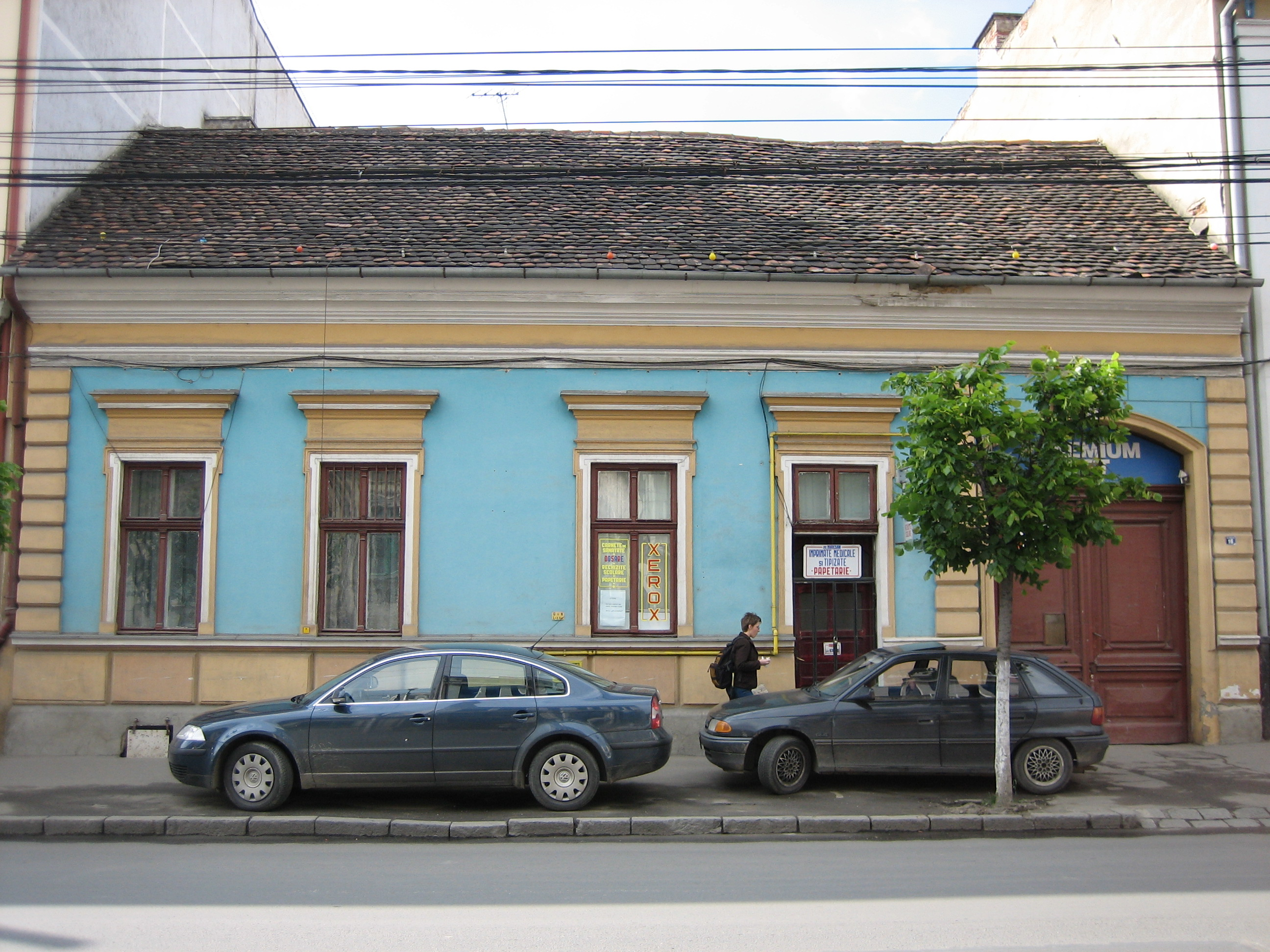
Calea Moţilor 16
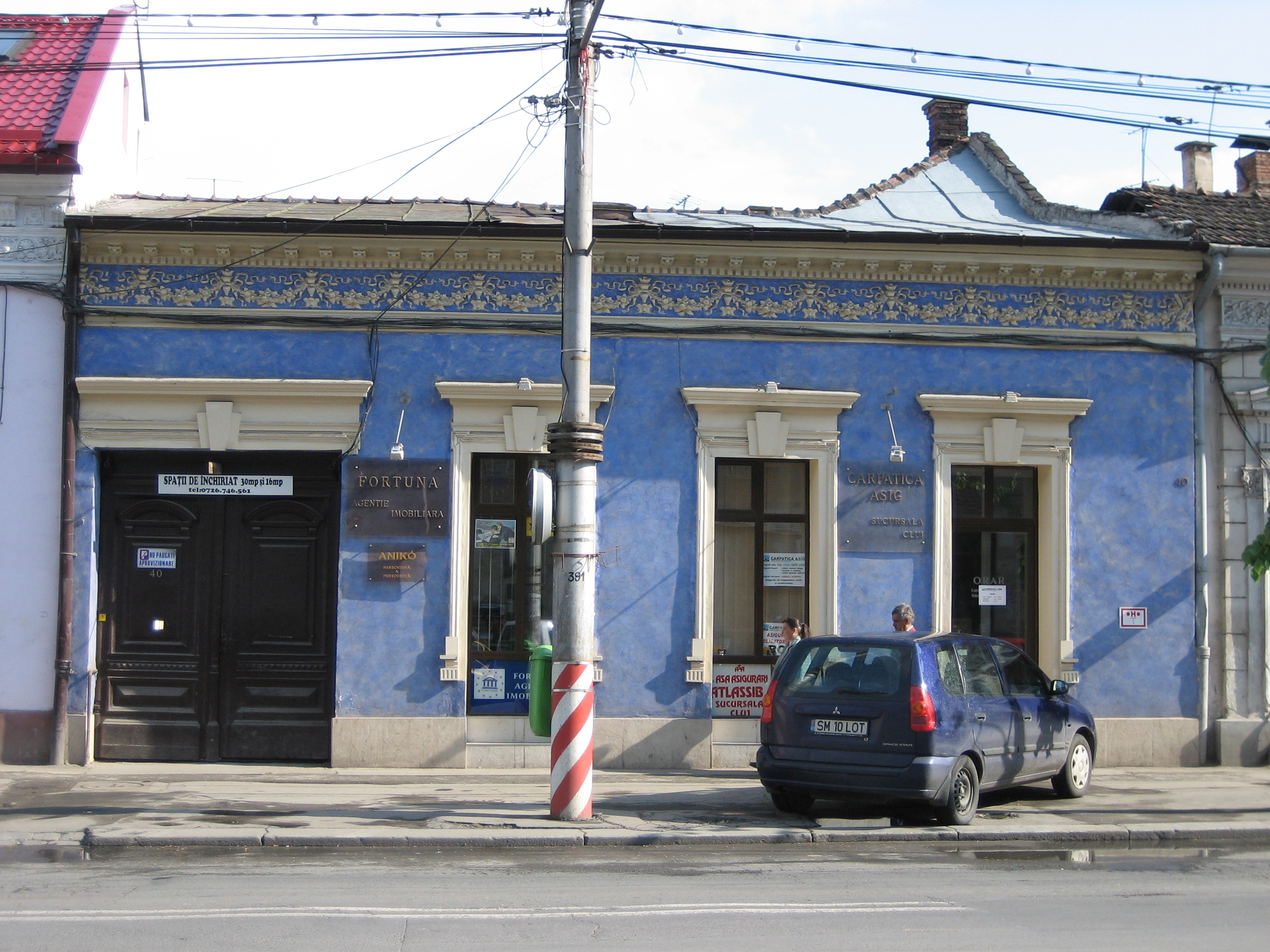
Carpatica Asig
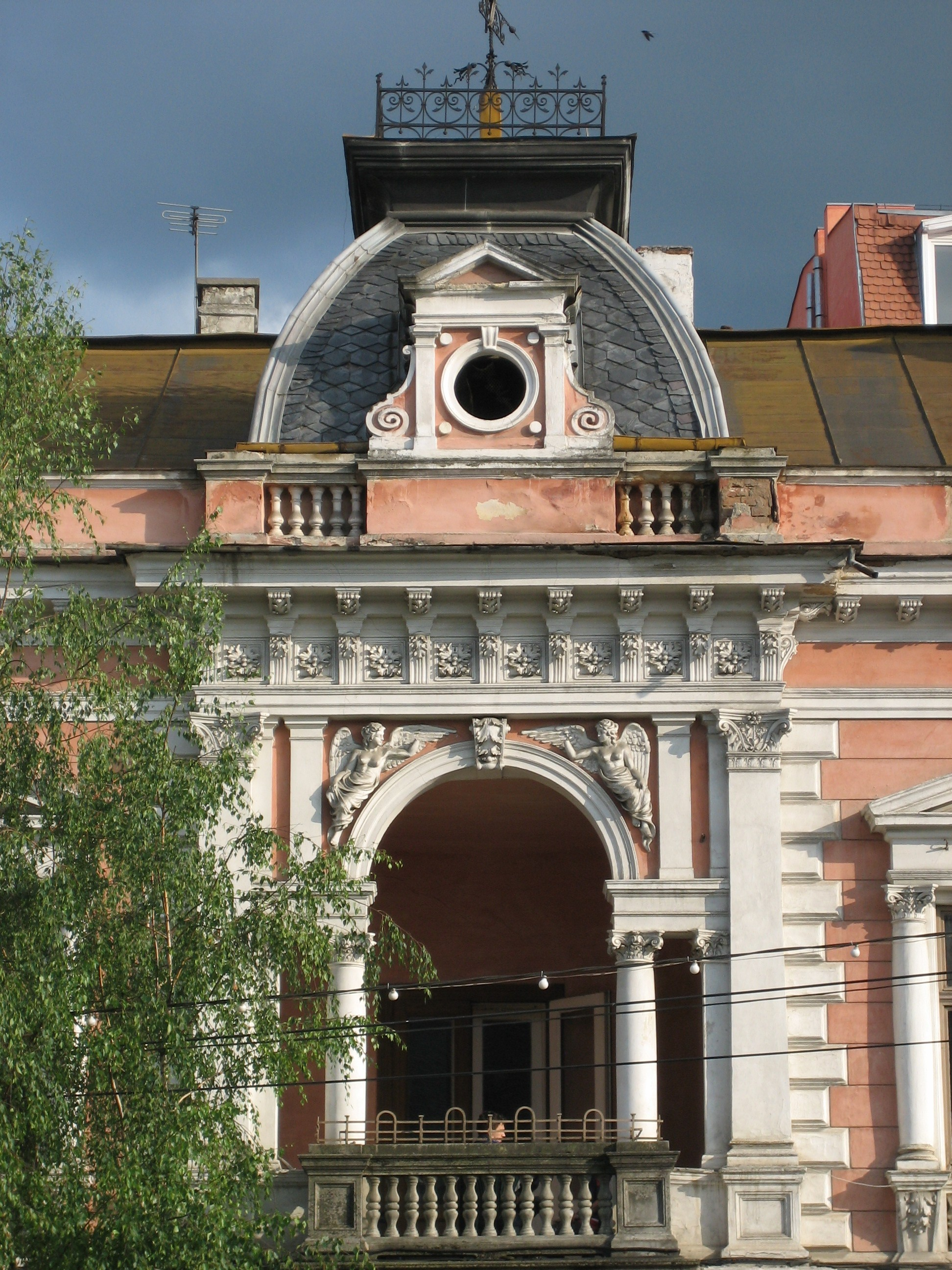
Cartel Alfa
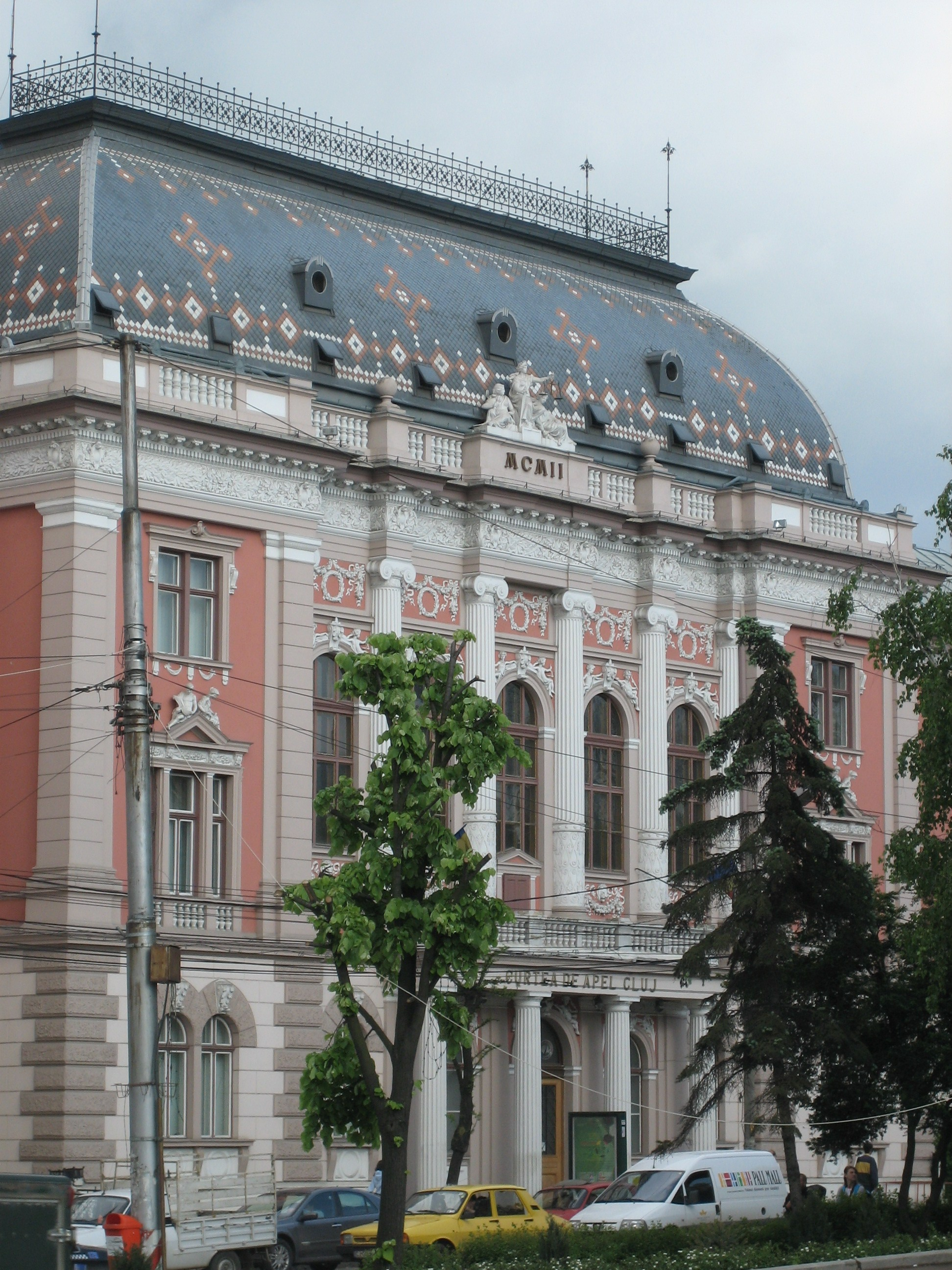
Bâtiment de la Cour d'appel
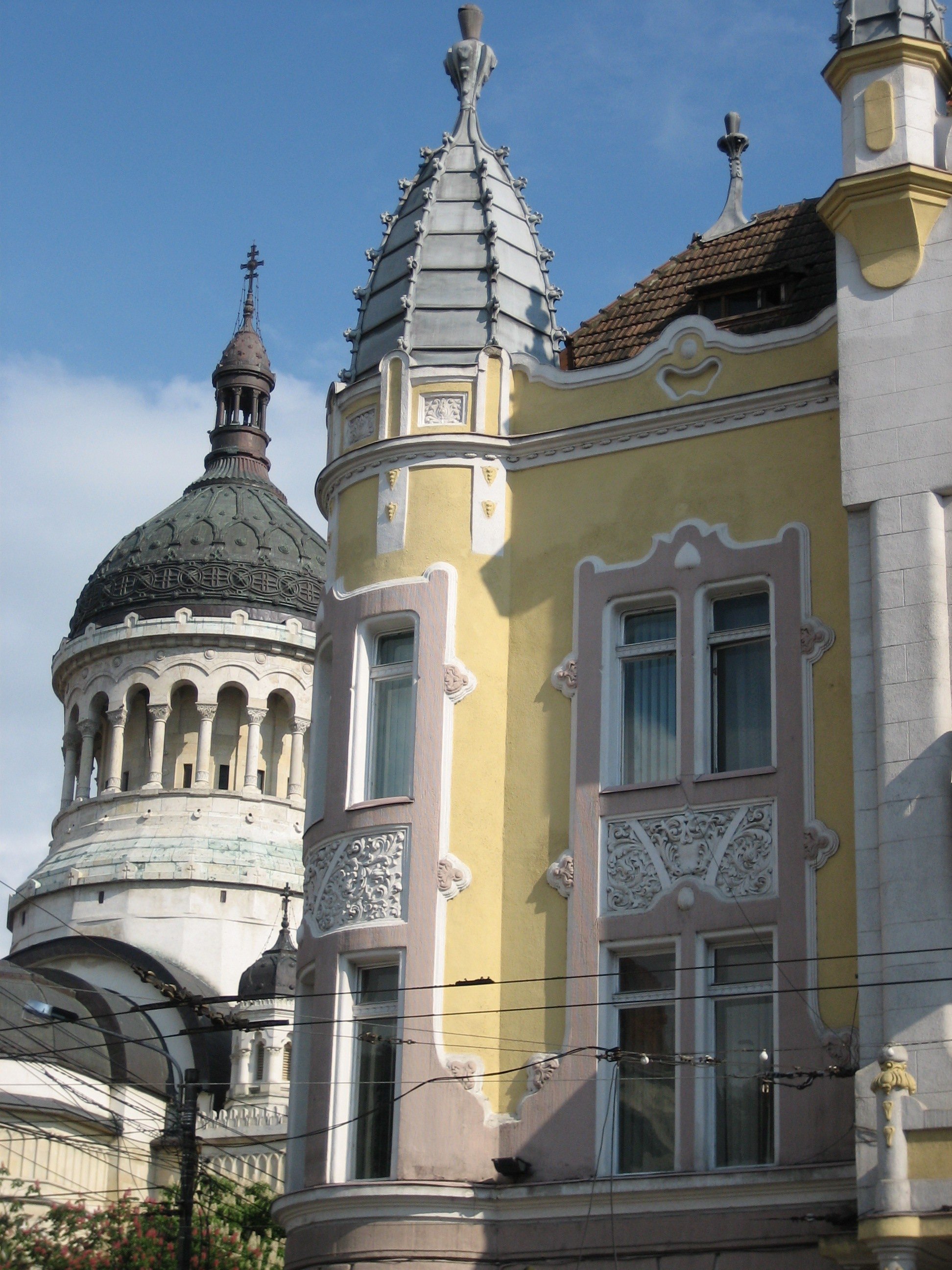
Palais du Préfet du District de Cluj
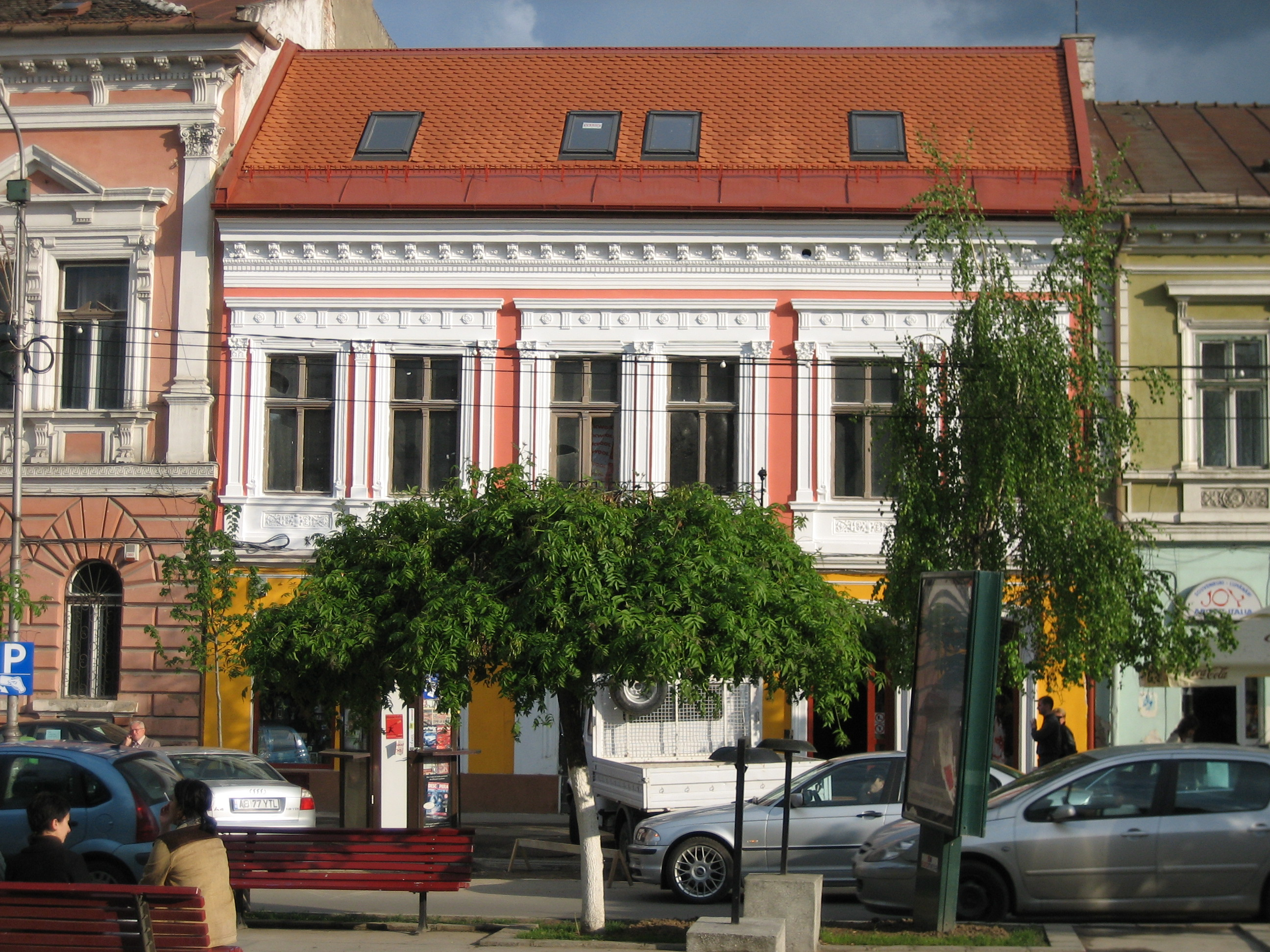
Bulevardul Eroilor
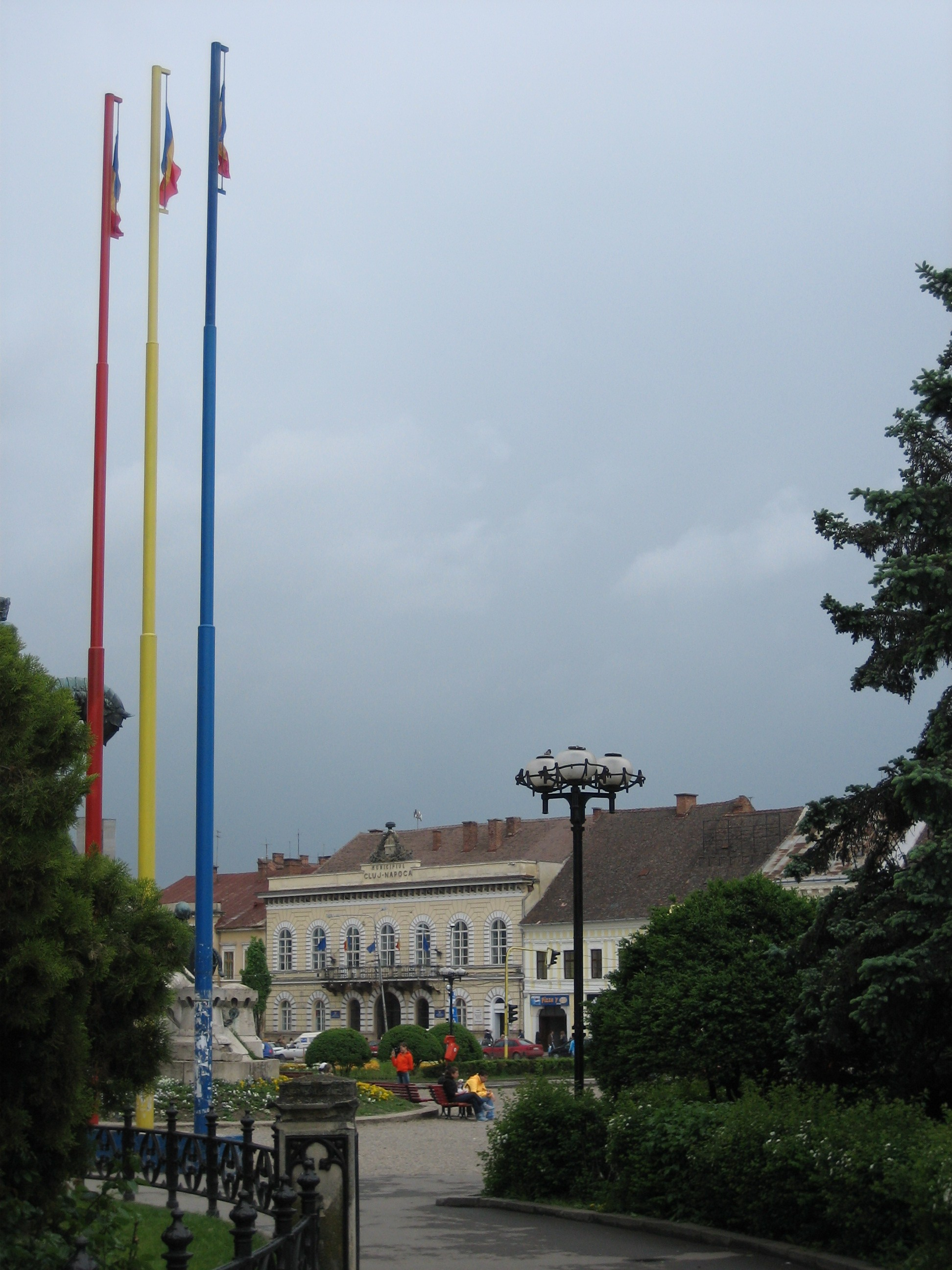
Mâts de drapeau au centre de Cluj
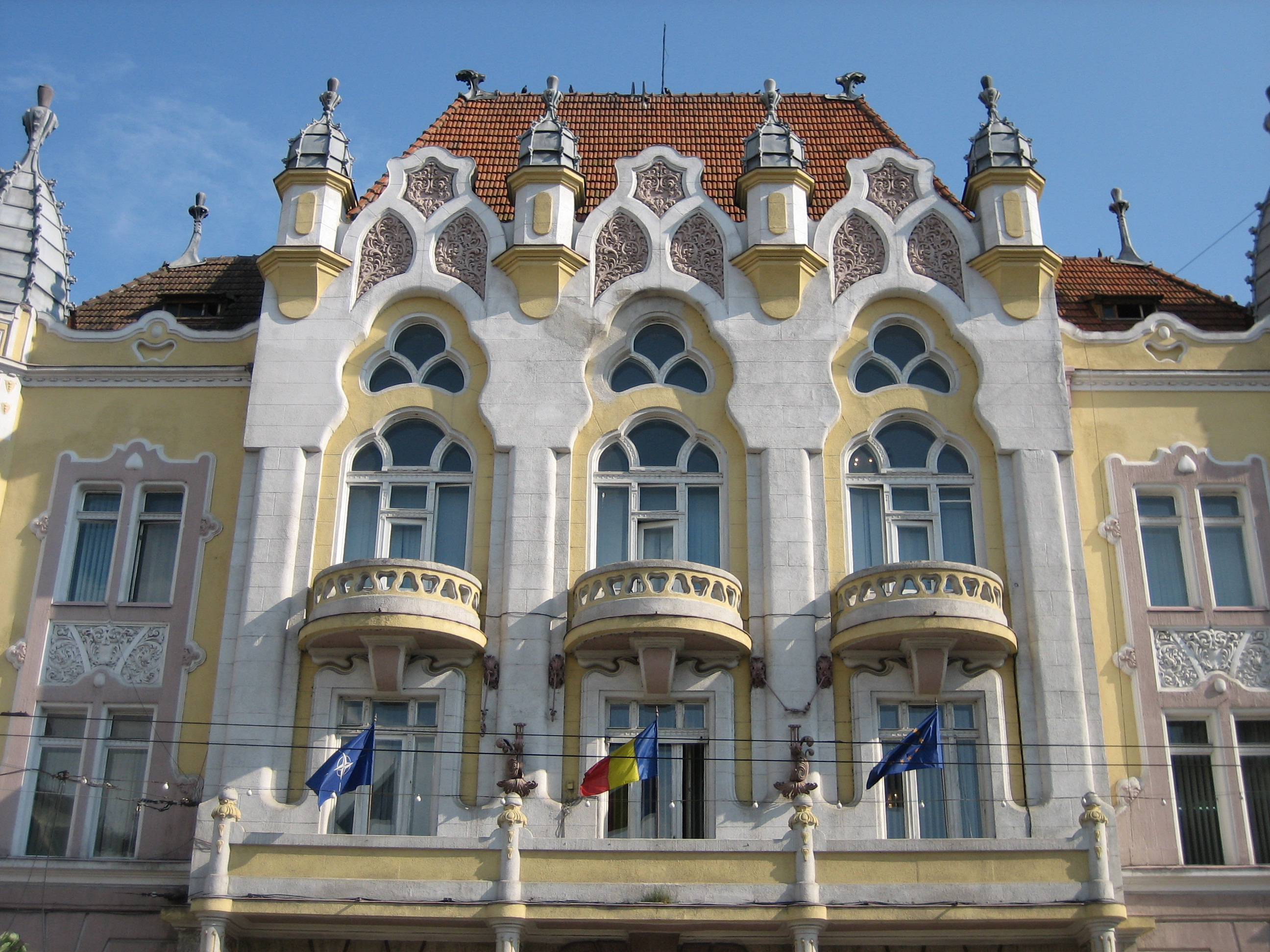
Le Palais du Préfet du District de Cluj
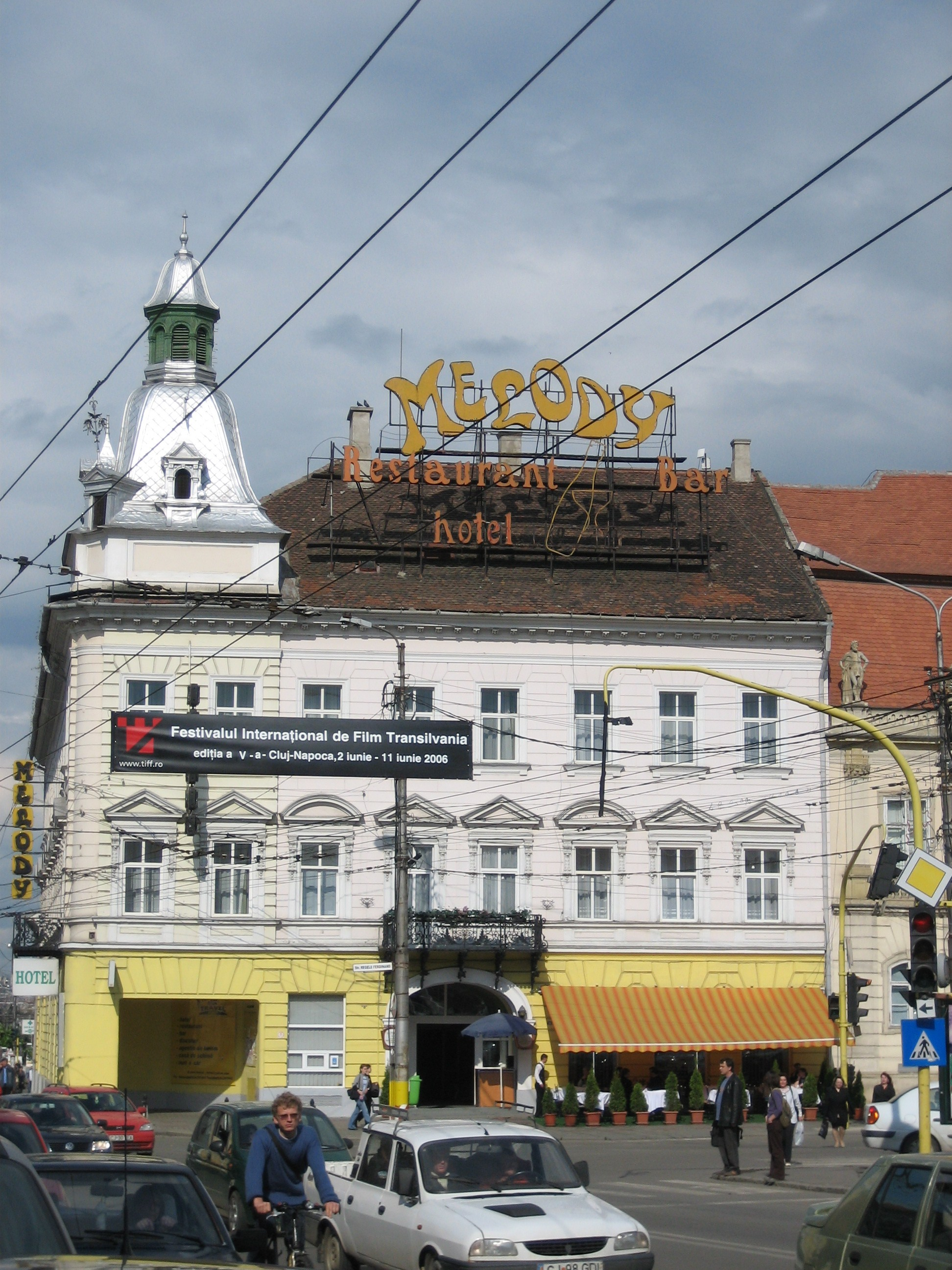
L'Hotel Melody
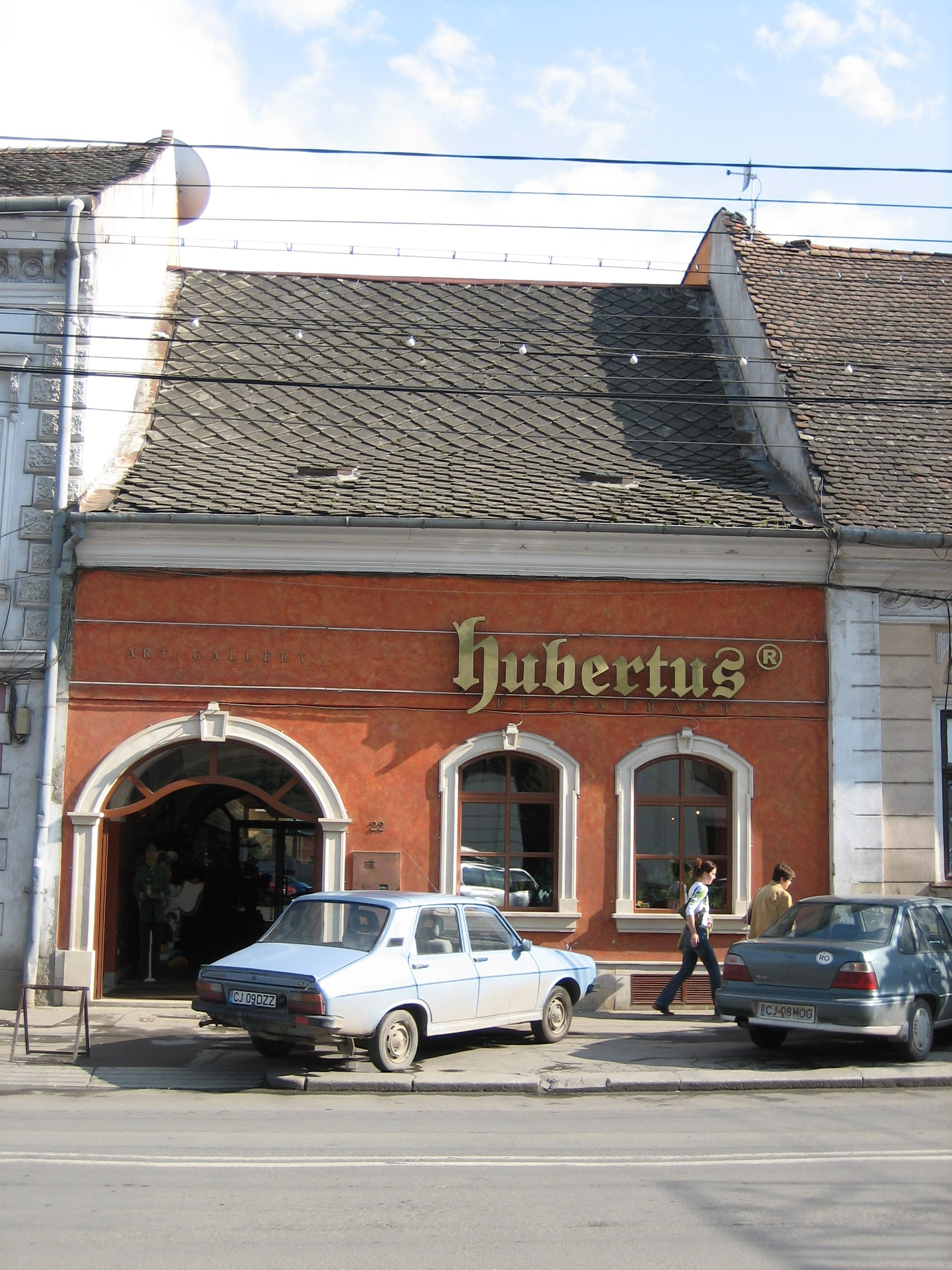
Hubertus
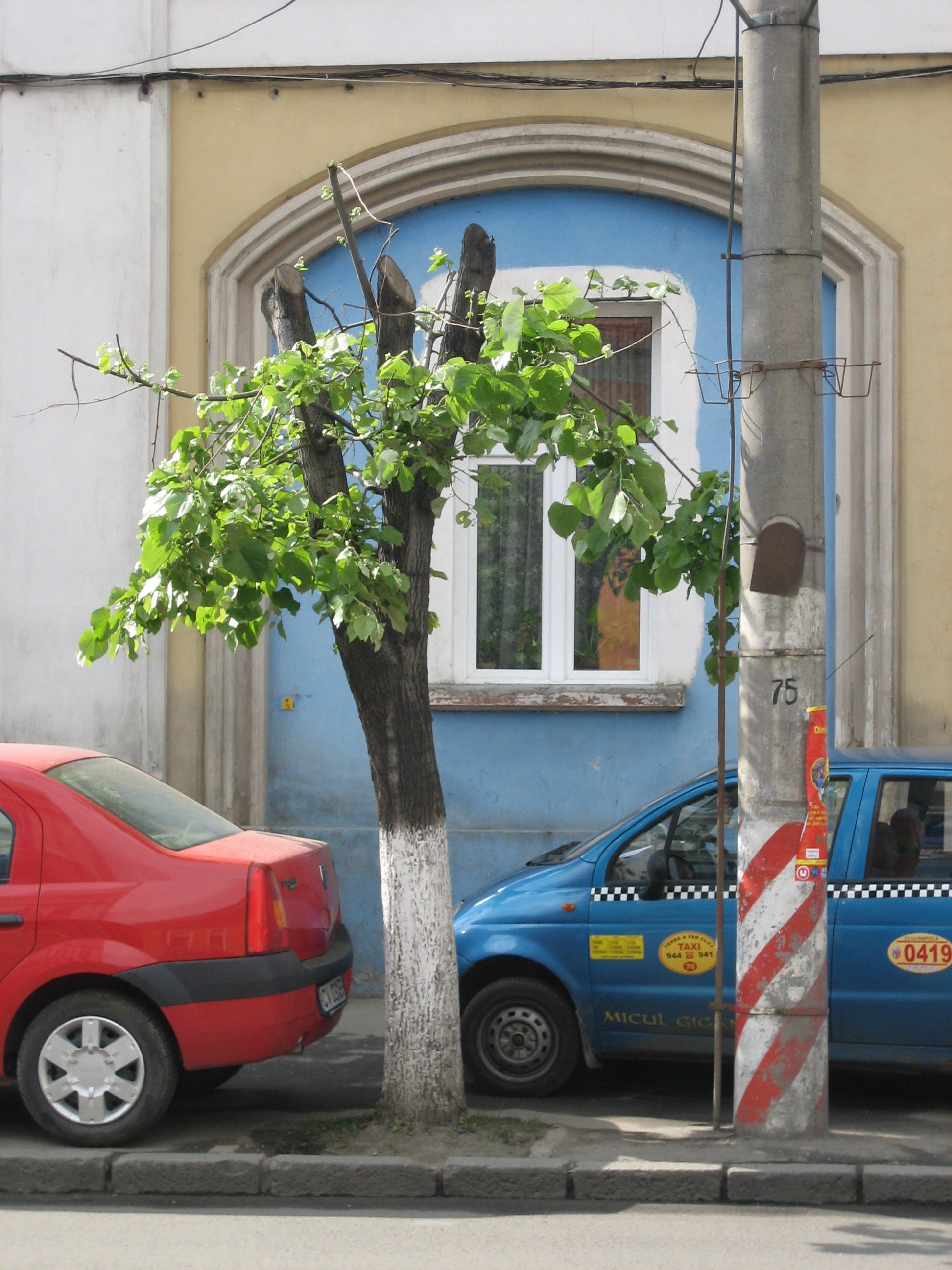
Dans la rue Calea Moţilor
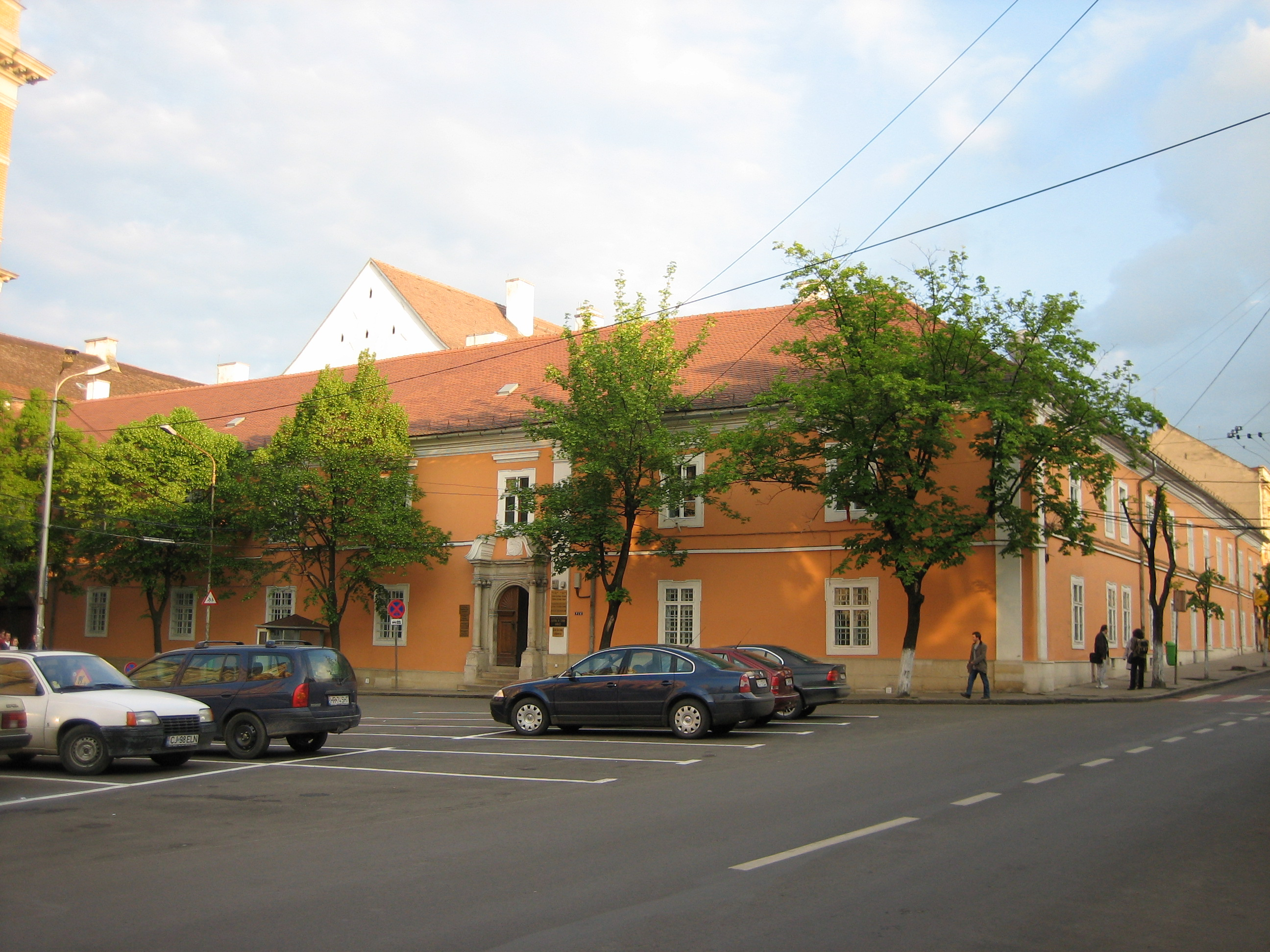
Une rue de Cluj-Napoca
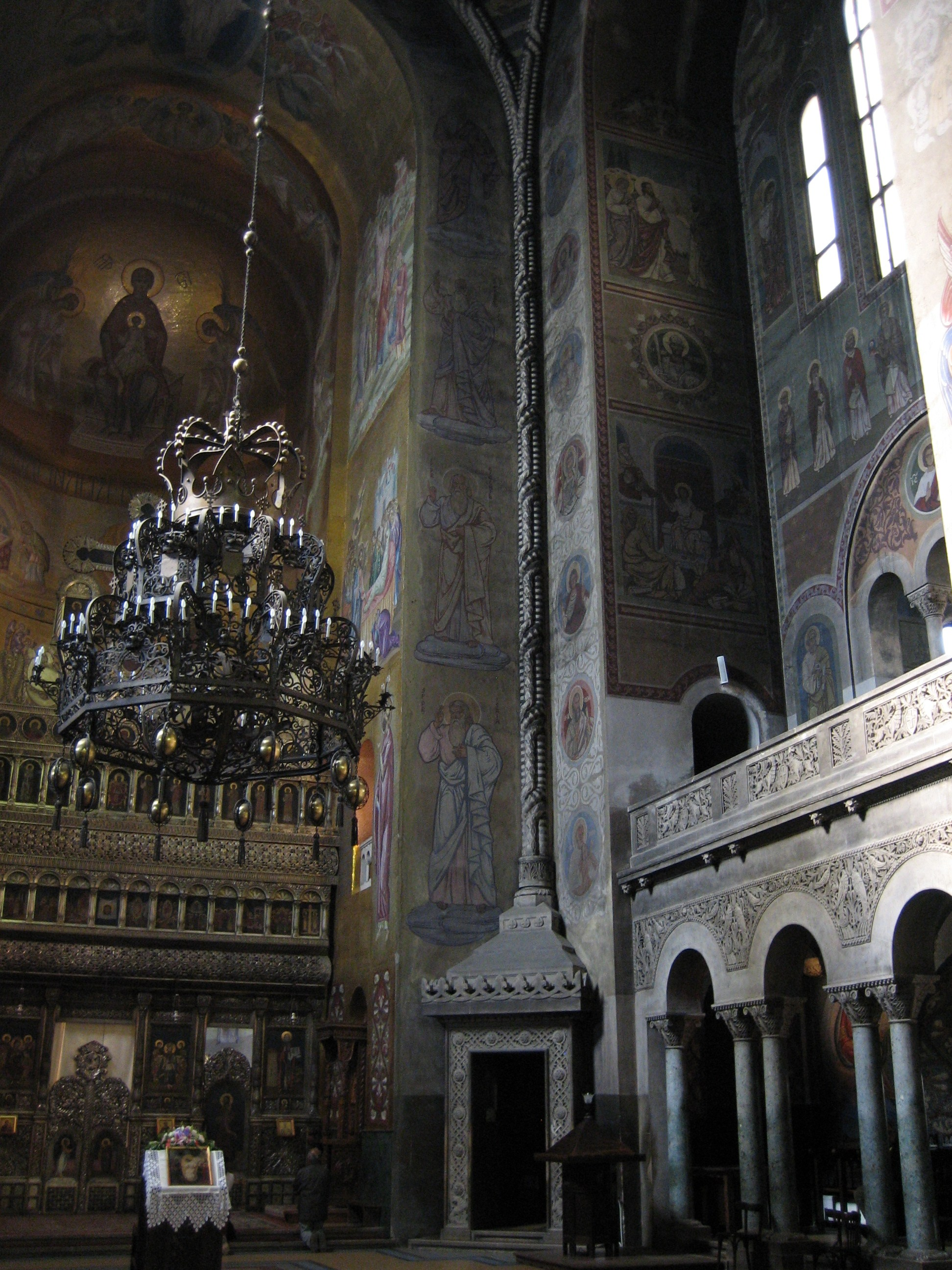
Intérieur de la cathédrale
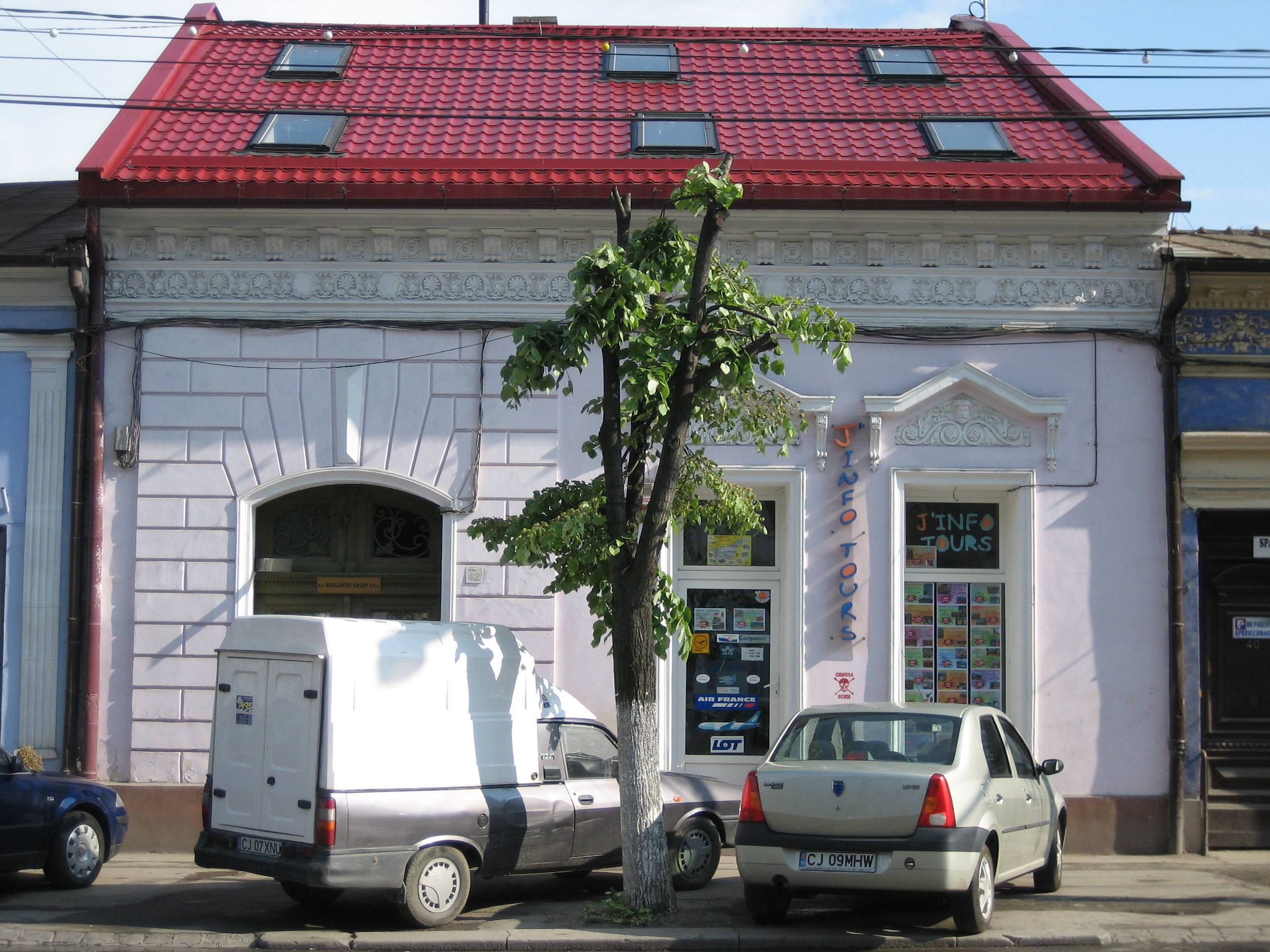
J'Info Tours
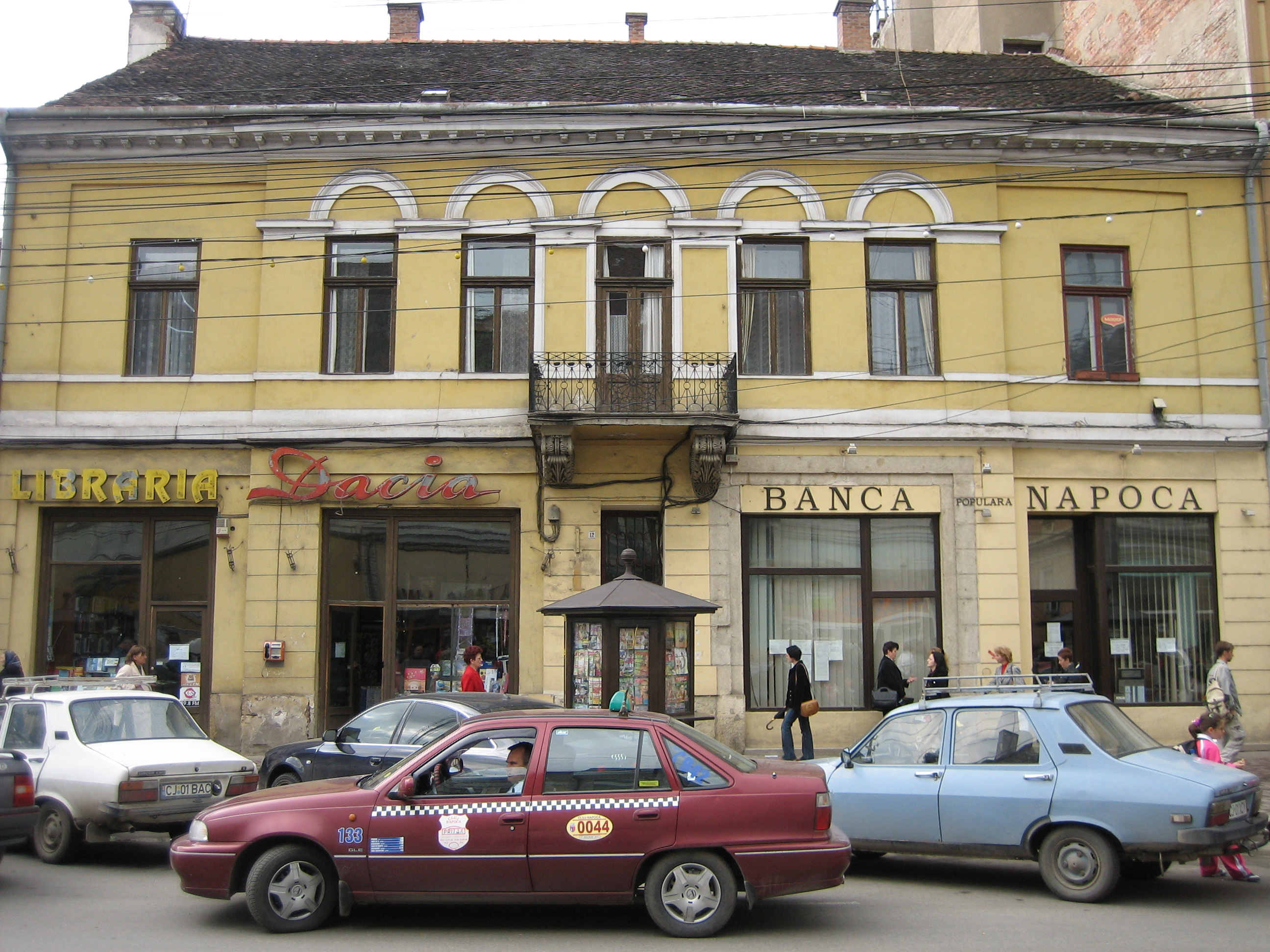
Libraria Dacia
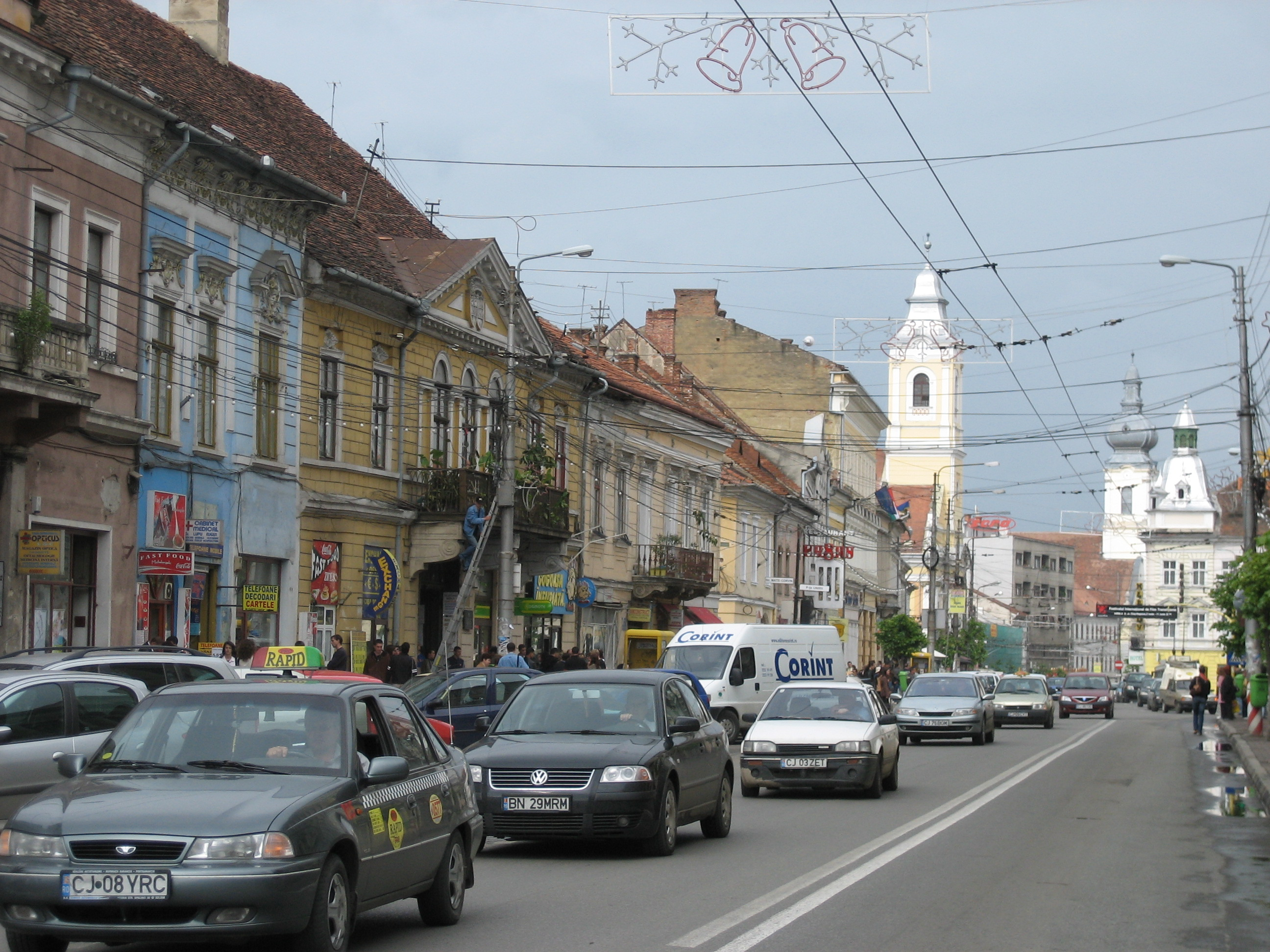
Memorandumului
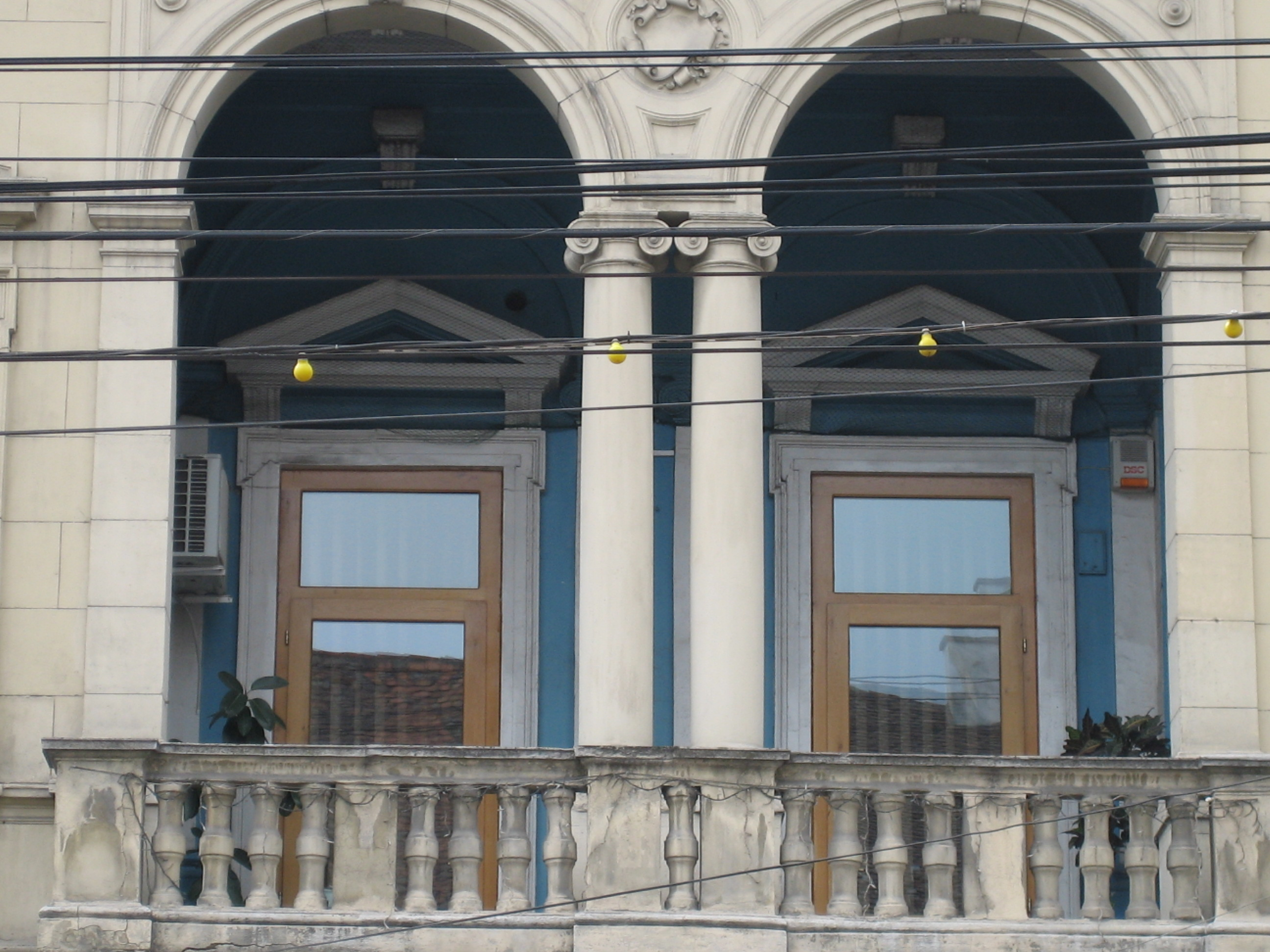
Memorandumului 18
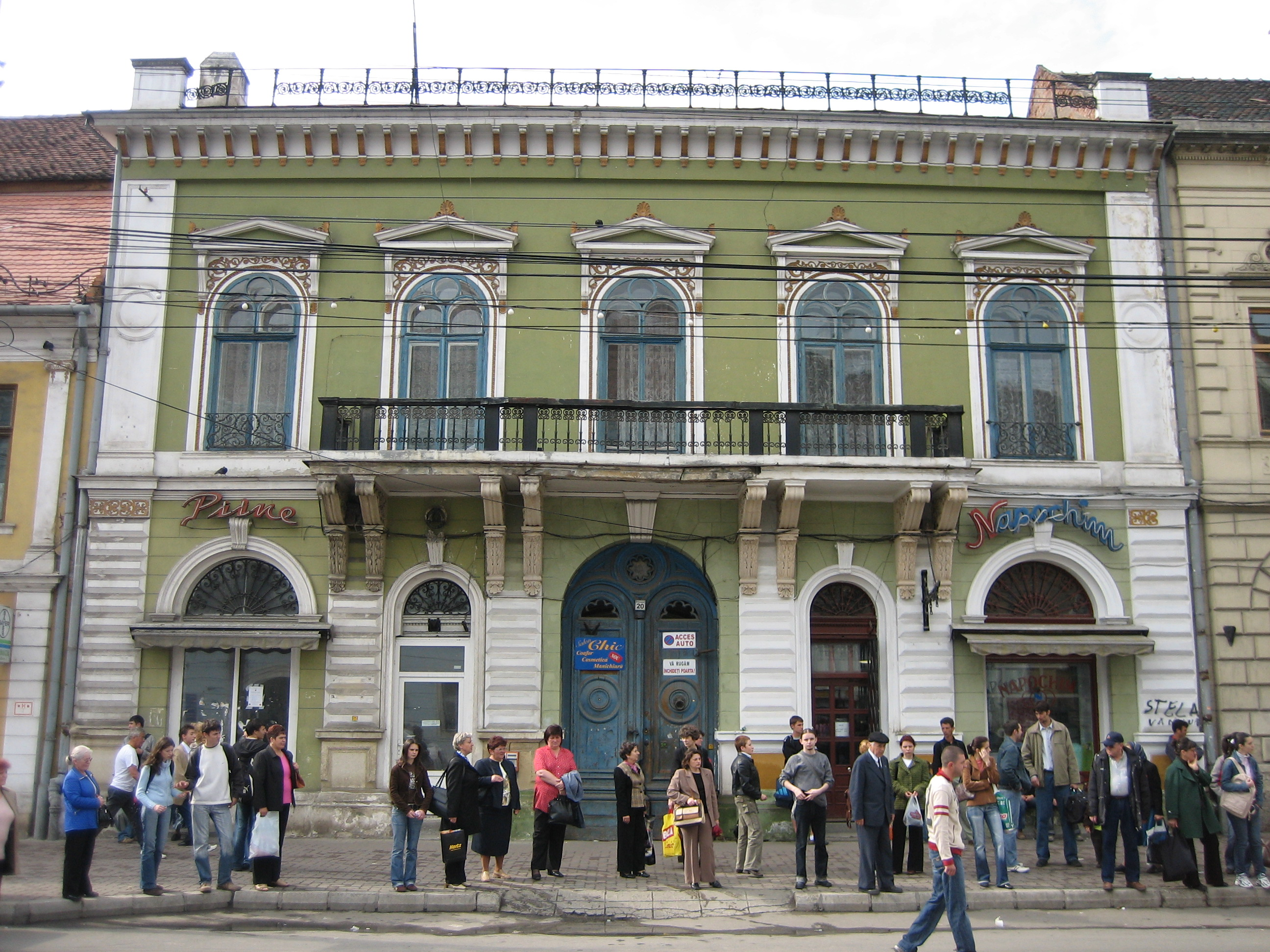
Memorandumului 20
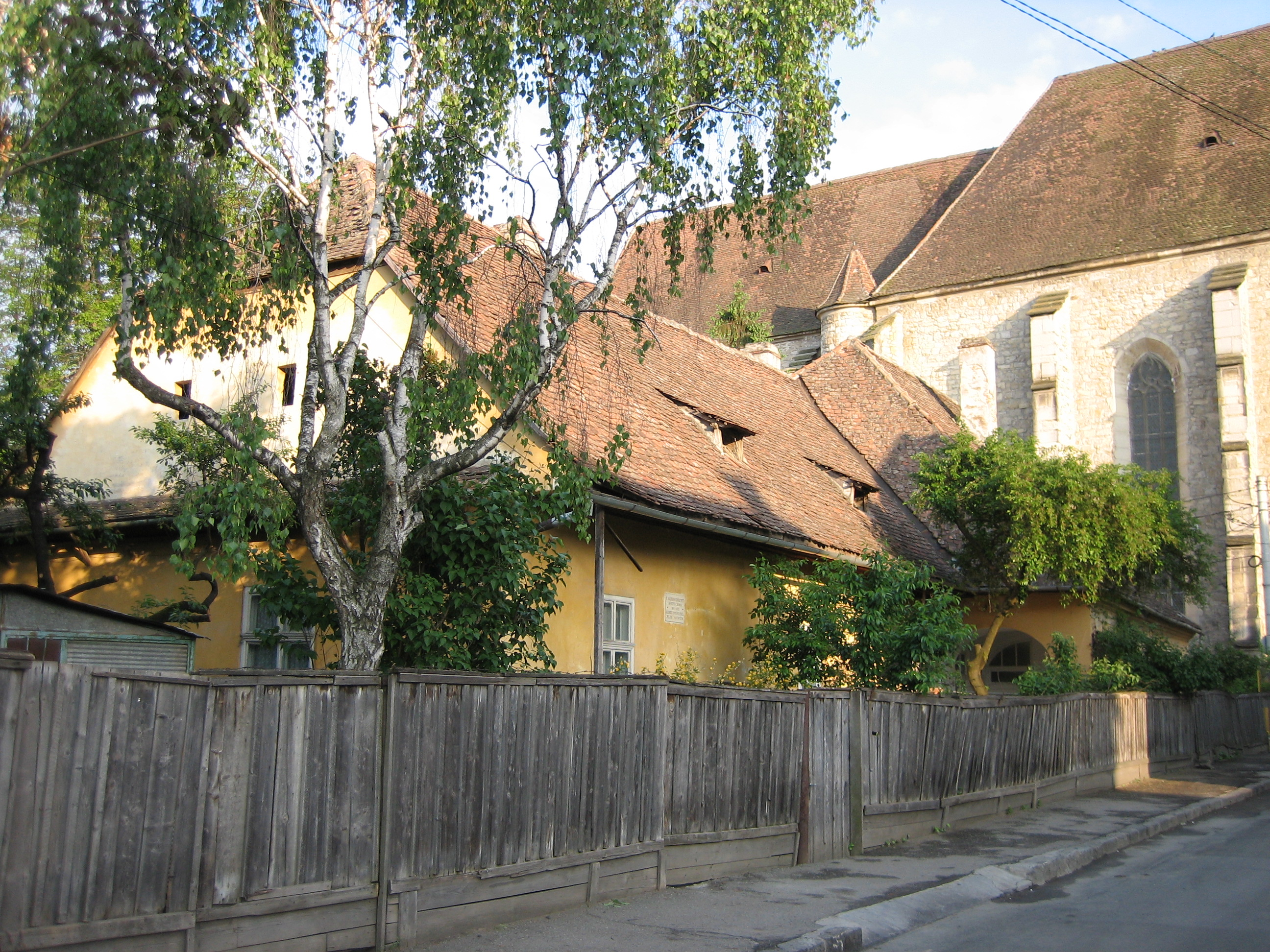
Une maison de Cluj-Napoca

#### Architecture civile
La première enceinte médiévale de la ville (qui à l'époque s'appelle Castrum Clus) date du IXe – XIIe siècle. Le seul bâtiment de cette première ville de Cluj que l'on peut encore voir en surface est une tour de fortification bâtie au cours de la première moitié du XIIIe siècle. Elle abrite aujourd'hui une partie du musée de spéléologie.
La deuxième enceinte fortifiée de la ville a été construite au cours du XVe siècle, mais des travaux de rénovation ont été poursuivis un siècle plus tard. Les murs, qui entouraient une surface de 45 ha, ont été abattus presque en totalité au XIXe siècle. Des vingt tours et bastions de cette fortification il en reste encore deux.
L’architecture gothique civile est représentée de nos jours par un nombre réduit d'édifices. Les plus représentatifs sont la maison de Matthias Corvin et la Casa Hintz qui abrite le musée de la Pharmacie.
Les bâtiments de style baroque et rococo sont nombreux dans cette partie de la ville qui était entourée par les remparts de la deuxième enceinte. Le palais Bánffy, l'un des plus beaux ouvrages baroques de Transylvanie, abrite le musée des Beaux-Arts.
L’importance et la vitalité de Cluj à la fin du XIXe siècle et au début du XXe siècle se reflète dans les nombreux édifices bâtis en style sécession et éclectique, comme les palais Babos, Berde, Elian, Urania, le palais de Justice, le palais de la Préfecture et le palais des Finances.
Des nombreuses villas fin-de-siècle parsèment les quartiers résidentiels d'Andrei Mureșanu, de Gruia et de Grigorescu.
Dans les années 1930, le cubisme fait son entrée dans l'architecture de Cluj. Les ouvrages les plus beaux construits dans ce style sont Colegiul Academic de la rue Kogălniceanu (en hongrois Farkas utca), l'un des bâtiments de l’université d'Art et Design et le bâtiment du Club de l'Armée qui abrite aussi le cinéma Victoria.
L'architecture sous le régime communiste a par exemple donné lieu au palais des Téléphones.

#### Architecture religieuse
- Église Calvaria, XIIe siècle ;

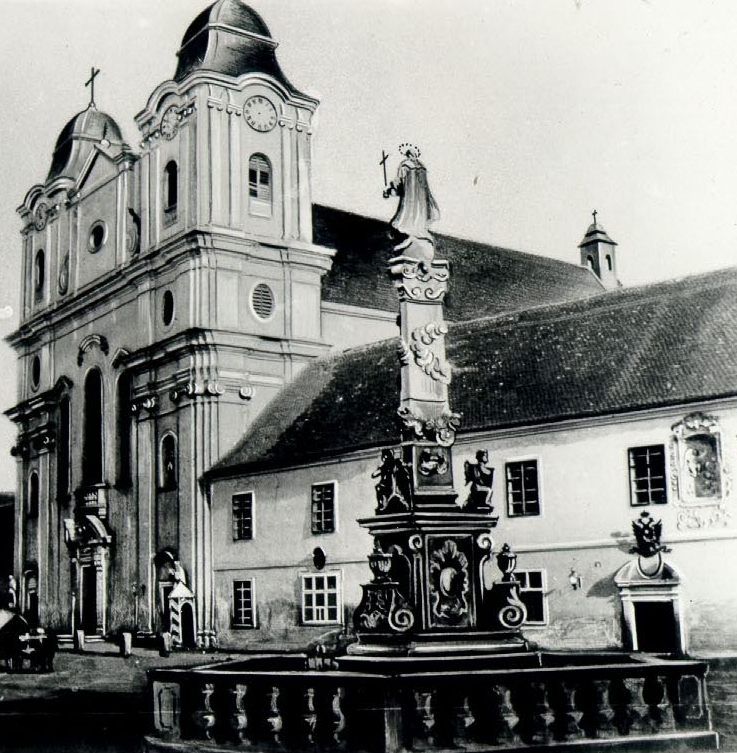
Colonne de Marie.

- Église Saint-Michel (Biserica Sfântul Mihail), XVe siècle ;
- Temple réformé de la Rue des Loups (Biserica reformată de pe Ulița Lupilor), XVIe siècle ;
- Église unitarienne de Cluj, XVIe siècle ;
- Église évangélique luthérienne (Biserica evangelică luterană), XVIe siècle ;
- Église franciscaine (Biserica franciscană), XVIIe siècle ;
- Église Bob (Biserica Bob) XVIIIe siècle ;
- Cathédrale greco-catholique de la Transfiguration (Catedrala greco-catolică Schimbarea la Față), XVIIIe siècle ;
- Église des piaristes de la Trinité (Biserica Piariștilor Sfânta Treime), XIXe siècle ;
- Église réformée de Orașul de Jos (Biserica reformată din Orașul de Jos), XIXe siècle ;
- La Cathédrale Orthodoxe « Dormition de la très Sainte Mère de Dieu » (Catedrala Orthodoxă Adormirea Maicii Domnului), XXe siècle ;
- Église réformée calviniste au Coq (Biserica cu Cocoș), XXe siècle ;
- Église Orthodoxe de la Sainte-Trinité sur la Colline (Biserica Ortodoxă Sf. Treime din Deal), XVIIIe siècle ;
- Église des Saints Pierre et Paul (Biserica Romano-Catolică Sf. Petru și Pavel), XVIIIe siècle ;
- Synagogue néologue (Sinagoga Neologă), XIXe siècle.

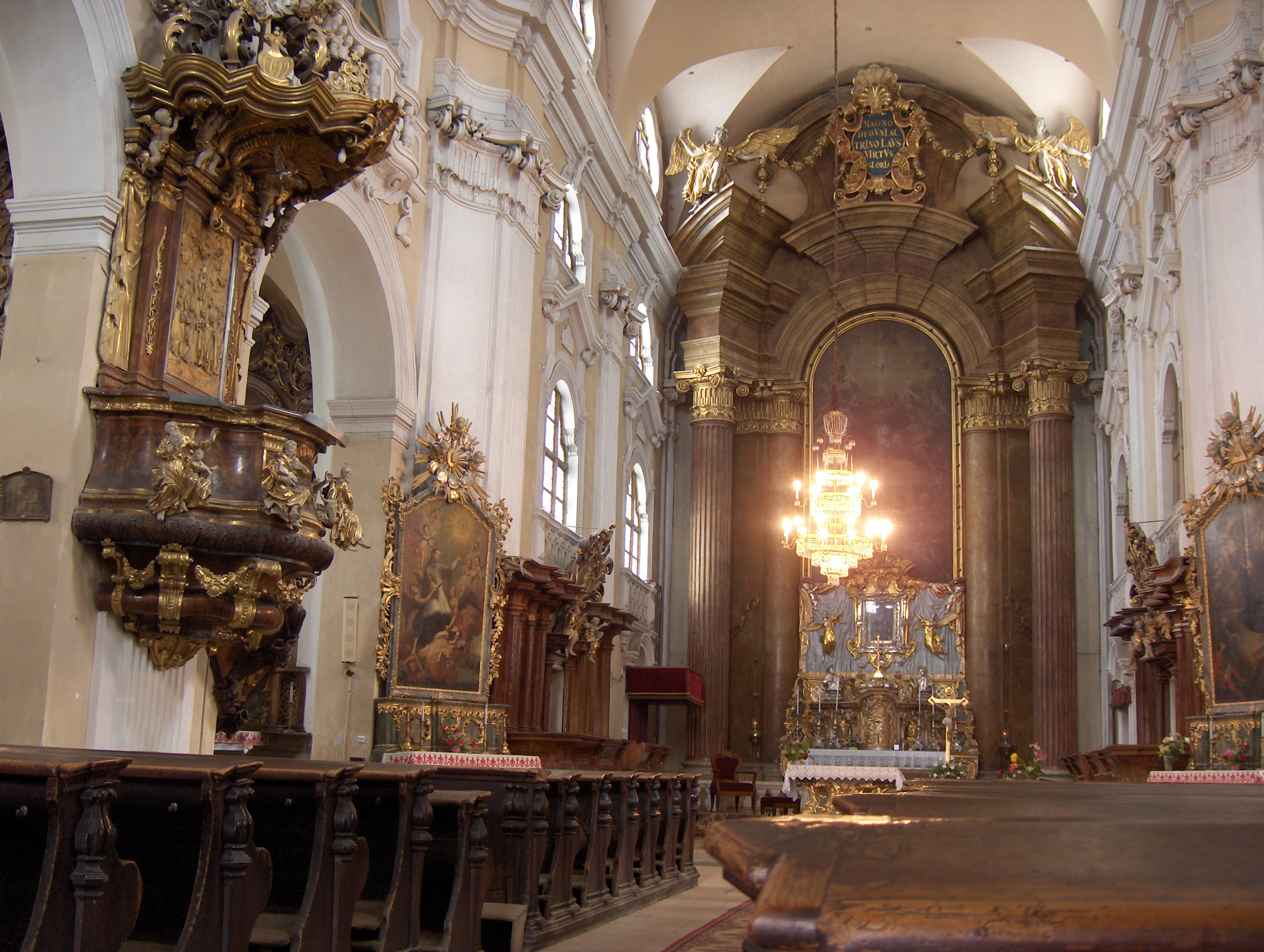
L'intérieur de l'Église des piaristes de la Trinité de Cluj
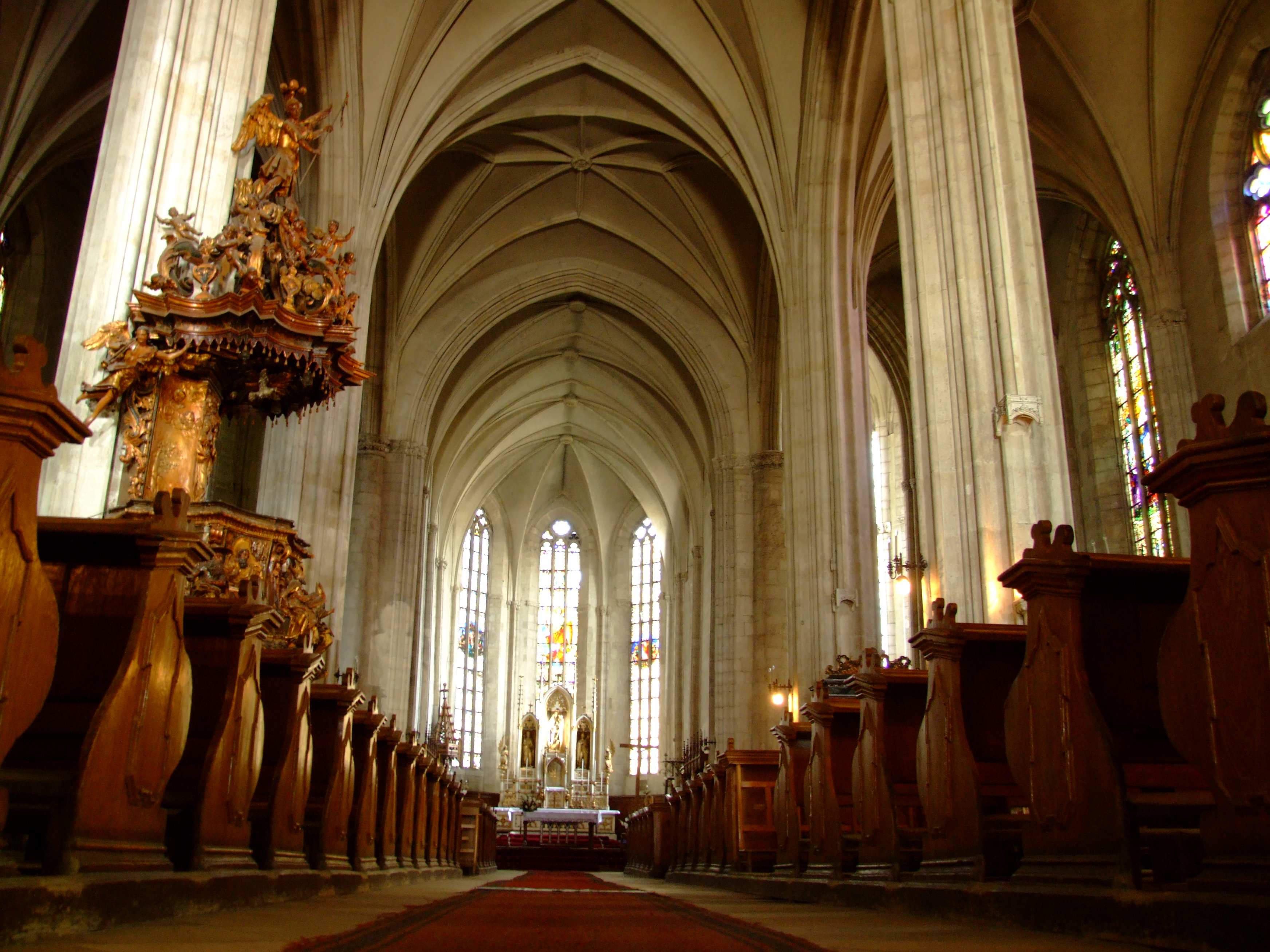
L'intérieur de l'Église Saint-Michel.

### Patrimoine culturel et artistique

#### Musées, galeries, espaces d'exposition
- Musée national d'histoire de la Transylvanie ;
- Musée ethnographique de Transylvanie ;
- Musée des Beaux-Arts de Cluj-Napoca ;
- Musée de la Pharmacie ;
- Musée de spéléologie ;
- Musée de l'eau ;
- Musées de l'Université Babeș-Bolyai :
  - Jardin botanique Alexandru Borza ;
  - Musée de minéralogie,
  - Musée botanique,
  - Musée de paléontologie et de stratigraphie,
  - Musée de la presse,
  - Musée zoologique,
  - Musée de l'Université Babeș-Bolyai ;
- Fabrica de Pensule ;
- Galeria Plan B ;
- Galeria UAP ;
- Galeria Veche de l'UAP ;
- Galeria 32 ;
- Galeria Ataș ;
- Galeria Expoart ;
- Galeria Protokoll.

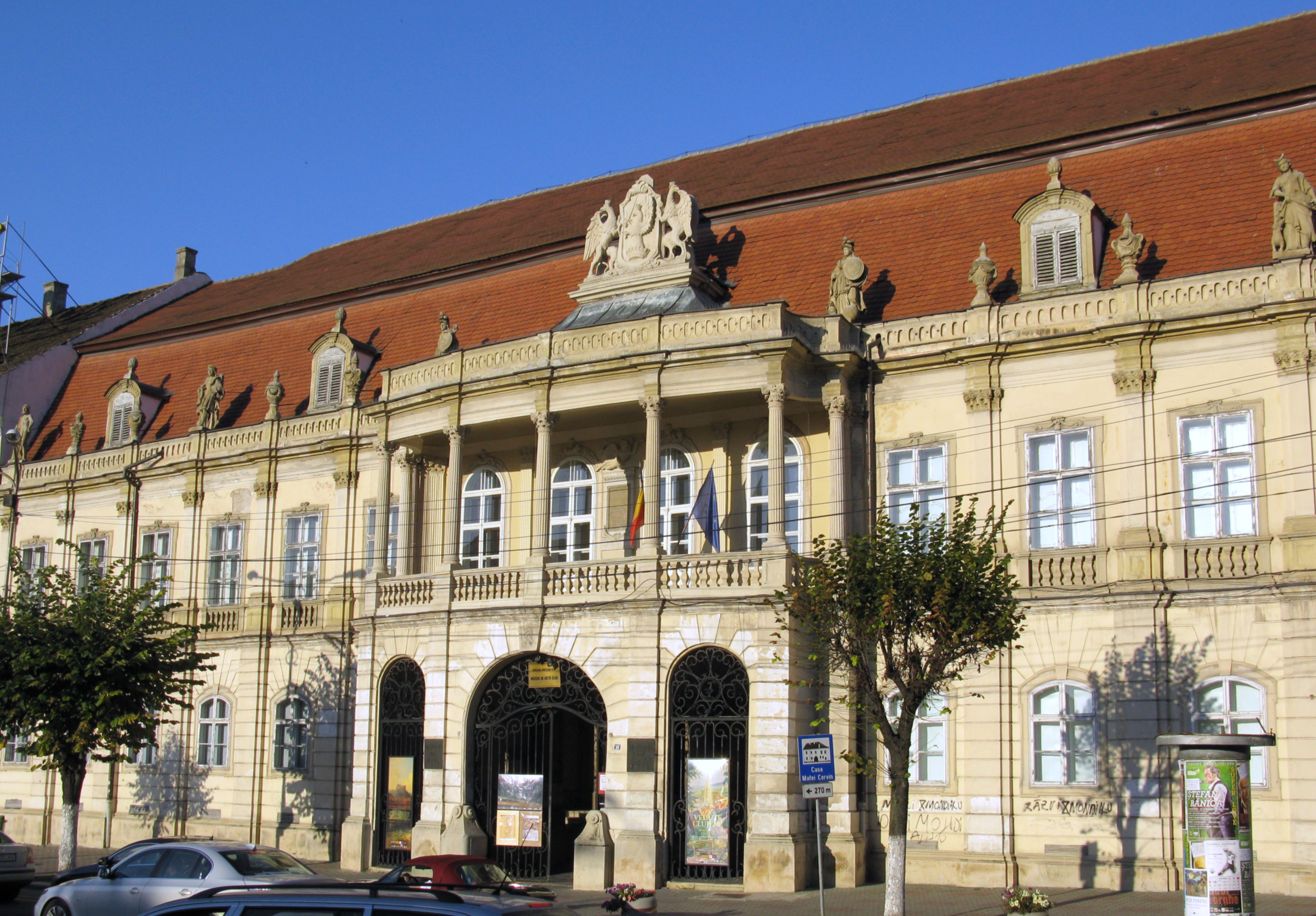
Le Palais Bánffy. Le musée des Beaux-Arts de Cluj-Napoca
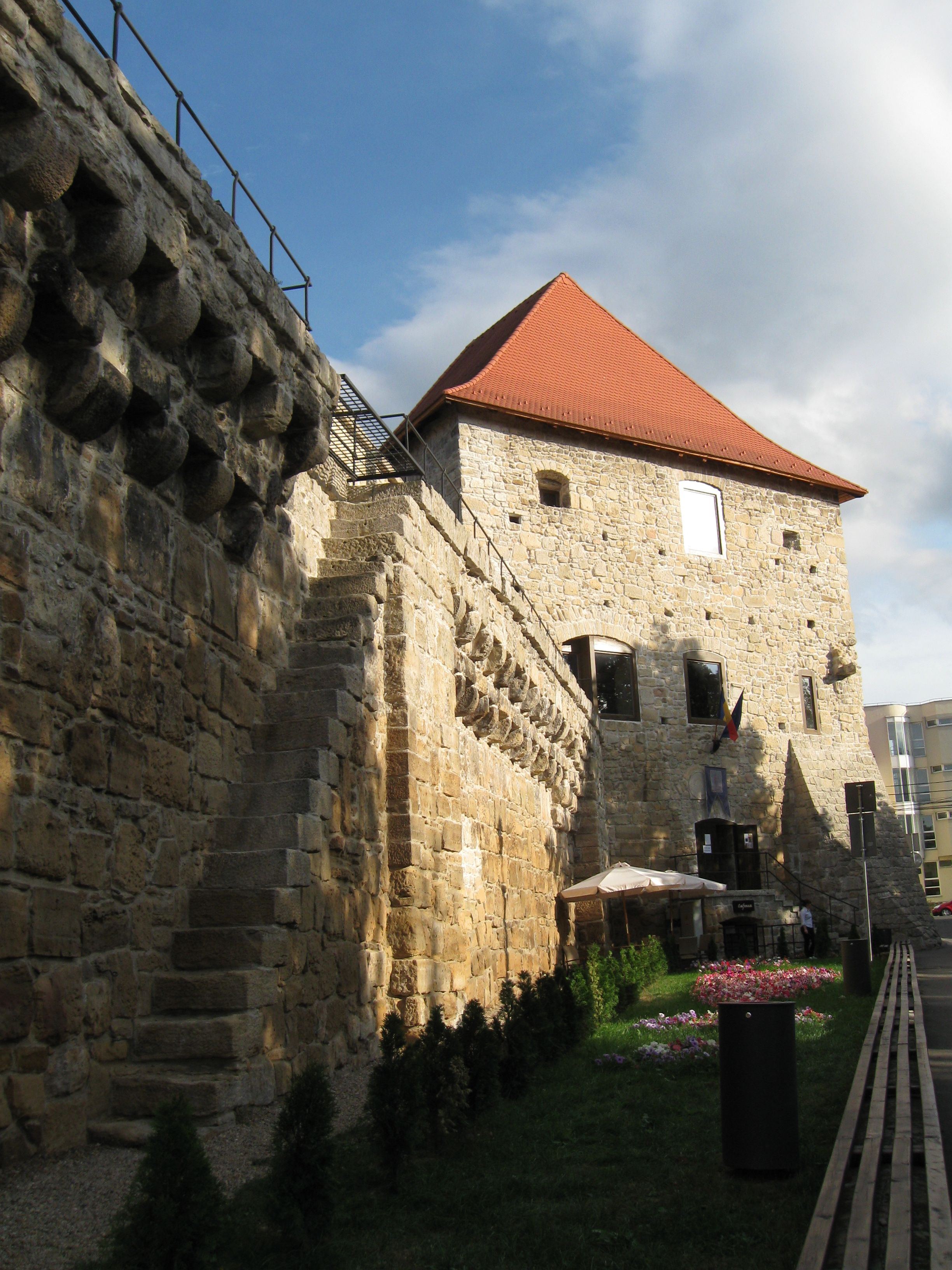
Le bastion des Tailleurs et un fragment des remparts de la deuxième enceinte. On y voit bien le chemin de ronde.

#### Bibliothèques

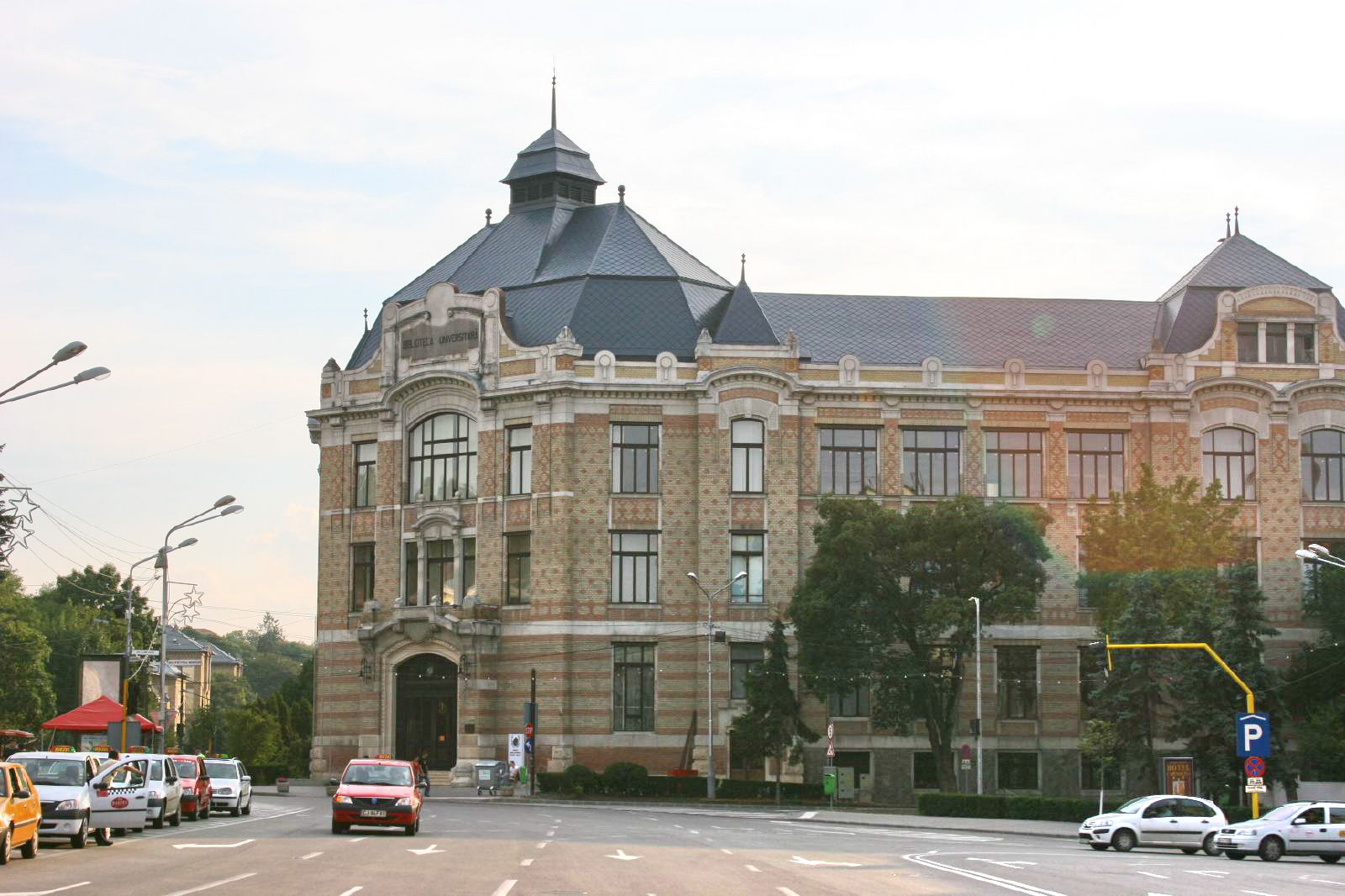
La Bibliothèque universitaire centrale Lucian-Blaga.

- La Bibliothèque universitaire centrale Lucian-Blaga de Cluj-Napoca, fondée en 1872, est la bibliothèque pluridisciplinaire de l'université Babeș-Bolyai. Elle a des filiales dans chacune des facultés de l'université Babeș-Bolyai. Conjointement avec ses filiales, elle met à la disposition des lecteurs quelque 3 600 000 ouvrages, dont environ 500 000 périodiques, consultables dans les 55 salles de lecture qui disposent de plus de 2 100 places ;
- Les bibliothèques spécialisées des autres universités et des différents centres et instituts de recherche ;
- La Filiale de Cluj de la Bibliothèque de l'Académie Roumaine a été fondée en 1950 en assemblant les collections de plusieurs anciennes bibliothèques transylvaines, notamment les collections des institutions religieuses mises hors la loi par le régime communiste à la fin des années 1940 ;
- La Bibliothèque départementale Octavian Goga offre aux lecteurs un fonds de plus de 760 000 ouvrages ;
- Les bibliothèques des centres culturels étrangers.

#### Salles de spectacle
- Salle du Théâtre national Lucian-Blaga ;
- Salle du Théâtre hongrois d'État de Cluj-Napoca, dont la compagnie fait partie de L'Union des théâtres d'Europe. Le 17e festival de l’UTE s'est tenu à Bucarest et à Cluj du 11 octobre au 22 décembre 2008.
- Salle du Théâtre Puck ;
- Salle de la Casa Tranzit ;
- Salle de la Maison de la culture des étudiants.

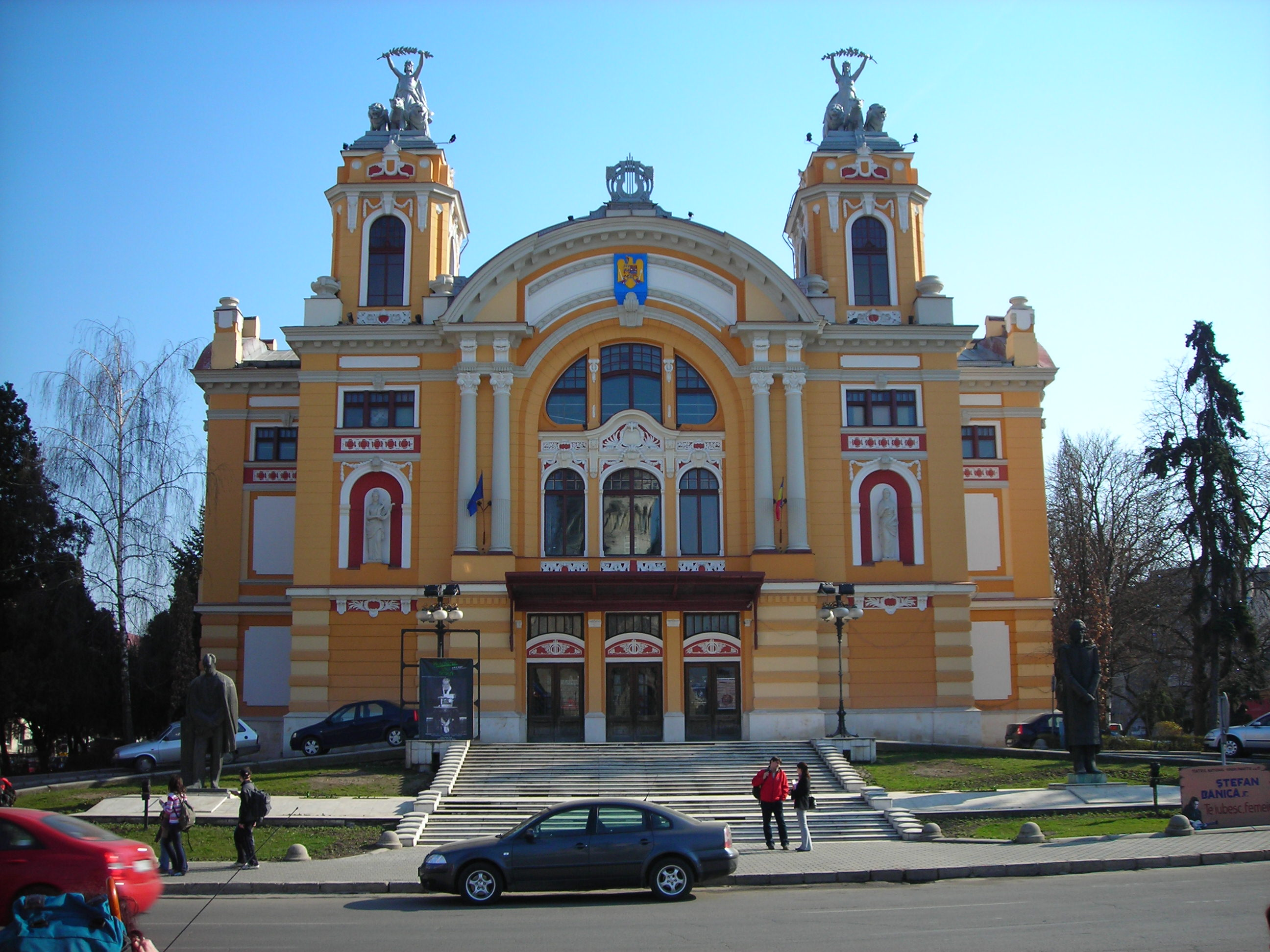
Le Théâtre national Lucian-Blaga et l'Opéra roumain, XIXe siècle.
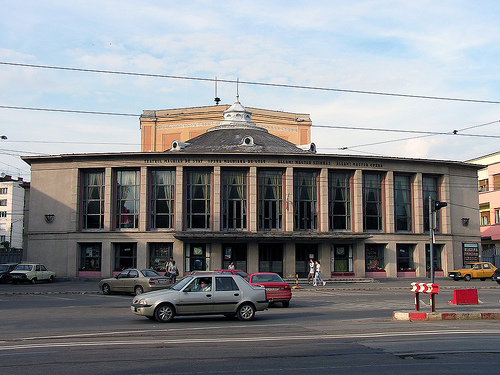
Le Théâtre et l'Opéra hongrois d'État, XIXe siècle.

#### Cinémas
La crise économique qui a suivi la chute du régime communiste a eu des effets dévastateurs pour le cinéma roumain, filière distribution y comprise. Ainsi, pas moins de cinq salles de cinéma ont dû fermer à Cluj-Napoca au cours de la dernière décennie du XXe siècle. En 2009 il ne reste que trois salles dans le centre-ville (Arta, Republica et Victoria) ainsi que plusieurs autres dans deux centres commerciaux (CinemaCity avec dix salles dans le centre commercial Iulius Mall et Odeon Multiplex avec huit salles dans le centre commercial VIVO). Cependant, courant 2009 les autorités locales envisagent la réhabilitation des cinq salles fermées dix ans auparavant. Les cinq salles (dont une située au centre-ville et les autres dans les quartiers de Mănăștur et de Mărăști) devraient ouvrir leurs portes courant 2010.

### Patrimoine gastronomique
Vu les conditions géographiques, historiques et culturelles de la Transylvanie (région située aux confins de l'Occident et de l'Orient), la cuisine de la région a subi les influences de ces deux grands espaces culturels, qu'elle a su fusionner dans un esprit distinct.
- Produits du terroir : Năsal, etc.
- Cuisine régionale ;
- Boissons : bière Ursus, pălincă.

## Démographie
Comme toutes les villes transylvaines, Cluj était une enclave avec une population allemande et hongroise dans une campagne à majorité « valaque » (Oláhok : roumains) comme l'on disait à l'époque. Jusqu'au milieu du XVe siècle, la majorité de la population et de l'élite de la ville étaient d'origine allemande. Au cours de la période suivante, la population fut soit magyarisée, soit émigrée vers d'autres centres urbains allemands. Les valaques, asservis après l'échec des jacqueries de Bobâlna (1437) et de Gheorghe Doja/Dózsa György (1514) n'étaient plus admis à l'intérieur du rempart en cas d'invasion, mais devaient s'abriter en montagne dans leurs posade (clairières ceintes de palissades et de pièges dans la forêt). Ce n'est que dans les années 1960, par l'exode rural, que les Roumains sont devenus majoritaires en ville. Aujourd'hui, la majorité de la population est roumaine (75,7 %), mais il existe toujours une importante minorité hongroise (15,3 %). À côté de ces populations vivent aussi des communautés roms (0,17 %), allemandes (0,05 %) et juives (0,07 %).
| Année, | Roumains | Hongrois | Allemands | Juifs  | Roms  | Ukrainiens | Serbes | Slovaques | Autres |
| ------ | -------- | -------- | --------- | ------ | ----- | ---------- | ------ | --------- | ------ |
| 1850   | 4 116    | 12 317   | 1 587     | 535    | 585   |            |        |           | 472    |
| 1880   | 5 618    | 23 676   | 1 437     |        |       | 4          | 23     | 125       | 1 948  |
| 1890   | 5 637    | 29 396   | 1 357     |        |       | 8          | 21     | 115       | 650    |
| 1900   | 7 185    | 41 311   | 1 785     |        |       | 9          | 22     | 83        | 513    |
| 1910   | 8 886    | 51 192   | 1 678     |        |       | 6          | 41     | 107       | 823    |
| 1920   | 29 644   | 42 168   | 2 075     | 10 638 |       |            |        |           | 984    |
| 1930   | 36 981   | 55 351   | 2 728     | 6 722  | 559   | 237        | 39     | 139       | 1 084  |
| 1941   | 11 255   | 98 502   | 1 618     | 2 669  | 618   | 36         | 11     | 46        | 229    |
| 1956   | 74 623   | 77 839   | 1 115     | 525    | 237   | 24         | 21     | 24        | 315    |
| 1966   | 104 914  | 76 934   | 1 333     | 1 689  | 178   | 42         | 50     | 34        | 489    |
| 1977   | 173 003  | 86 215   | 1 480     | 1 009  | 628   | 50         | 28     | 32        | 413    |
| 1992   | 251 697  | 74 591   | 937       | 35     | 1 047 | 67         | 16     | 25        | 187    |
| 2002   | 252 433  | 60 287   | 734       | 217    | 3 029 | 146        | 12     | 25        | 107    |
| 2011   | 245 737  | 49 565   | 544       | 155    | 3 273 | 127        | 20     | 33        | 25 122 |

## Cadre de vie

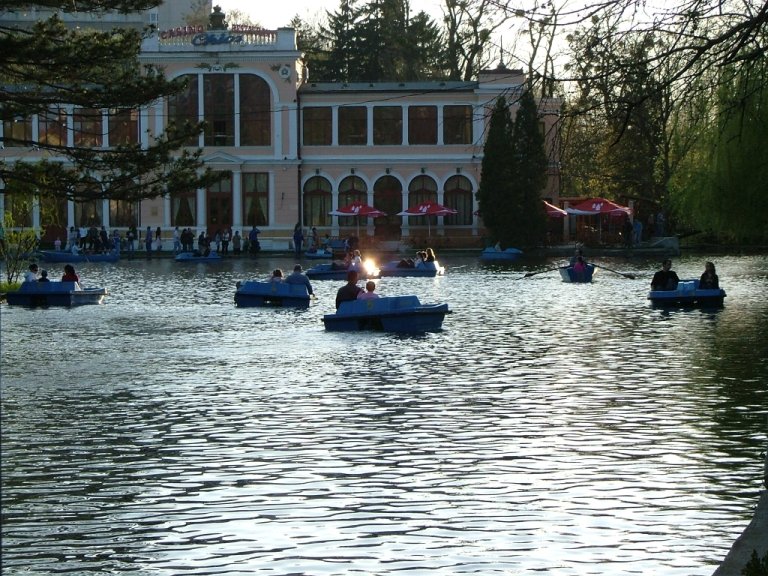
Miroir d'eau dans le Parc Central.

Ville d'art et d'histoire connaissant un boom économique fulgurant, Cluj offre toutes les facilités d'une grande ville européenne, un cadre de vie plaisant et de nombreuses possibilités récréatives tant intra-muros qu'aux alentours. Fière de son patrimoine historique et culturel, la ville est en même temps bien branchée sur les nouvelles tendances technologiques du XXIe siècle : Cluj possède le plus grand réseau sans fil gratuit en Roumanie.

### Environnement

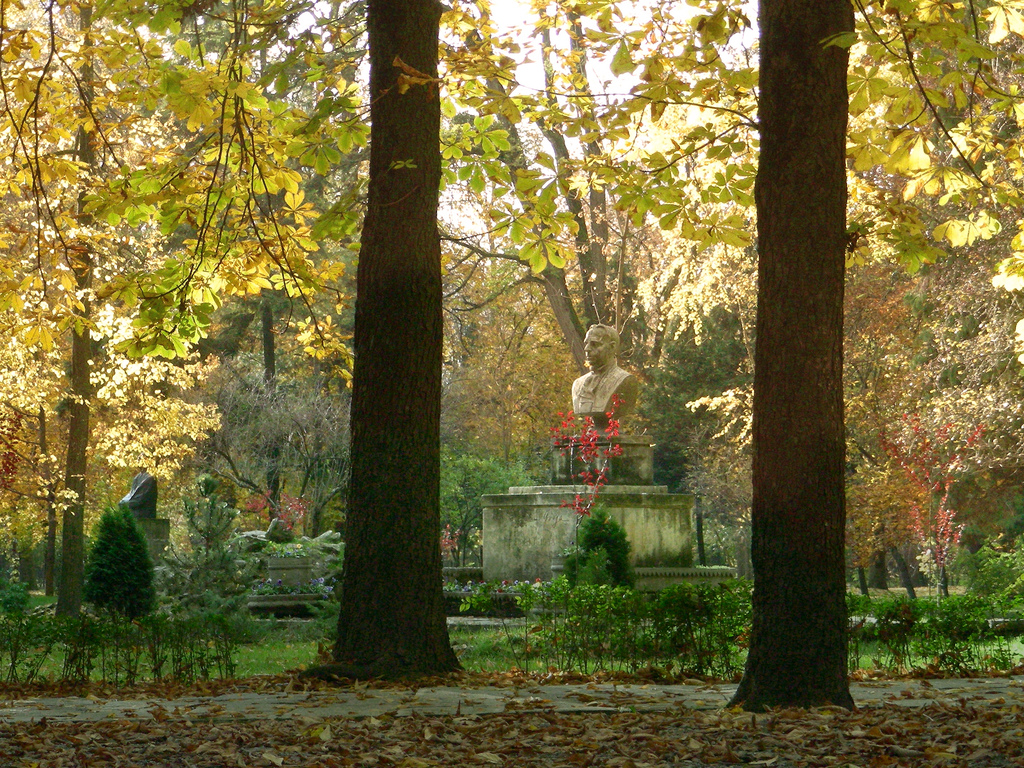
Le parc Central.

Cluj se confronte à un déficit d'espaces verts (seulement 7,18 m2/habitant) d'autant plus durement ressenti que les parcs et jardins sont distribués de façon déséquilibrée dans la ville. Ainsi, la zone centrale bénéficie d'une concentration de grands espaces verts (on y trouve notamment le parc Central et le parc de la Citadelle qui se font face sur les deux rives de Someșul Mic, le Parc Ion Luca Caragiale tout proche et, plus au sud, le Jardin botanique Alexandru Borza) alors que les quartiers périphériques tels que Mănăștur ou Mărăști sont presque dépourvus de grands espaces verts. En effet, le grand ouest de la ville ne possède qu'un seul grand parc (le Parc Iuliu Hațieganu qui inclut aussi une base sportive) alors que le grand est n'en a que deux (le Parc des cheminots et le Parc Aurel Vlaicu).
Ce déficit est plus ou moins compensé par les grands forêts qui entourent la ville. Les réserves biologiques (Fânațe, Valea Căprioarelor, Les Gorges de Baciu, de Tureni et de Turda, etc.) et les montagnes toutes proches offrent des possibilités d'escapade.
La décharge illégale de Pata-Rat, dans la banlieue de Cluj, présente un risque sanitaire élevé. Des déchets toxiques s'infiltrent dans le sol et des ordures prennent feu plusieurs fois par an, répandant leurs cendres toxiques sur l'herbe consommée par le bétail. Pourtant, de nombreux habitants craignent une mise à l'arrêt du site de stockage et l'élimination de leur maigre mais unique gagne-pain. Des familles, majoritairement roms, vivent du tri de matériaux recyclables extraits à mains nues des collines d'ordures hautes comme un immeuble de cinq étages.

### Enseignement supérieur et recherche

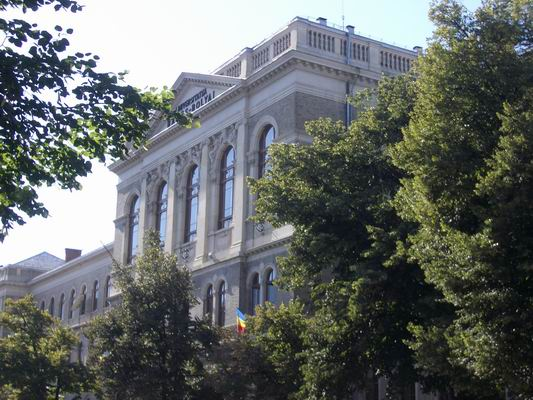
Le rectorat de l'université Babeș-Bolyai.

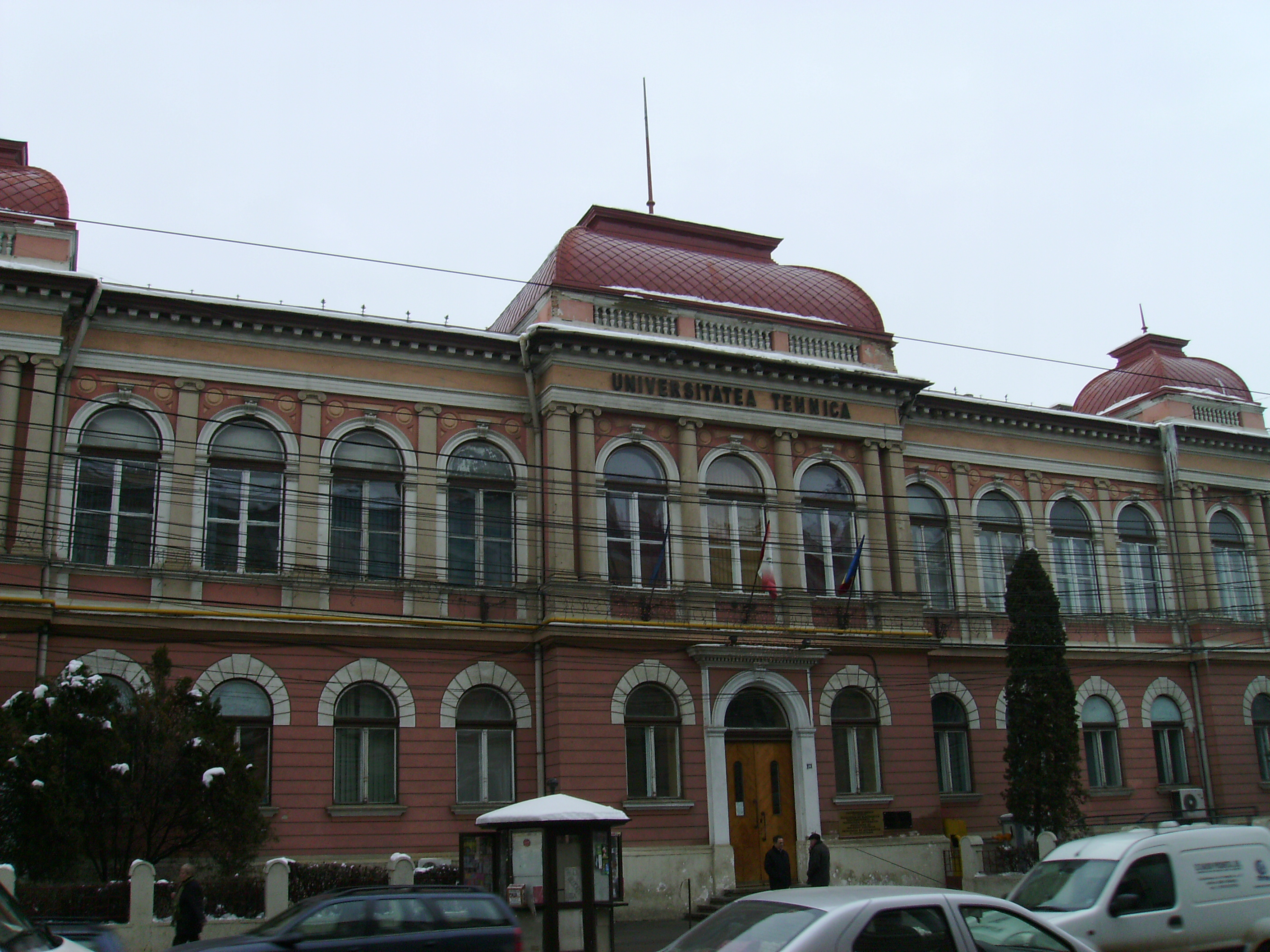
L'université technique, rue Barițiu (en hongrois Malom utca, la rue du Moulin).

Compte tenu des plus de 80 000 étudiants fréquentant les six universités publiques ainsi que des milliers d'étudiants inscrits aux cinq universités privées de la ville, Cluj est le deuxième centre universitaire de la Roumanie.
- Universités publiques :
  - Académie de musique Gheorghe-Dima,
  - université Babeș-Bolyai,
  - université d'art et de design de Cluj-Napoca,
  - université de médecine et pharmacie Iuliu Hațieganu,
  - université des sciences agricoles et de médecine vétérinaire,
  - université technique ;
- Universités privées : Universitatea « Avram Iancu », Universitatea « Bogdan Voda », Universitatea Crestina « Dimitrie Cantemir », Universitatea « Sapientia », Universitatea « Spiru Haret » ;
- Institut protestant de théologie de Cluj ;
- Divers autres centres et instituts de recherche.

### Vie culturelle

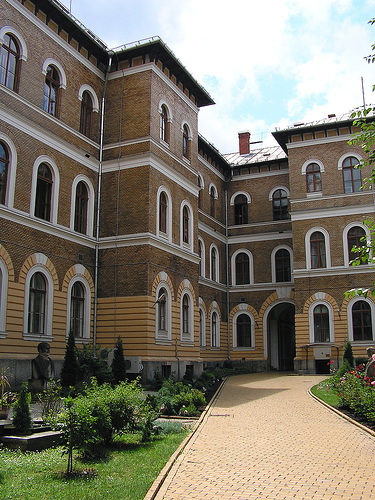
Cour intérieure de l'un des bâtiments de l'université Babeș-Bolyai.

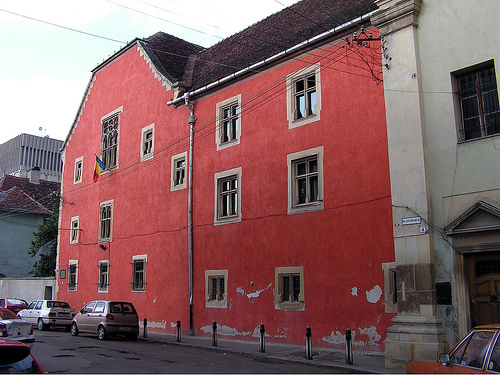
L'ancien Monastère Franciscain abrite à présent le Lycée de Musique.

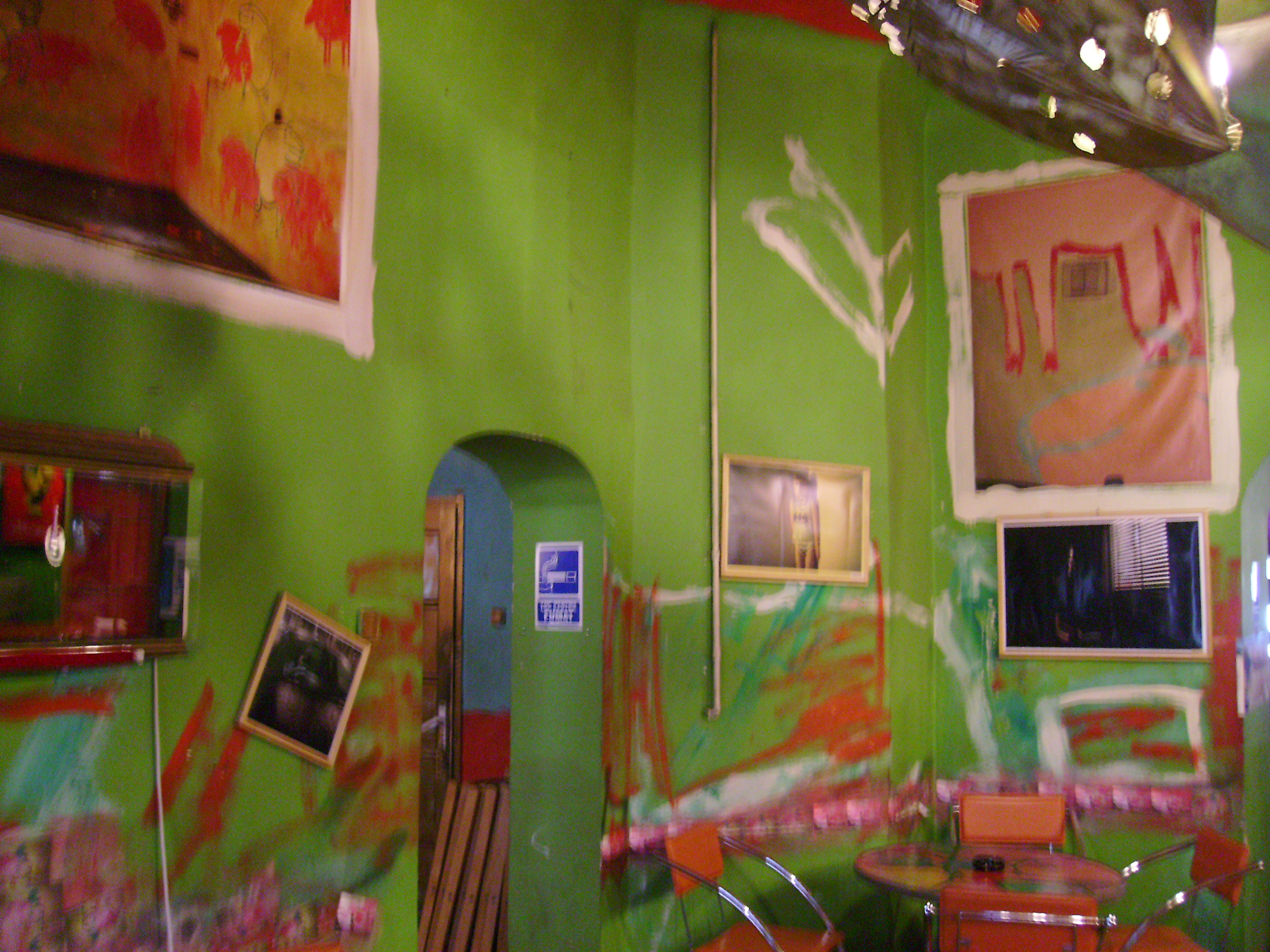
L'un des bars culturellement actifs (Insomnia) de la ville.

Cluj est l'un des centres culturels et artistiques les plus vifs de la Roumanie.
Les arts du spectacle sont représentés notamment par les domaines du théâtre, de l'opéra et de la musique. On y trouve cinq grandes compagnies de théâtre professionnel (la Compagnie du Théâtre National « Lucian Blaga », la compagnie du Théâtre hongrois de Cluj, la Compagnie « Théâtre Impossible », la Compagnie ArtAct et le Théâtre de marionnettes Puck) ainsi que plusieurs compagnies de théâtre amateur. En ce qui concerne l'opéra, Cluj se vante d'abriter deux compagnies: la Compagnie Nationale d'Opéra Roumain et la Compagnie d'Opéra Hongrois de Cluj. Tous les spectacles de théâtre et d'opéra en hongrois peuvent être suivis par le public roumain grâce à un système de traduction / interprétation simultanée. Quant à la musique, à part les nombreux groupes (dont certains, tels que Nightlosers, Kumm, Grimus ou Luna Amară, sont connus aussi à l'étranger) ancrés dans des genres et styles musicaux contemporains, on y trouve l'Orchestre Philharmonique de Cluj et le « Gaio » big-band de jazz.
Vu que Cluj est un grand centre universitaire, le marché du livre est de taille. On y trouve une vingtaine de maisons d'édition, dont certaines ayant une bonne réputation au niveau national. Les nombreuses librairies et bouquinistes qui parsèment la ville offrent un fonds de livres très riche tant en roumain qu'en plusieurs langues étrangères (et notamment en hongrois, en allemand, en anglais et en français). En outre, on y organise plusieurs foires et salons du livre par an, dont « Gaudeamus », « Kilipirim » ou bien la « Foire du livre ancien ». Au niveau des événements littéraires, à part les salons et les foires du livre, plusieurs librairies, associations et/ou institutions organisent des cénacles littéraires et des lectures publiques faites par des auteurs roumains et étrangers.
Les nombreux centres culturels étrangers (allemand, américain, britannique, chinois, français, italien, japonais) s'impliquent dans la promotion de la culture de leurs pays respectifs en organisant des événements et des manifestations culturelles des plus diverses. Le Centre Culturel Français de Cluj offre de nombreuses activités aux Roumains qui veulent se familiariser avec la langue et la culture françaises et aux Français désireux d'en savoir davantage sur la Roumanie et sur la ville de Cluj.
Par exemple, Muzeon est une exposition innovante sur l'histoire juive, fondée à l'initiative privée. Basé sur une histoire familiale, Muzeon raconte des histoires de la communauté juive de Cluj. Enfin, le tableau ne serait pas complet sans rappeler les événements déroulés dans les espaces non conventionnels (concerts, expositions, spectacles, etc.) organisés tant par des associations culturelles (dont la Fabrica de Pensule et la Fondation Tranzit qui, en se proposant de promouvoir l’art expérimental contemporain, se sont impliquées dans plusieurs projets d'envergure internationale) que par des cafés. En effet, la plupart des grands cafés du centre-ville (souvent situés dans les caves des anciens immeubles ou bien occupant des grands appartements au premier étage des bâtiments du XVIIe siècle - XIXe siècle) organisent des concerts, bien sûr, ainsi que des expositions de photographie et d'art plastique, des spectacles de théâtre (souvent expérimental et d'avant-garde) ou des cénacles littéraires et des rencontres avec différents artistes et écrivains.
Quant au niveau des infrastructures, la ville se propose d'améliorer ses capacités d'accueil. Ainsi, début 2009, plusieurs projets sont en déroulement. La construction d'un nouveau palais de la Culture démarrera au cours de l'année 2010. Il sera bâti sur un terrain de 1,2 ha situé 106, Bulevardul 21 Decembrie 1989. Ce bâtiment multifonctionnel servira notamment de siège à l'Orchestre Philharmonique de Cluj. En outre, il abritera des espaces d'exposition, des salles de conférences, un café, etc..
Le Centre de Culture Urbaine, abrité par le Bastion des Tailleurs qui vient d'être rénové, ouvrit ses portes en mai 2009. Il met à la disposition des visiteurs un espace expositionnel, une petite bibliothèque et un café ouvert aux débats et aux manifestations culturelles.

#### Festivités et événements

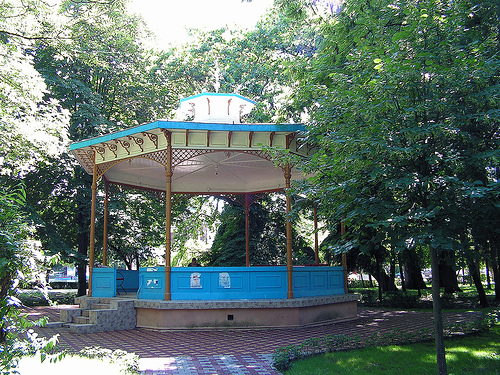
Kiosque à musique dans le Parc Central

- Festival international du film Comedy Cluj ;
- Soirées du film gay de Cluj-Napoca ;
- Festival Temps d'images, festival transeuropéen ;
- Festival « Puck » ;
- Festival international de théâtre expérimental ;
- Festival international de musique classique « L'automne musical de Cluj » ;
- Festival international de musique de chambre ;
- Festival d'opéra ;
- Festival Peninsula / Félsziget
- Transeuropa Festival ;
- Festival international du film de Transylvanie ;
- Transilvania International Guitar Festival ;
- Transilvania Jazz Festival ;
- Festival international de musiques traditionnelles.
- Journées Culturelles Hongroises (Kolozsvári Magyar Napok, Zilele Culturale Maghiare Clujene)
- Festival « Untold » (Cluj-Napoca);

Depuis le début des années 2000, de plus en plus de grands groupes, voire des supergroupes, ont donné des concerts à Cluj, Sugababes, Beyoncé, Jean-Michel Jarre, Iron Maiden ou Asia étant parmi ceux qui ont atteint de très grades audiences. Dans les clubs locaux font des apparitions régulières des DJs tels André Tanneberger, Tania Vulcano, Satoshi Tomiie, Yves Larock, Dave Seaman, Plump DJs, Stephane K ou Andy Fletcher.

### Médias

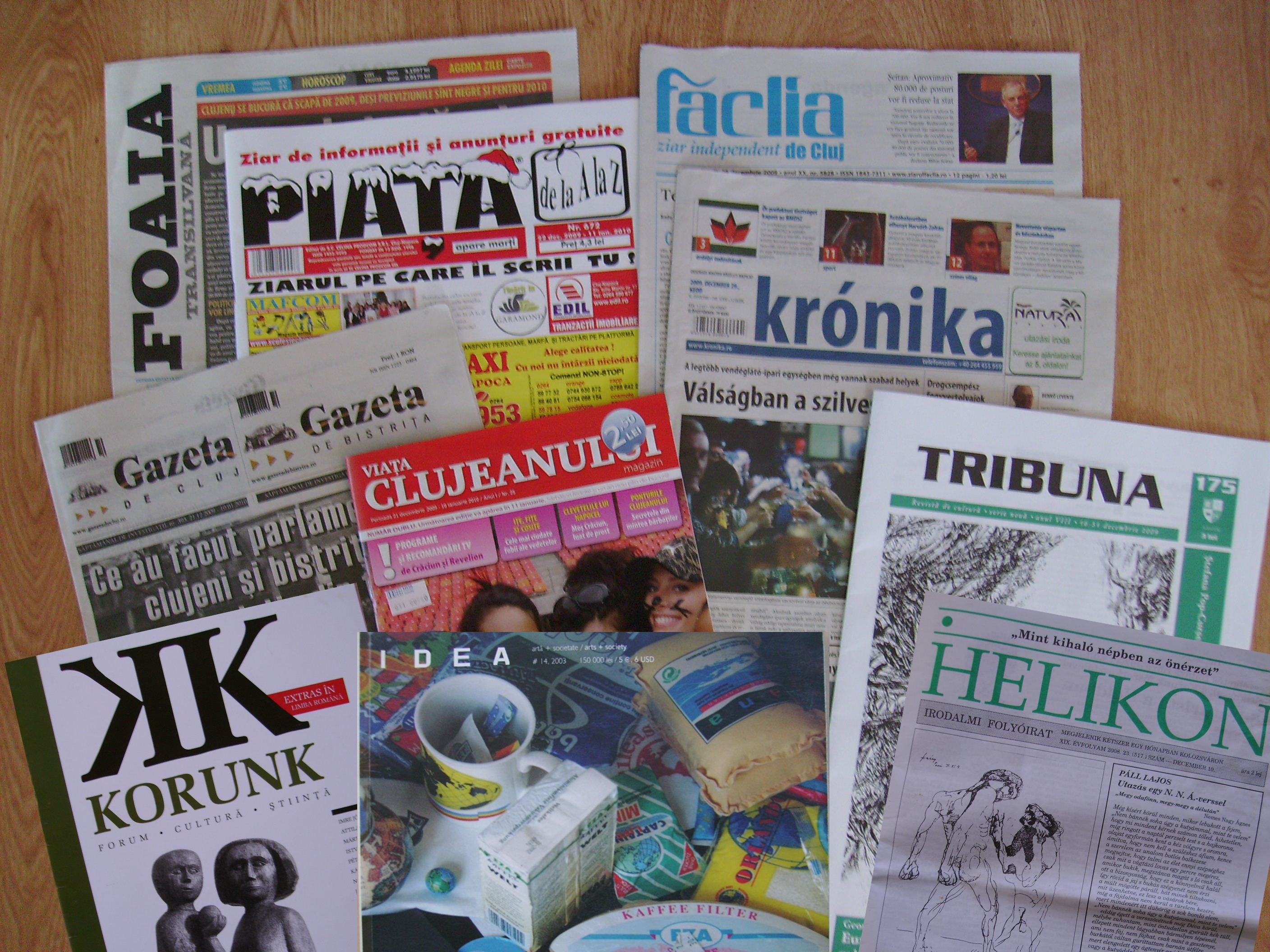
Quelques journaux, magazines et revues publiées à Cluj.

Cluj est le plus important centre média de Transylvanie. On y trouve les sièges des plus importantes télévisions, radios et journaux régionaux.
On peut classifier les journaux régionaux en deux grandes catégories: les éditions régionales des journaux nationaux (car presque chaque journal national sort aussi une édition consacrée à la Transylvanie, diffusée en parallèle avec l'édition nationale) et les journaux purement régionaux. Parmi ceux derniers, on compte à Cluj-Napoca six quotidiens payants dont quatre en roumain (Făclia de Cluj, Foaia Transilvană, Monitorul de Cluj et Ziua de Cluj) et deux en hongrois (Krónika et Szabadság), ainsi que deux quotidiens gratuits (Informația Cluj et Cluj Expres). Mis à part les quotidiens, cinq journaux hebdomadaires complètent le paysage de la presse écrite de la ville, dont quatre en roumain (le tabloid Viața Clujeanului, l'hebdomadaire généraliste Gazeta de Cluj, l'hebdomadaire économique Săptămâna Clujeană et l'hebdomadaire de petits annonces, diffusé dans toute la Transylvanie, Piața A-Z) et un (Erdélyi Napló) en hongrois. Tous ces journaux ont aussi des éditions en ligne.
La presse culturelle compte six journaux / revues en roumain (Apostrof, Idea, Steaua (ro), Tribuna, Verso et Echinox) et deux en hongrois (Helikon et Korunk). Toutes ces publications sortent de façon bimensuelle ou mensuelle et sont diffusées à l'échelle nationale.
Parmi les télévisions locales, la TVR Cluj (chaîne publique) et la One TV (chaîne privée) transmettent dans la région, alors que la NCN (télévision par câble) transmet dans la ville. D'autres chaînes nationales ont aussi des programmes locaux. Toutes les chaînes de télévision transmettent également des programmes en hongrois.
La ville dispose en outre de quatre stations de radio, dont trois qui transmettent surtout en roumain, tout en ayant aussi des émissions en hongrois (Radio Transilvania Cluj, Radio Cluj et Radio Impuls) et une qui transmet en hongrois (Paprika Rádió). D'autres stations nationales transmettent aussi des programmes locaux.

### Religion
- Le premier pacte de tolérance religieuse signé en Europe.
- Cluj est le centre international de l'unitarisme.
- Les multiples confessions de la ville: Orthodoxe, Église réformée de Roumanie, Église grecque-catholique roumaine, Église Protestante Évangélique, Catholique, Unitarisme, Luthéranisme, Judaïsme, Islam.

### Loisirs

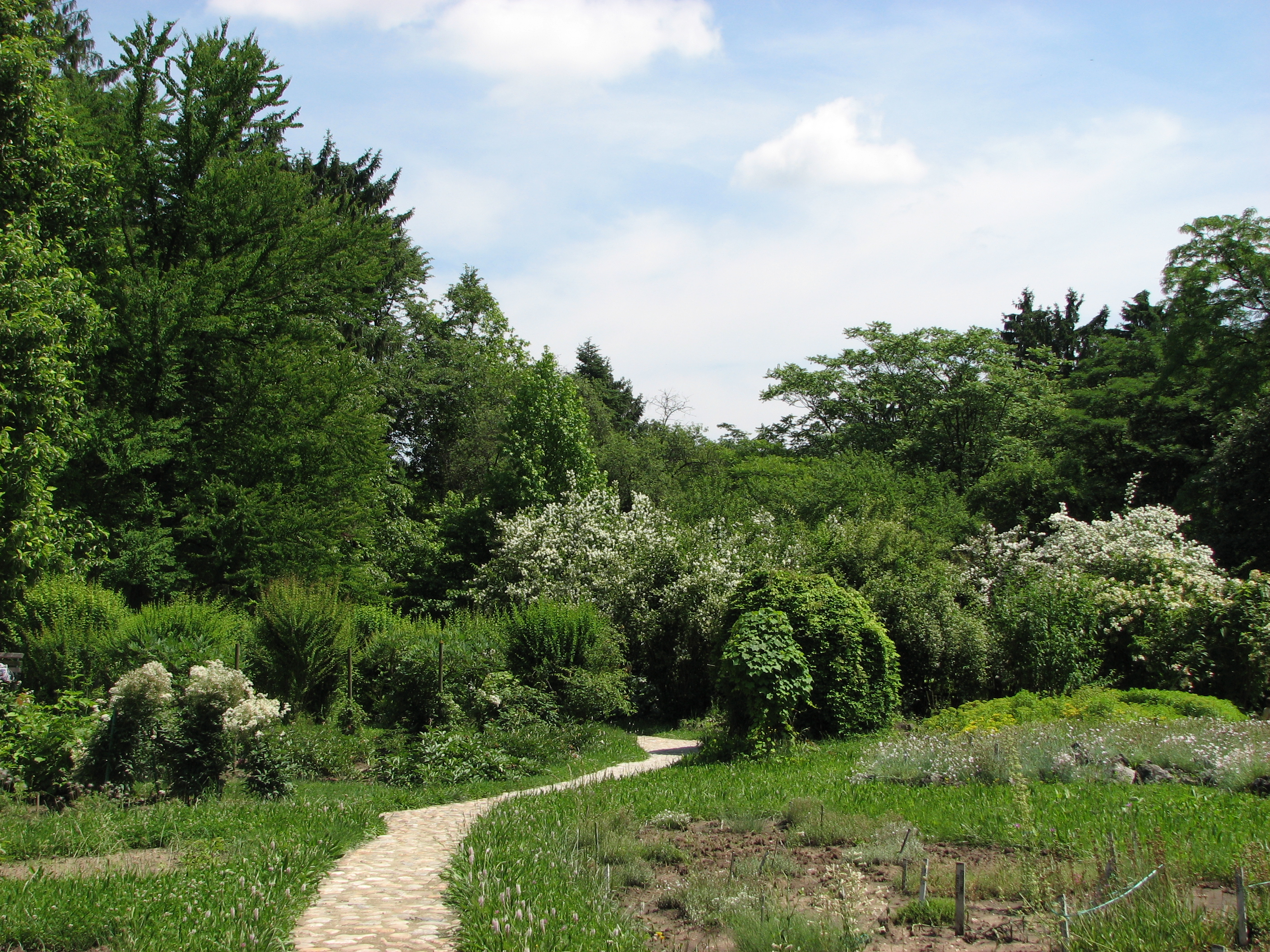
Un coin dans le Jardin Botanique.

Balades, randonnées, équitation, découverte de la nature, spéléologie, vélo, loisirs en eau vive, parapente, escalade, ski, etc.
Les skieurs qui ne veulent pas quitter la ville trouvent une piste sur la colline de Feleac. La piste, d'une longueur de 750 mètres pour une différence d'altitude de 98 mètres, est éclairée pendant la nuit et elle est dotée de canons à neige et de téléski à câble bas. Elle est idéale pour les skieurs de niveau moyen.

### Sports

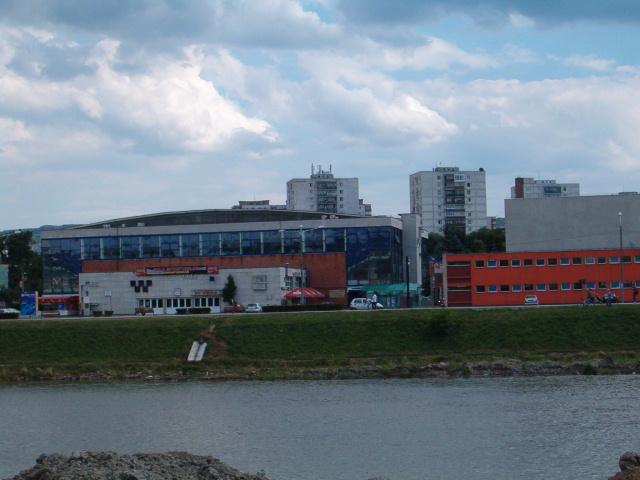
Le palais des sports Horia Demian sur les rives de Someșul Mic.

La plupart des sports sont représentés dans la ville. La piste de la colline de Feleac située à l'extrémité sud de la ville et les Monts Apuseni à l'ouest de la ville offrent la possibilité de pratiquer le ski en hiver.
Cluj-Napoca compte vingt-quatre complexes sportifs d'intérêt local et national. Ensemble, ces complexes mettent à la disposition des clujeois : 6 bassins de natation et water-polo / 9 gymnases / 3 salles d'haltérophilie / 4 salles de culturisme / 1 salle de boxe / 1 salle d’escrime / 2 salles de judo / 2 salles de bowling / 2 salles de tennis de table / 1 salle de tennis / 62 terrains de tennis / 15 stades et terrains de football / 1 terrain de rugby / 5 terrains de volley-ball / 11 terrains de handball / 8 terrains de basket-ball / 4 aires d’athlétisme / 1 mur d’escalade / 2 centres de tir sportif / 1 patinoire / 1 circuit de karting / 1 hippodrome / 1 aérodrome et une tour de parachutisme.
En outre, plusieurs piscines, de nombreuses salles de fitness et des terrains de football et de tennis parsèment les quartiers de la ville. Les intéressés peuvent aussi faire de la parapente, du hippisme, du paintball, de l'escalade (sur mur d'escalade ou sur rocher), du golf ou bien du vélo tout terrain. Chaque avril, les intéressés peuvent participer au marathon de Cluj, compétition internationale ouverte aux professionnels comme aux amateurs, qui se déroule dans les rues du centre-ville.
En ce qui concerne le sport de performance, des nombreux sportifs appartenant à plusieurs clubs clujeois se sont fait remarquer au niveau national et international. Parmi les clubs sportifs de la ville, celui dont le palmarès est le plus riche est CS Universitatea Cluj-Napoca. Ses sportifs ont obtenu des médailles olympiques en handball, volley-ball, judo et athlétisme, des médailles aux championnats européens en judo et des nombreux titres nationaux en athlétisme, alpinisme, natation, judo, escrime, tennis, ski, patinage artistique et de vitesse, hockey sur glace, basket-ball, handball, et volleyball.
Quant au football, l'une des meilleures équipes de la Roumanie est une équipe de Cluj-Napoca : CFR Cluj.

## Administration et organisation

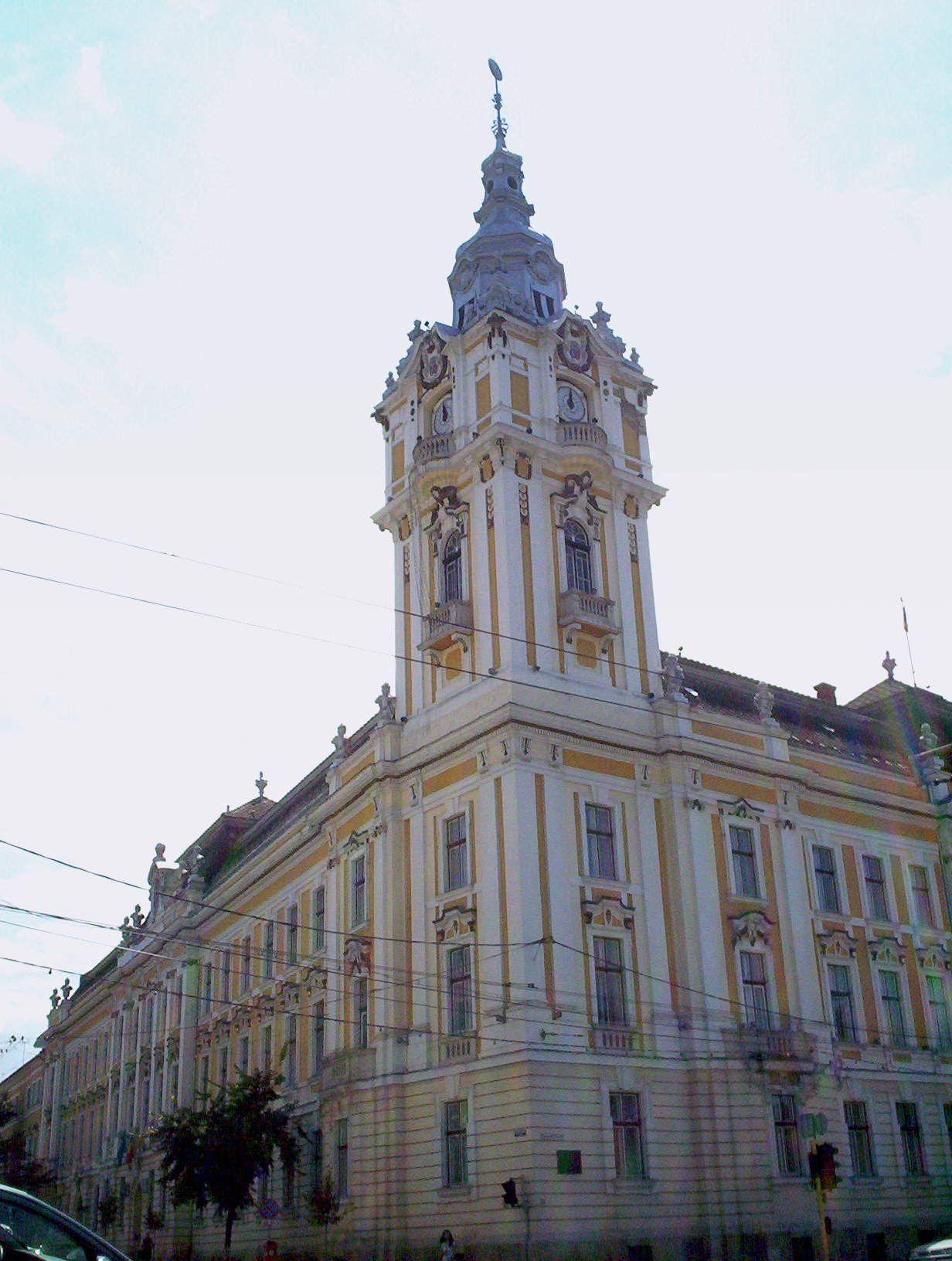
Hôtel de ville de Cluj-Napoca.

Cluj est administrée par un maire (en roumain : primar) et un conseil municipal formé de 27 conseillers élus au suffrage universel tous les quatre ans. La ville est divisée en 23 quartiers, dont 8 construits (voire encore en construction) après la révolution de 1989. Afin de faciliter l'accès du citoyen aux structures de l'administration municipale, la mairie de Cluj-Napoca a établi des filiales (mairies de quartier) dans les plus grands quartiers de la ville. Dans l'avenir, chaque quartier disposera d'une telle mairie de quartier. Cluj a connu quatre maires depuis les premières élections municipales démocratiques en 1992.
| Période                                  | Période  | Identité            | Étiquette                      | Qualité |
| ---------------------------------------- | -------- | ------------------- | ------------------------------ | ------- |
| Les données manquantes sont à compléter. |          |                     |                                |         |
| 1944                                     | 1944     | János Demeter       | UPM et PMR                     |         |
| 1944                                     | 1945     | Tudor Bugnariu      | PMR                            |         |
| 1946                                     | 1952     | Gheorghe Chintezanu | PMR                            |         |
| 1952                                     | 1957     | Petre Jurca         | PMR                            |         |
| 1957                                     | 1960     | Aurel Duca          | PMR                            |         |
| 1960                                     | 1968     | Gheorghe Lăpădeanu  | PMR (jusqu'en 1965), puis PCR  |         |
| 1968                                     | 1975     | Remus Bucșa         | PCR                            |         |
| 1975                                     | 1983     | Constantin Crișan   | PCR                            |         |
| 1983                                     | 1985     | Constantin Chirilă  | PCR                            |         |
| 1985                                     | 1986     | Nicolae Preda       | PCR                            |         |
| 1986                                     | 1989     | Gheorghe Cordea     | PCR                            |         |
| 1989                                     | 1989     | Nicolae Văleanu     |                                |         |
| 1989                                     | 1990     | Ion Pop             |                                |         |
| 1990                                     | 1990     | Alexandru Șerban    |                                |         |
| 1990                                     | 1991     | Mihai Tălpean       |                                |         |
| 1991                                     | 1992     | Teodor Groza        |                                |         |
| 1992                                     | 2004     | Gheorghe Funar      | PUNR (jusqu'en 1997), puis PRM |         |
| 2004                                     | 2009     | Emil Boc            | PD (jusqu'en 2007), puis PDL   |         |
| 2009                                     | 2012     | Sorin Apostu        | PDL                            |         |
| 2012                                     | En cours | Emil Boc            | PDL (jusqu'en 2014), puis PNL  |         |

| Parti | Parti                                      | Conseillers |
| ----- | ------------------------------------------ | ----------- |
|       | Parti national libéral (PNL)               | 16          |
|       | Union sauvez la Roumanie (USR)             | 5           |
|       | Union démocrate magyare de Roumanie (UDMR) | 4           |
|       | Parti social-démocrate (PSD)               | 2           |

Ancienne capitale de la Transylvanie, Cluj est la plus grande ville de la région de développement Nord-Vest . En tant que chef-lieu du județ de Cluj, Cluj-Napoca abrite la préfecture et le conseil départemental (consiliul județean) de Cluj. En outre, Cluj est le centre d'une aire métropolitaine étendue sur 1 537,54 km2 et avec une population d'environ 380 000 habitants.
La ville accueille aussi les représentations consulaires de la Hongrie, de l'Italie, des Pays-Bas, du Royaume-Uni et de la Turquie.

Composition du conseil municipal de Cluj-Napoca depuis 1996.
1996 PDSR UDMR PD-FSN MER PAC CDR PL93 PRM PUNR
2000 PDSR UDMR APR PNL CDR PRM PUNR
2004 PSD UDMR DA PRM
2008 PSD UDMR PNL PDL
2012 USL UDMR PDL PPDD
2016 PSD UDMR PNL

- 1996  - PDSR
  - UDMR
  - PD-FSN
  - MER
  - PAC
  - CDR
  - PL93
  - PRM
  - PUNR
- 2000  - PDSR
  - UDMR
  - APR
  - PNL
  - CDR
  - PRM
  - PUNR
- 2004  - PSD
  - UDMR
  - DA
  - PRM
- 2008  - PSD
  - UDMR
  - PNL
  - PDL
- 2012  - USL
  - UDMR
  - PDL
  - PPDD
- 2016  - PSD
  - UDMR
  - PNL

## Justice

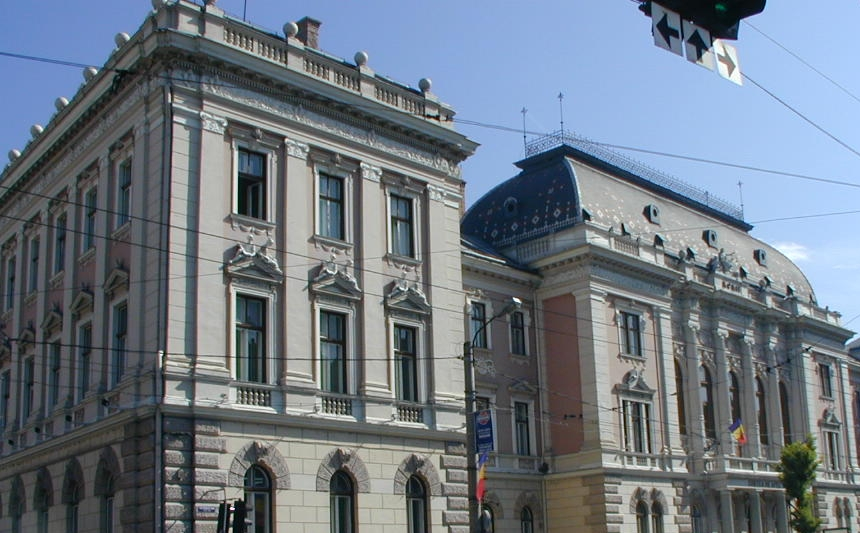
Le palais de Justice (Palatul de Justiție din Cluj)

Cluj abrite la Cour d'appel de Bistrița-Năsăud, de Cluj, de Maramureș et de Sălaj. Conformément au système judiciaire roumain, le ressort du Tribunal de Grande Instance de Cluj (Tribunalul Cluj) s'étend sur les quatre tribunaux de première instance (judecătorii) du Județ de Cluj (tribunaux de Dej, de Gherla, de Turda et de Huedin). La ville possède aussi un tribunal de commerce et un tribunal militaire. Toutes les institutions judiciaires de Cluj (sauf le tribunal militaire) siègent dans le Palatul de Justiție.
Selon les informations officielles, le taux de criminalité de Cluj se situait en 2006 à 268 affaires par 100 000 habitants, c'est-à-dire juste en dessus de la moyenne nationale. En ce qui concerne les délits les plus récurrents, la corruption et la sécurité dans les transports publics restent à un niveau inquiétant.

## Santé
La ville de Cluj dispose de onze établissements hospitaliers, dont neuf sous l'administration du conseil de județ de Cluj et deux (ceux d'oncologie et de cardiologie) sous tutelle du ministère de la santé. En outre, il y a plus d'une centaine de cabinets médicaux privés.
Début 2009, le conseil de județ de Cluj a démarré un projet qui prévoit la construction d'un nouveau centre hospitalier régional dans la commune de Florești, c'est-à-dire à 4 km de Cluj-Napoca.

## Économie
Cluj est un important pôle de développement régional.

### Industrie

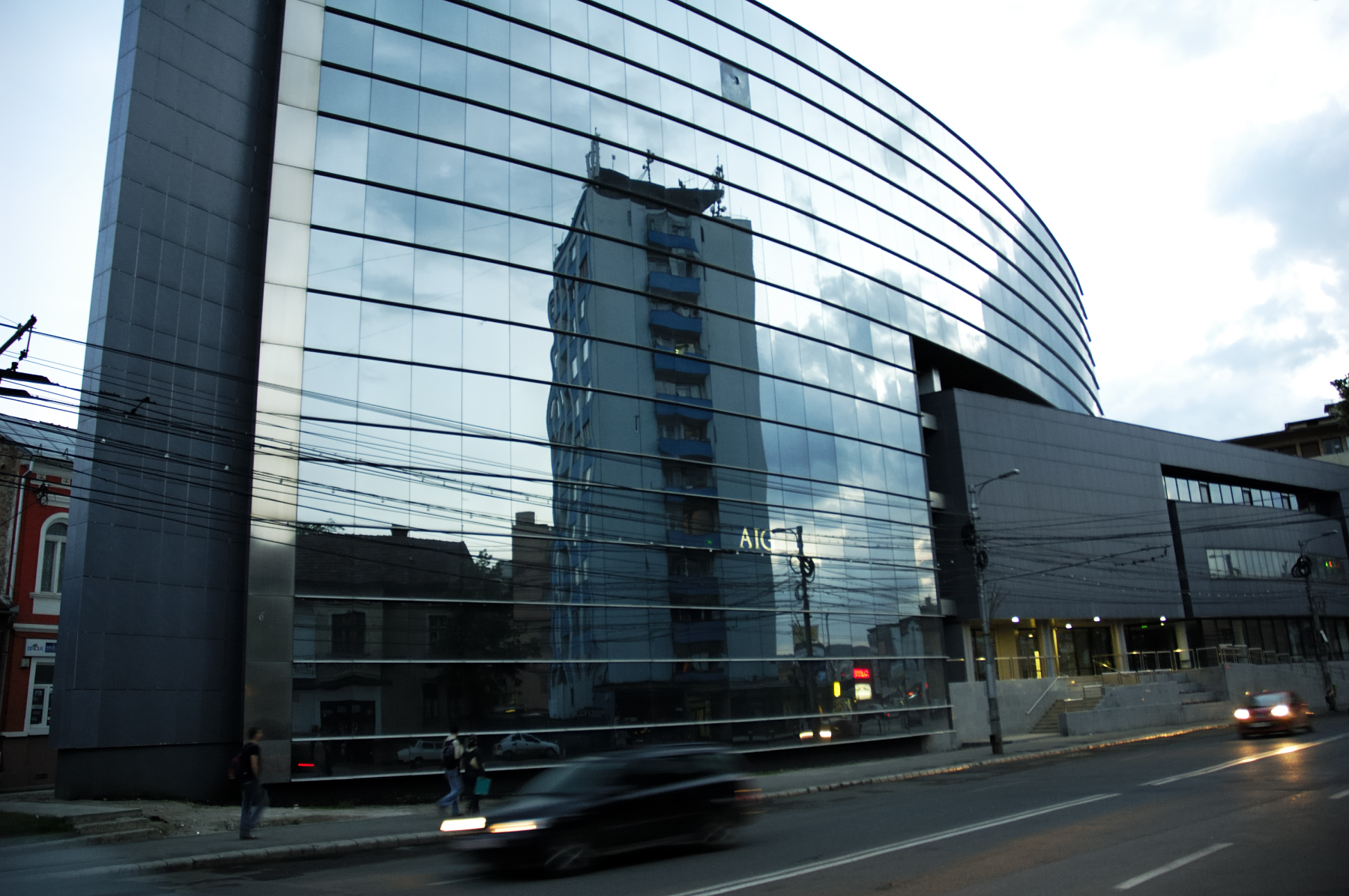
Bâtiment de bureaux près du centre-ville

La ville dispose de trois parcs industriels et, dès 2008, les autorités locales envisagent la construction d'un quatrième. La plupart des branches industrielles sont présentes aux alentours de Cluj. Ainsi, on y trouve nombre d'entreprises activant dans l'agro-alimentaire (Napolact), l'automobile, la construction ferroviaire, l'industrie chimique, l'industrie des matériaux de construction, l'industrie pharmacéutique, la production d'énergie, les techniques de pointe, le textile, etc. Parmi les grands groupes présents à Cluj rappelons Bombardier, Emerson, Ranbaxy.
En faisant une forte concurrence à Bucarest, Cluj est en train de devenir le plus important centre TIC de la Roumanie,. On y trouve environ 250 entreprises activant dans ce domaine (dont Nokia, présente avec une usine et un centre de recherches), outre plusieurs centres de recherches qui profitent du fait que la ville soit en même temps un grand centre universitaire.

### Services et commerce

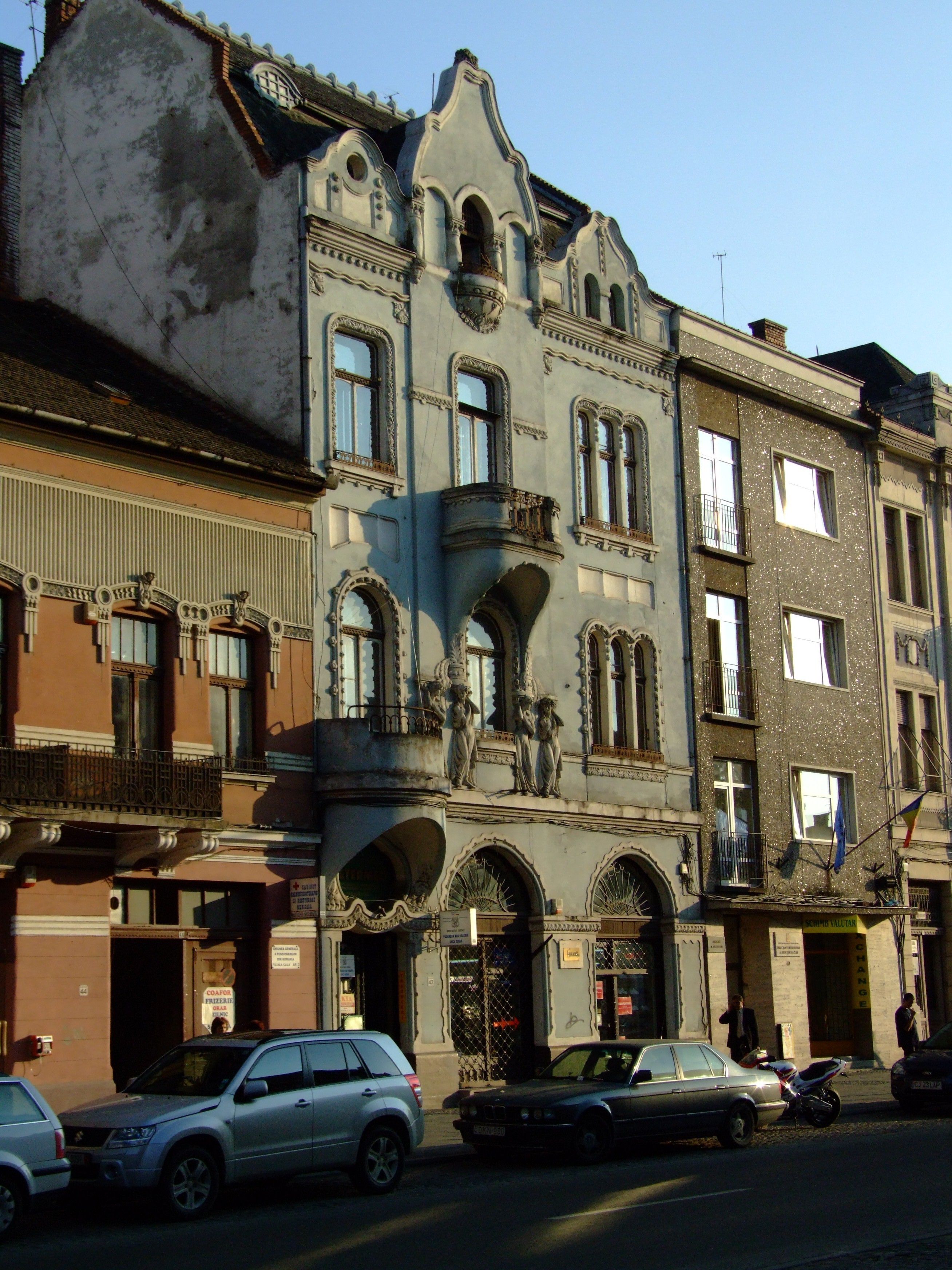
Le boulevard des Héros (en roumain Bulevardul Eroilor, dénomination hongroise traditionnelle : Deák Ferenc utca) est l'une des principales artères commerciales de Cluj.

Outre le secteur des services d'information et de communication, le secteur des services financiers y est bien représenté. Forte d'environ 25 banques, de ses sociétés d'assurance et de courtage ainsi que de ses fonds d'investissement, la ville de Cluj est le deuxième pôle financier du pays. D'ailleurs, le siège central de Banca Transilvania, l'une des plus grandes banques de la Roumanie, ainsi que les sièges des quelques-unes des plus importantes sociétés de brokerage roumaines se trouvent à Cluj-Napoca.
La ville disposait fin 2008 de cinq centres commerciaux: Polus (avec un hypermarché Carrefour), Iulius Mall (avec un hypermarché Auchan), Sigma Shopping Center, Sora Shopping Center et Central. Deux autres centres commerciaux (Atrium et Akademia) vont bientôt ouvrir leurs portes. D'autres grands distributeurs (dont Cora, Metro, Praktiker, Real, etc.) sont aussi présents sur le marché local. Tout cela fait que, du point de vue du rapport surface de distribution / habitant, Cluj occupe la première place des villes roumaines les mieux desservies.

### Tourisme
À part ses atouts naturels, historiques, culturels et économiques, la ville bénéficie aussi d'une situation géographique favorable. Ainsi, Cluj est-elle non seulement le plus important hub aérien de la Transylvanie, mais aussi le meilleur choix pour établir sa base afin de visiter toute cette région. En effet, la Transylvanie s'étend sur un rayon d'environ 250 km autour de cette ville.
Si en 2007 la ville était déficitaire du point de vue de ses capacités d'hébergement (environ 6 500 lits), plusieurs hôtels ont commencé leur activité courant 2008. Au moins quatre nouveaux hôtels (dont Golden Tulip, Ramada, Beyfin et EuroTrend) seront inaugurés courant 2009 et plusieurs autres devraient ouvrir courant 2010. Ajoutons que sur le marché touristique local on peut compter environ 140 agences de tourisme.

## Transports

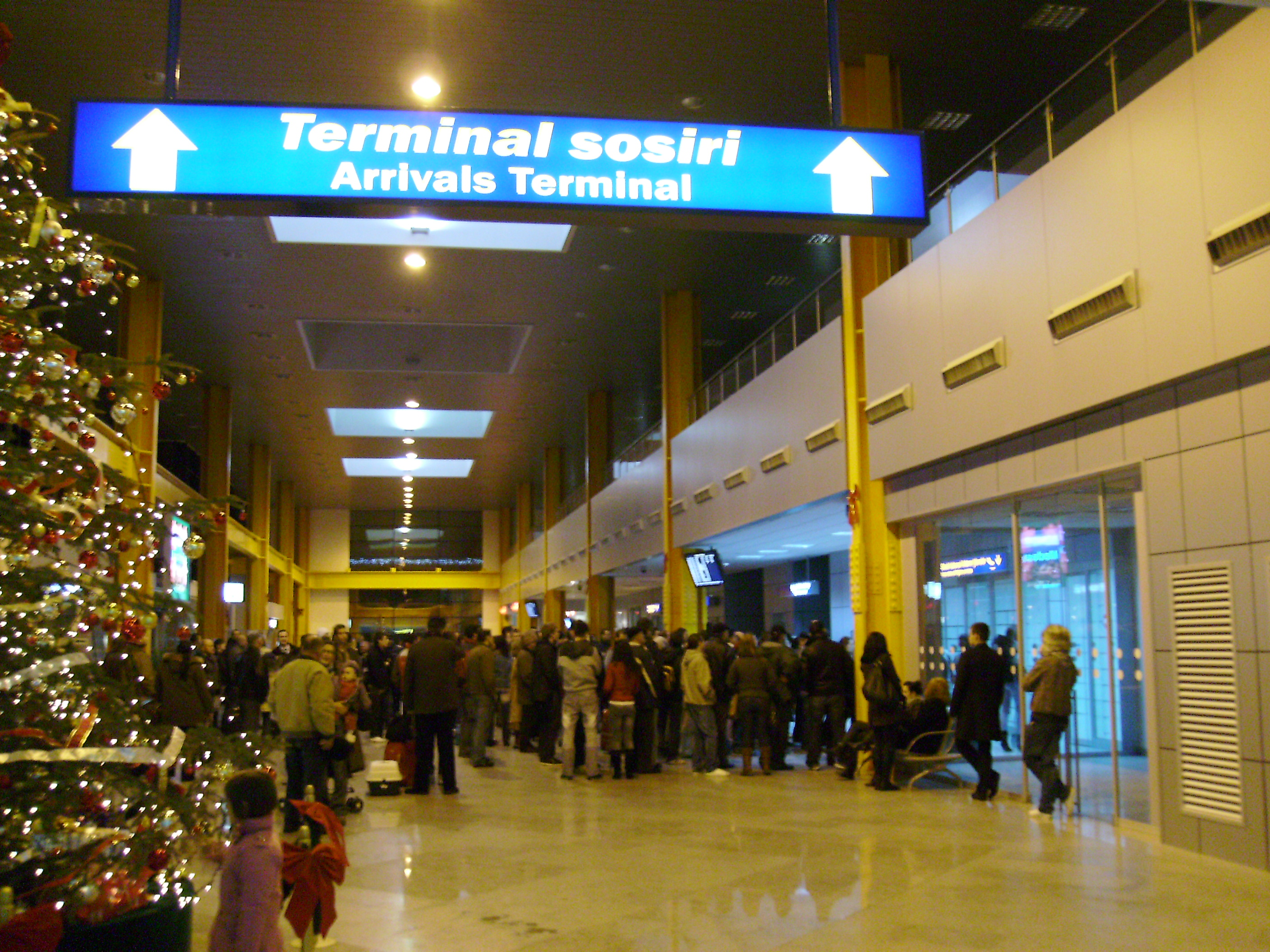
L'Aéroport international de Cluj-Napoca.

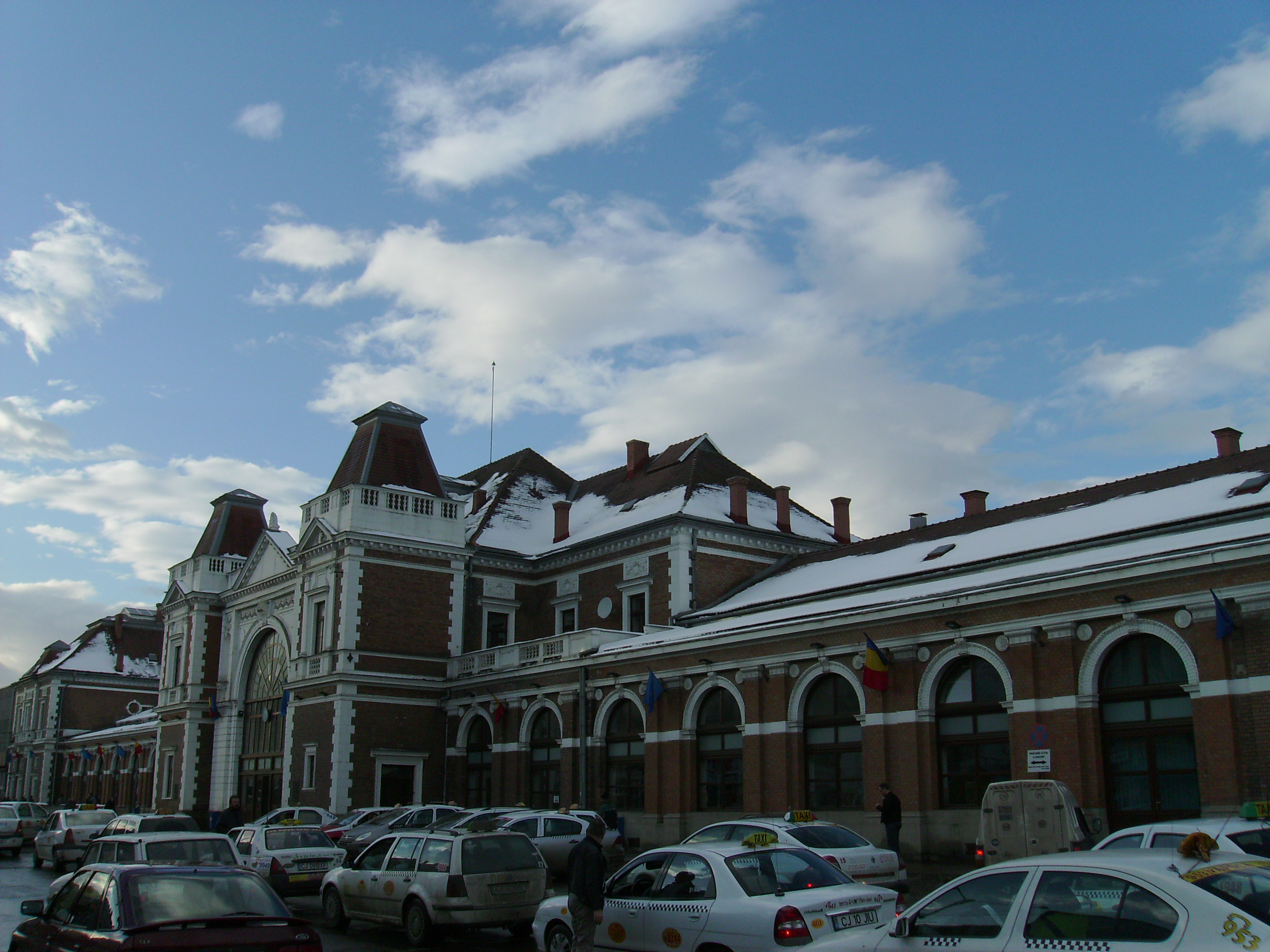
La Gare SNCFR de Cluj

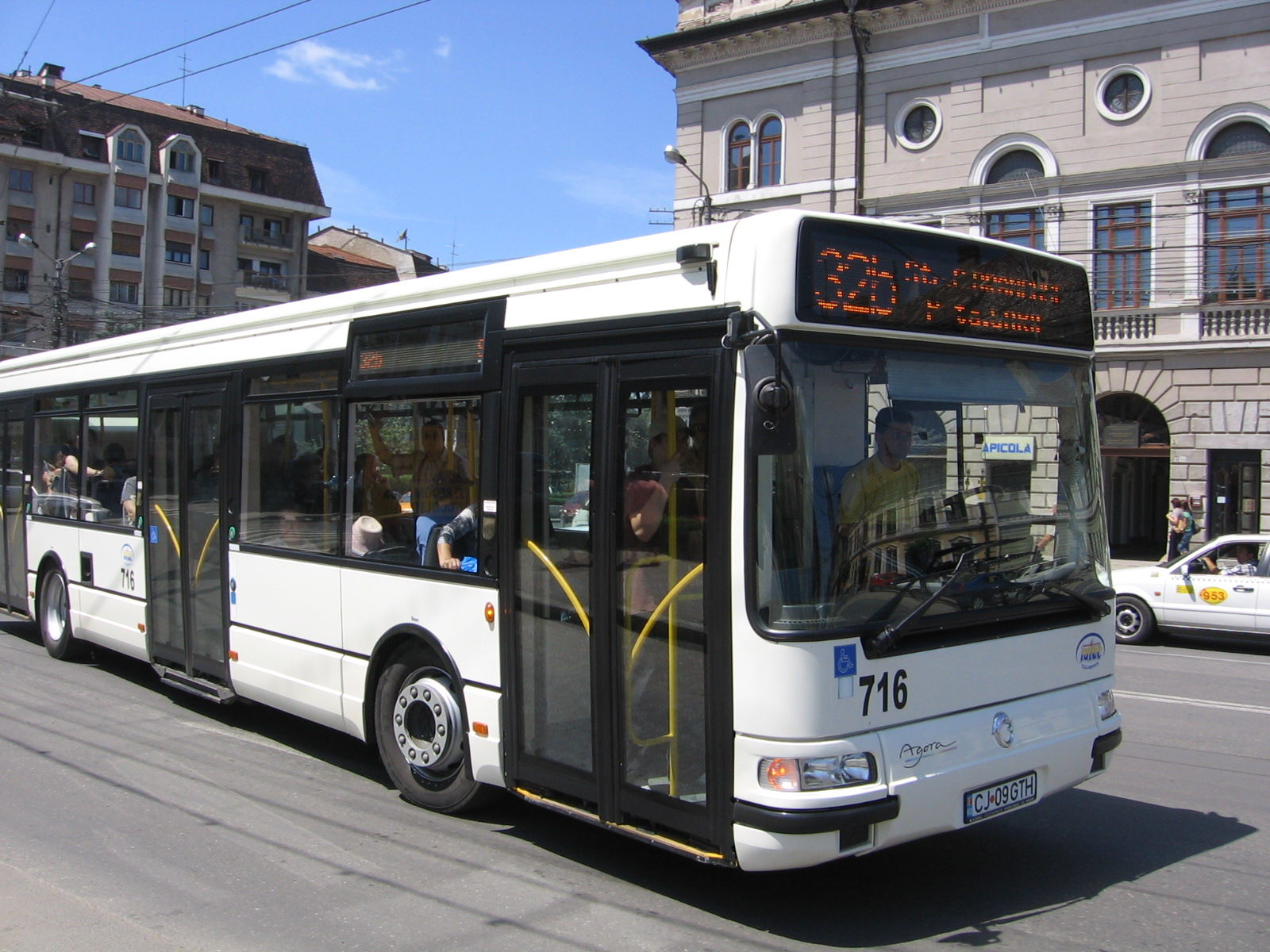
Bus de la ligne 32b

Malgré un réseau de transport complexe, assurant des connexions routières, ferroviaires et aériennes avec la plupart des villes roumaines et avec un bon nombre de villes européennes, l'infrastructure actuelle de Cluj a du mal à satisfaire les besoins d'une ville en plein essor. Ce problème est en train d'être remédié et des nombreux chantiers en témoignent.
La ville se situe au carrefour de deux routes européennes, la E 60 reliant Brest à Constanța et la E 81 qui s'étend de Bucarest à Moukatchevo. Aujourd'hui, Cluj-Napoca souffre à cause de son infrastructure routière vieillie et est en mal de faire face à un trafic routier qui n'a pas cessé d'augmenter au cours des dernières années. L'autoroute A3 ou « Autoroute de la Transylvanie », qui passe à l'ouest et au sud de la ville et qui sera achevée à l'horizon 2013 (et dont le tronçon Gilău-Turda sera utilisable dès décembre 2009), le boulevard périphérique est (dont la finalisation est prévue fin 2009) et le boulevard périphérique nord (dont la construction démarrera bientôt) permettront la décongestion du trafic.
Le transport extérieur par voie routière est assuré depuis la gare routière (Autogara) par plusieurs compagnies privées. Les cars partant de Cluj se répandent dans tous les coins de la Roumanie.
Le transport ferroviaire est assuré par la compagnie des Chemins de fer roumains (CFR). La CFR offre depuis la gare centrale de Cluj-Napoca des connexions directes avec toutes les grandes villes roumaines ainsi qu'avec Budapest. La gare centrale, située à moins de deux kilomètres au nord du centre-ville, est bien connectée à tous les quartiers de la ville par des tramways, des bus et des trolleybus. Mise à part la gare centrale, la ville est aussi desservie par deux gares de voyageurs secondaires (Gara Mica et Cluj-Napoca Est) réservées aux trains régionaux, ainsi que par une gare de fret.
La ville est dotée d'une plateforme aérienne gérée par le Conseil départemental Cluj (Consiliul judetean Cluj). L'aéroport international de Cluj-Napoca (code AITA : CLJ), quatrième aéroport roumain selon le transit de voyageurs, se situe à 9 kilomètres à l'est du centre-ville. Des vols directs relient Cluj-Napoca une ou plusieurs fois par semaine à une trentaine de villes situées dans une dizaine de pays. Le développement économique de la ville et la croissance du nombre de voyageurs (de 20-30 % entre 2003 et 2007 et de 93 % en 2008) ont entraîné des travaux de développement et d'agrandissement : deux nouveaux terminaux de passagers avec une capacité de plus de 2 000 000 passagers par an ont ouvert leurs portes en 2008 et en 2009. En outre, sur le planning de développement figurent aussi un nouveau terminal de fret et une nouvelle piste de 3 500 mètres.
En 2009, le réseau de transport en commun de Cluj intra-muros couvre environ 500 km (la ville ayant un réseau routier de plus de 700 km ; par ailleurs le réseau est en pleine expansion à la suite de l'édification de deux nouveaux quartiers) et comprend 3 lignes de tramway, 6 lignes de trolleybus et une trentaine de lignes de bus. L'entier réseau de transport et le parc de voitures sont en train d'être modernisés. À part le transport en commun, dans la ville roulent quelque 3300 taxis facilement accessibles et assez populaires en raison de leur prix relativement bas (environ 0,5 €/km).
Le réseau de pistes cyclables unit les quartiers de l'est et de l'ouest de la ville. En 2009 le réseau atteint une longueur de 40 km, alors que dans le plan de développement il y a plusieurs projets qui impliquent l'agrandissement du réseau ainsi que la mise en place d'un système informatisé de location de bicyclettes.
Le réseau de transport de Cluj-Napoca a réceptionné des Renault Agora dont certains ont été transformés en trolleybus, des Renault R312 ainsi que des Saviem SC10 qui ont été vendus par la RATP.

## Attractivité

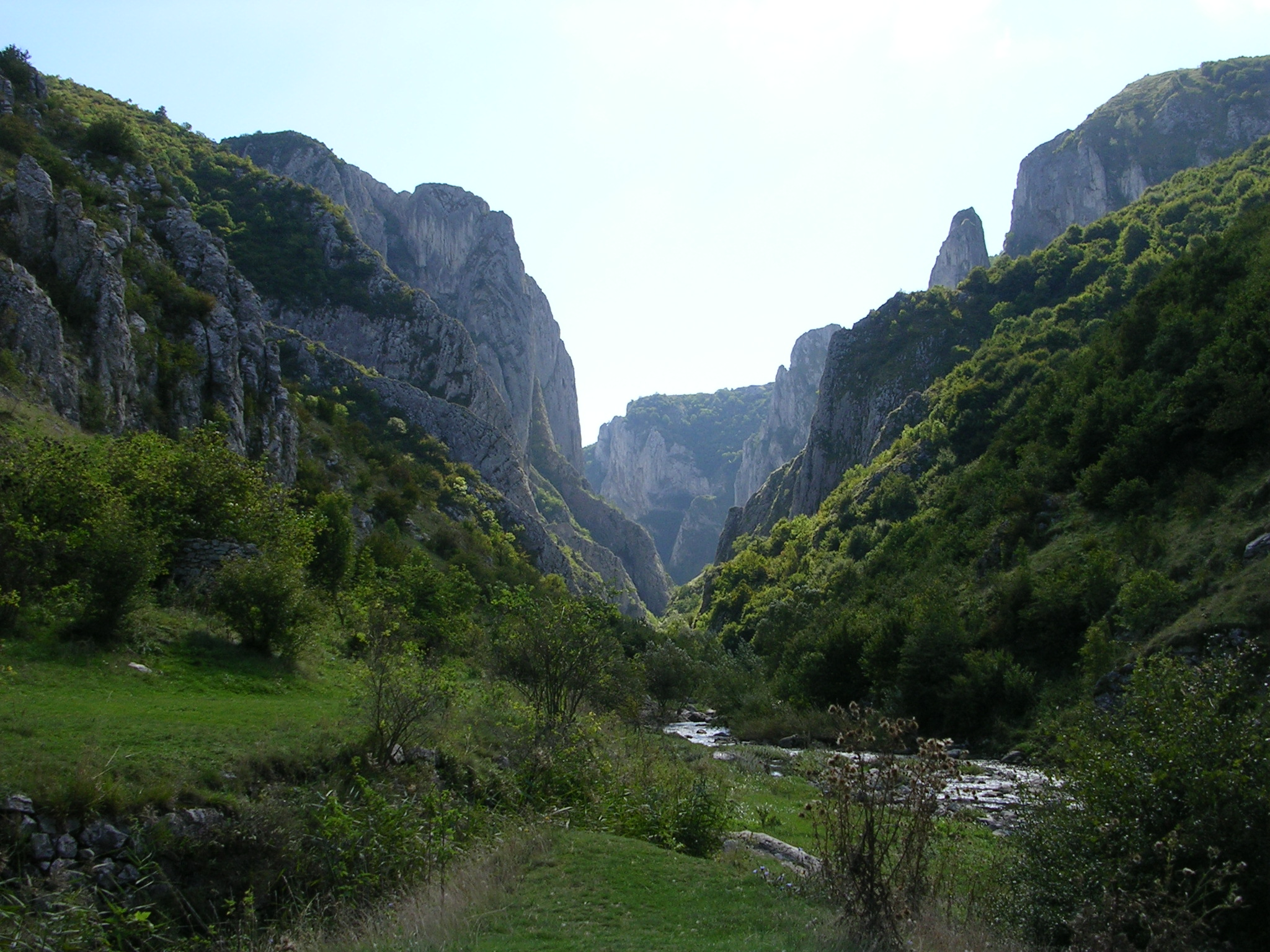
Cheile Turzii (Les Gorges de Turda)

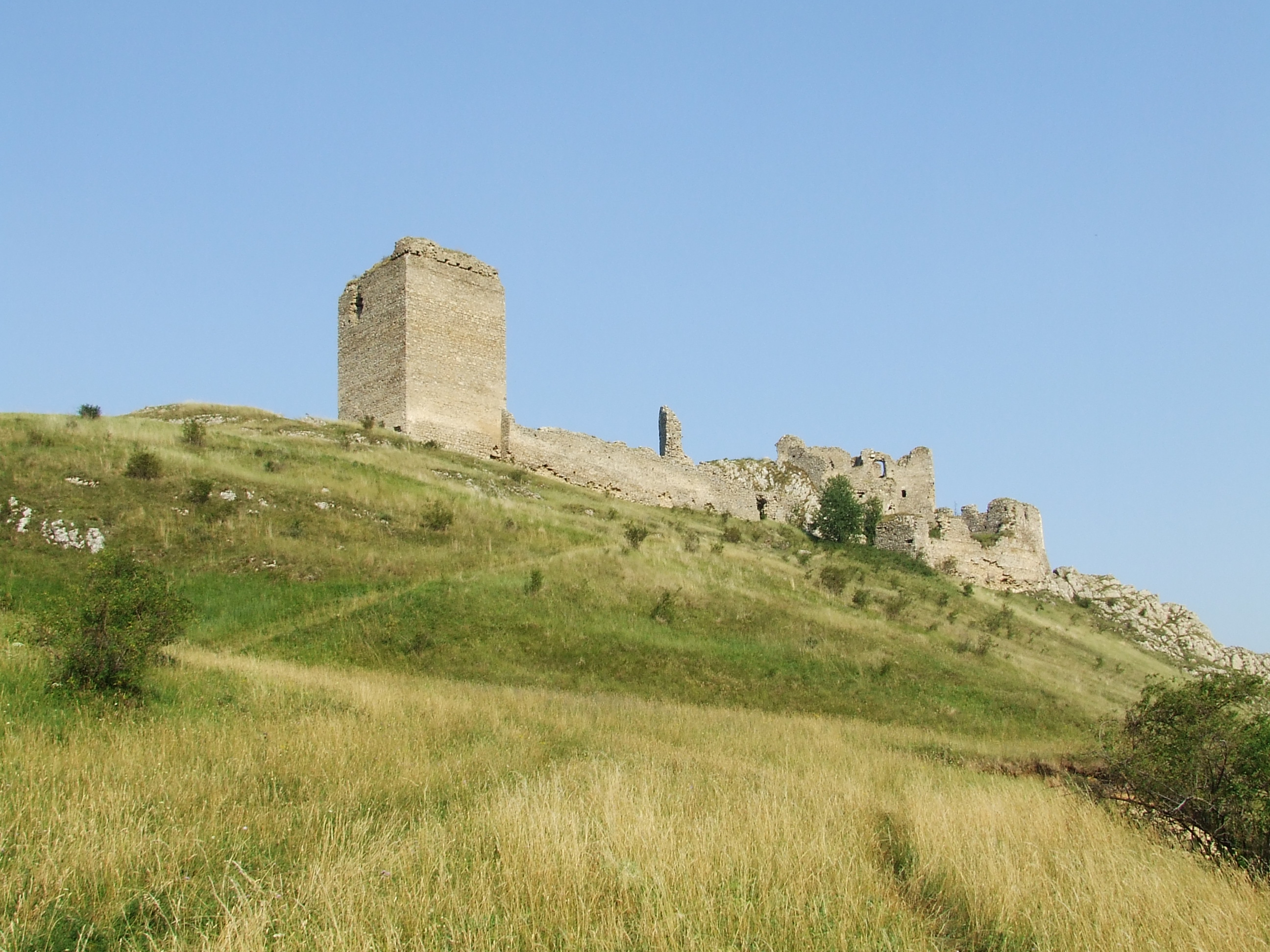
Ruines de la forteresse de Costești.

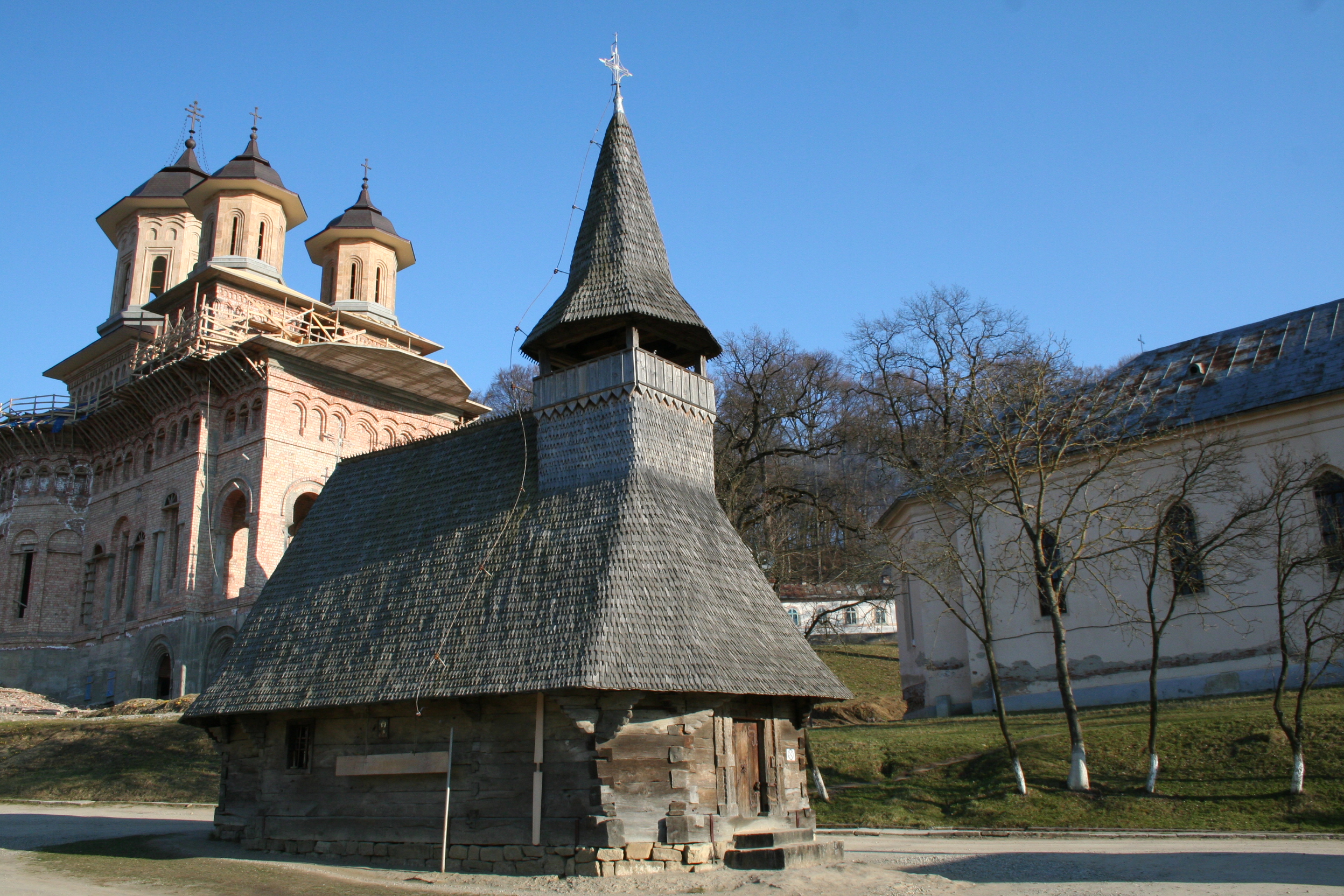
Le monastère de Nicula (XVIIIe siècle), département de Cluj (județ de Cluj). Renommée pour ses icônes, la commune Nicula se trouve à 51 km au nord-est de Cluj et à 3 km au sud de Gherla.

### Région
Cluj a la chance de se situer dans une région très diversifiée tant du point de vue géographique que du point de vue culturel. Avec les montagnes qui s'érigent brusquement à moins de 15 km du centre-ville, la pittoresque vallée de l'Arieș qui commence à moins de 40 km, les gorges de Turda, de Tureni et de Baciu toutes proches ou bien avec les villages traditionnels de la région Țara Călatei à l'ouest ou de Sic et de Bonțida à l'est, Cluj-Napoca offre des nombreuses possibilités d'escapades pour tous les goûts. Ajoutons encore que la région est parsemée de sévères forteresses médiévales qui contrastent avec les chaleureuses églises en bois ayant célébré au moins trois fois leur centenaire ou que l'architecture laïque traditionnelle change au fur et à mesure qu'on dépasse les collines.
De nombreuses stations de cure se trouvent à proximité. Băile Băița, Băile Cojocna, Băile Ocna Dejului, Băile Someșeni, Sovata et Băile Turda (avec ses mines de sel) offrent des cures d'eaux minérales et salées, alors que Băile Felix, Băile 1 Mai et Moneasa offrent des cures d'eaux minérales et thermales.
Des stations de sports d'hiver se trouvent à Băișoara, Arieșeni, Mărișel et Fântânele.
Dans un rayon de moins de 250 km autour de Cluj (Distances entre les villes roumaines) vous trouverez les églises fortifiées de Transylvanie, les églises en bois du Maramureș, les forteresses daces des monts d'Orastie, de nombreux châteaux (dont celui de Hunedoara, le plus grand château de la Roumanie) ainsi que plusieurs villes médiévales, telles que Aiud, Alba Iulia, Bistrița, Făgăraș, Hațeg (petite ville aux environs de laquelle on trouve l'une des plus anciennes églises roumaines, celle de Densuș), Mediaș, Rupea, Sebeș, Sibiu, Sighișoara, etc.

### Diversité et particularités
- Syncrétisme culturel en raison de la cohabitation historique de plusieurs communautés ethniques (Allemands, Arméniens, Juifs, Hongrois, Roumains), perceptible de nos jours dans les particularités architecturales, culinaires, musicales, etc.
- Kalotaszeg

### Attractivité internationale
Située à 440 km de Bucarest, à 466 km de Belgrade et à 416 km de Budapest, Cluj offre des perspectives intéressantes tant aux Clujiens désireux d'escapades, quant aux agents économiques locaux. Forte de ses atouts économiques et fiscaux, de sa tradition multiculturelle et de son cadre de vie, la ville de Cluj est l'une des quatre villes roumaines les plus attractives pour les expatriés et notamment pour les ressortissants de l'Union européenne (les trois autres villes étant Bucarest, Sibiu et Timișoara). L'essor économique de la ville et le grand nombre d'individus bien instruits qui parlent plusieurs langues attirent les européens désireux de diversifier leur expérience de travail, alors que les universités qui assurent des cours en plusieurs langues attirent les jeunes.

### Jumelages
| Ville | Ville            | Pays | Pays         | Période                    |
| ----- | ---------------- | ---- | ------------ | -------------------------- |
|       | Beer-Sheva,      |      | Israël       | depuis septembre 1991      |
|       | Braga,           |      | Portugal     | depuis mars 2018           |
|       | Caracas          |      | Venezuela    |                            |
|       | Cologne,         |      | Allemagne    | depuis le 13 novembre 1976 |
|       | Columbia,        |      | États-Unis   | depuis juin 1991           |
|       | Dijon,           |      | France       | depuis le 17 novembre 1965 |
|       | East Lansing,    |      | États-Unis   | depuis septembre 2005      |
|       | Eskişehir,       |      | Turquie      | depuis janvier 2020        |
|       | Karaganda,       |      | Kazakhstan   | depuis novembre 2017       |
|       | Korçë,           |      | Albanie      | depuis mars 2001           |
|       | Makati,          |      | Philippines  | depuis le 25 avril 1996    |
|       | Municipio Chacao |      | Venezuela    | depuis le 9 novembre 1999  |
|       | Namur,           |      | Belgique     | depuis le 20 mars 2010     |
|       | Nantes,          |      | France       | depuis novembre 1990       |
|       | Ningbo,          |      | Chine        | depuis le 8 juin 2014      |
|       | Parme            |      | Italie       | depuis juin 2005           |
|       | Parme            |      | Italie       |                            |
|       | Pécs,            |      | Hongrie      | depuis février 1990        |
|       | Rockford,        |      | États-Unis   | depuis septembre 2005      |
|       | Rotherham,       |      | Royaume-Uni  | depuis octobre 2006        |
|       | Suwon,           |      | Corée du Sud | depuis le 17 juin 1999     |
|       | São Paulo,       |      | Brésil       | depuis juillet 2000        |
|       | Ungheni,         |      | Moldavie     | depuis novembre 2016       |
|       | Viterbe,         |      | Italie       | depuis 2009                |
|       | Zagreb,          |      | Croatie      | depuis juin 1976           |
|       | Zhengzhou,       |      | Chine        | depuis septembre 1994      |

## Personnalités
- Virgil Mihaiu (1951-), écrivain roumain.
- Jean Dragesco (1920-2020), scientifique français.
- Rudolf Kastner (1906-1957), militant controversé ayant participé au sauvetage de Juifs de la Shoah
- Ladislaus Löb (1933-2021), universitaire suisso-britannique
- Imre Finta (1912-2003), jugé pour crimes de guerre au Canada